# Giuse Ngô Quang Kiệt
Giuse Ngô Quang Kiệt (sinh ngày 4 tháng 9 năm 1952) là một giám mục Công giáo Rôma người Việt Nam, từng đảm trách nhiều vai trò quan trọng đối với cộng đồng Công giáo tại Việt Nam. Tổng giám mục Giuse Ngô Quang Kiệt từng đảm nhiệm nhiều vai trò khác nhau trong chức vị giám mục từ năm 1999 đến khi nghỉ hưu năm 2010 như Giám mục chính tòa Giáo phận Lạng Sơn và Cao Bằng, Giám quản Tông Tòa, sau đó trở thành Tổng giám mục Tổng giáo phận Hà Nội. Trong Hội đồng Giám mục Việt Nam, ông cũng từng đảm nhiều nhiều vai trò khác như như phó Tổng thư ký và sau đó là Tổng thư ký của Hội đồng này. Khẩu hiệu giám mục của ông là: Chạnh lòng thương.
Giuse Ngô Quang Kiệt có quê gốc ở Lạng Sơn, sau khi sinh ra vài năm thì cùng gia đình di cư vào Nam. Sau quá trình tu tập kéo dài hơn 25 năm từ năm 1964 đến năm 1991, ông được phong chức linh mục, là linh mục thuộc giáo phận Long Xuyên. Linh mục Kiệt sau đó được cho đi du học tại Pháp và sau khi hoàn thành khóa học, trở về Việt Nam được bổ nhiệm giữ chức Chưởng Ấn Tòa giám mục Long Xuyên.
Ngày 3 tháng 6 năm 1999, Tòa Thánh ra tuyên cáo bổ nhiệm linh mục Giuse Ngô Quang Kiệt làm Giám mục chính tòa Giáo phận Lạng Sơn và Cao Bằng. Lễ tấn phong cho tân giám mục diễn ra sau đó vào ngày 29 tháng 6 do Giám mục Gioan Baotixita Bùi Tuần làm chủ phong. Tháng 4 năm 2003, Tòa Thánh bổ nhiệm ông kiêm thêm nhiệm vụ làm Giám quản Tông Tòa Tổng giáo phận Hà Nội, và đến tháng 10 cùng năm lại tiếp tục chọn Giám mục Kiệt kiêm nhiệm thêm chức Giám mục giám quản Giáo phận Thanh Hóa.
Sau khoảng thời gian hai năm tại Tổng giáo phận Hà Nội, tháng 2 năm 2005, Tòa Thánh thông qua ý kiến của chính quyền Việt Nam, ra thông cáo quyết định chọn Giám mục Giám quản Ngô Quang Kiệt làm Tổng giám mục chính tòa Tổng giáo phận Hà Nội. Ngoài chức vụ Tổng giám mục, Tổng giám mục Kiệt còn kiêm nhiệm thêm nhiều chức danh khác như Giám quản Tông Tòa Giáo phận Lạng Sơn từ năm 2005 đến năm 2007, Giám quản Tông Tòa Giáo phận Bắc Ninh từ năm 2006 đến năm 2008. Trong thời gian làm Tổng giám mục ở Hà Nội, ông đã cố gắng bảo vệ các tài sản của Giáo hội và lên tiếng thẳng thắn với chính quyền về các quyền tự do tôn giáo. Năm 2008, ông có câu nói gây tranh cãi: "Chúng tôi đi nước ngoài rất nhiều, chúng tôi rất là nhục nhã khi cầm cái hộ chiếu Việt Nam, đi đâu cũng bị soi xét, chúng tôi buồn lắm chứ! Chúng tôi mong muốn đất nước mình mạnh lên." Ngày 22 tháng 4 năm 2010, Tòa Thánh chọn Giám mục Phêrô Nguyễn Văn Nhơn làm Tổng giám mục Phó, có quyền kế vị Tổng giám mục Kiệt. Sau đó ít lâu, ngày 13 tháng 5 cùng năm, Toà Thánh thông báo chấp nhận đơn từ chức của ông vì lý do sức khoẻ, chiếu theo khoản số 401 triệt 2 của Bộ Giáo Luật. Việc từ chức này của Tổng giám mục Kiệt được đánh giá có thể do áp lực từ phía chính quyền Việt Nam, và cũng có thể chính từ phía Vatican. Theo một số nguồn tin thì cho rằng sức khỏe đã yếu, không thể làm việc nữa. Chính quyền Việt Nam đánh giá sự kiện này là một chiến thắng của phía chính quyền.
Sau khi từ chức đến nay, nguyên Tổng giám mục Giuse Ngô Quang Kiệt di chuyển đến sống tại Đan viện Châu Sơn, tỉnh Ninh Bình và thực hiện một vài thánh lễ tại đây hằng năm. Tại đan viện này, ông còn thực hiện nhiều việc khác: cầu nguyện cho Giáo hội, thế giới, đất nước và dân tộc, tĩnh tâm cho sinh viên, các hội đoàn, dòng tu, các Phó tế chuẩn bị được truyền chức linh mục. Ngoài ra, ông còn tham gia các hoạt động khác như viết các bài giảng lễ Chúa Nhật, viết suy niệm và in sách. Ông cũng là người đóng góp ý kiến trong việc thay đổi hạ tầng đan viện Châu Sơn, mà điển hình là công trình "Vườn Fatima", một công trình đang được thi công dựa trên ý tưởng của ông.

## Thân thế và tu tập
Giám mục Giuse Ngô Quang Kiệt sinh ngày 4 tháng 9 năm 1952 tại Mỹ Sơn (nay thuộc phường Vĩnh Trại, thành phố Lạng Sơn), tỉnh Lạng Sơn, thuộc Giáo phận Lạng Sơn và Cao Bằng và có tên thánh là Giuse (Joseph) theo nghi thức rửa tội của người Công giáo. Quê gốc của ông là tại Giáo xứ Quần Cống – Giáo phận Bùi Chu (nay thuộc xã Thọ Nghiệp, huyện Xuân Trường, tỉnh Nam Định). Gia đình ông gồm có chín người con, trong đó có 6 nam và 3 nữ, Tổng giám mục Kiệt là con thứ 6 trong gia đình, hiện phần lớn anh chị em của ông đang định cư tại Hoa Kỳ. Thân phụ là ông Giuse Ngô Văn Kháng và mẫu ông là bà Maria Phạm Thị Chín. Ngô Quang Kiệt cũng là hậu duệ 4 đời của ba vị Thánh của Giáo xứ Quần Cống là Thánh Đa Minh Phạm Trọng Khảm, Luca Phạm Trọng Thìn và Giuse Phạm Trọng Tả.
Năm 1954, gia đình cậu bé Kiệt di cư vào miền Nam sau khi Hiệp định Giơ-ne-vơ được kí kết. Vào Nam, Ngô Quang Kiệt chọn sống đời sống tu trì nên gia đình đưa cậu vào học trung học tại Tiểu chủng viện Thánh Têrêsa, thuộc Giáo phận Long Xuyên vào ngày 21 tháng 8 năm 1964, cũng trong ngày này, cậu bé Giuse Vũ Duy Thống cũng được gia đình cho học tại đây và hai cậu nhanh chóng trở thành đôi bạn thân thiết. Tốt nghiệp Tiểu chủng viện năm 1972, chủng sinh Kiệt tiếp tục theo học theo bậc đại học chuyên về triết học và thần học tại Đại chủng viện Thánh Tôma và tốt nghiệp tại đây năm 1978. Song song với con đường tu học, sau năm 1975, tình hình trở nên khó khăn, chủng sinh Ngô Quang Kiệt làm rất nhiều công việc khác nhau để kiếm sống, từ người nuôi ong cho đến thợ sửa dụng cụ điện. Phó tế Giuse sau sự kiện thống nhất Việt Nam nên không thể thụ phong linh mục, trong thời gian chờ được thụ chức, ông phục vụ 13 năm tại Nhà thờ chính tòa Giáo phận Long Xuyên.

## Thời kì là linh mục (1991–1999)

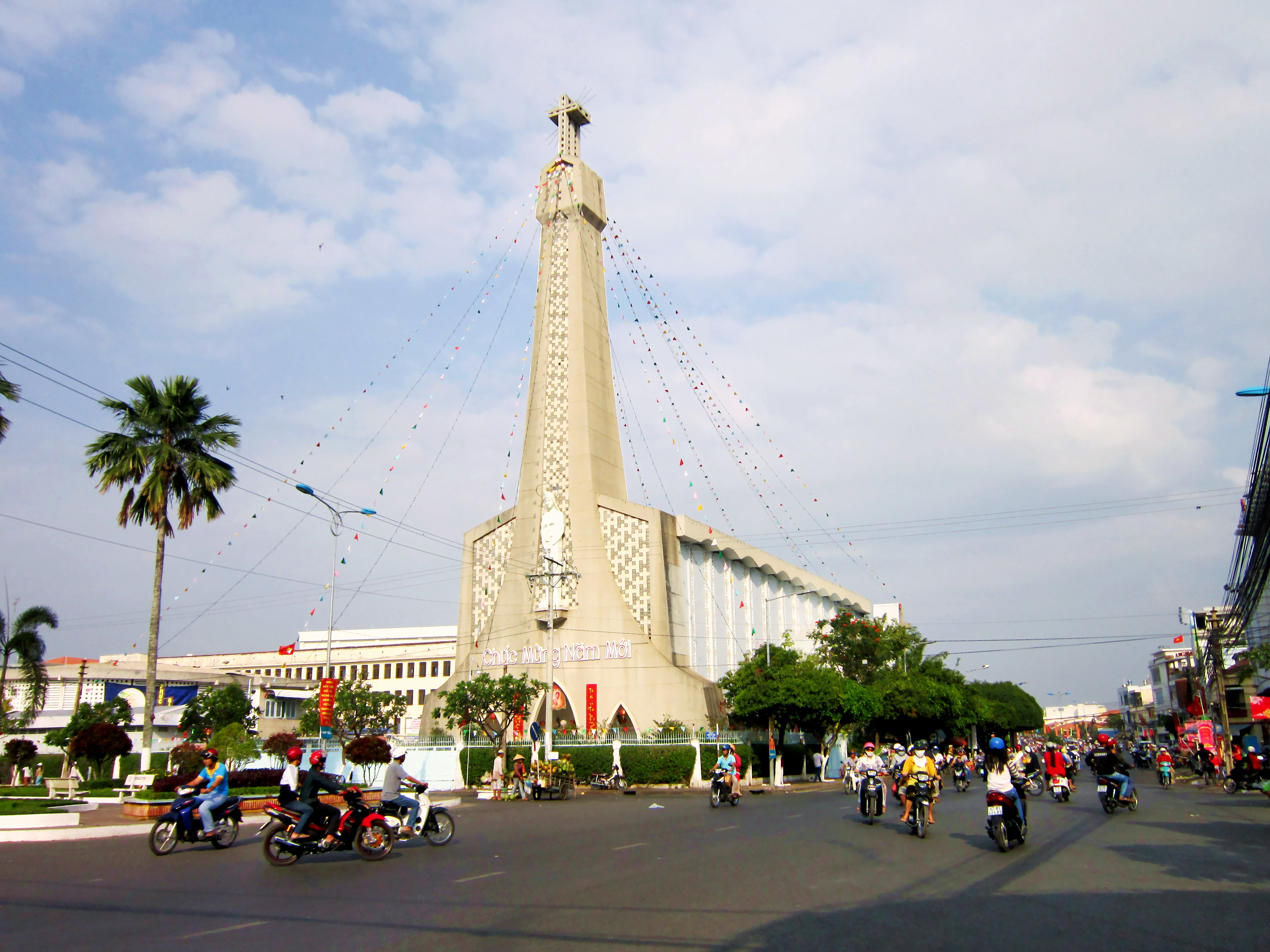
Nhà thờ chính tòa Long Xuyên

Ngày 31 tháng 5 năm 1991, Phó tế Giuse Ngô Quang Kiệt được Giám mục Phó Giáo phận Long Xuyên Gioan Baotixita Bùi Tuần phong chức linh mục tại Nhà thờ chính tòa Long Xuyên. Sau khi thụ phong linh mục, Tân linh mục Kiệt được bổ nhiệm làm linh mục phó Nhà thờ chính toà Long Xuyên. Dù bạn thân là Vũ Duy Thống đã ra đi học tại Đại Chủng viện Thánh Giuse Sài Gòn và được thụ phong linh mục năm 1985, nhưng cả hai một lần nữa cùng được cử đi du học vào ngày 3 tháng 12 năm 1993, và đều học tại tại Học viện Công giáo Paris (Institut Catholique de Paris)  Paris, Pháp.
Năm 1997, sau khi tốt nghiệp Học viện Công giáo Paris, linh mục Giuse Ngô Quang Kiệt trở về Việt Nam và giáo phận Long Xuyên để tiếp tục thực hiện việc mục vụ. Ông được bổ nhiệm vào chức vị mới là linh mục Chưởng ấn Toà Giám mục Long Xuyên.
Nhân dịp kỉ niệm 25 năm linh mục, Giuse Ngô Quang Kiệt - lúc này đã hồi hưu, nhắc nhớ về thời kì này: Tôi gắn bó với những hoàn cảnh nghèo khổ. Chịu chức linh mục thời đất nước đi vào nghèo khổ. Tôi đã sống giữa người nghèo mới. Những sĩ quan đi học tập cải tạo về. Những đại gia phá sản. Đặc biệt sau thất bại của chính sách giá, lương, tiền khiến người nghèo càng nghèo hơn. 

## Giám mục (1999–2005)

### Giám mục Lạng Sơn và Cao Bằng (1999–2005)
Sau khi tốt nghiệp Học viện Công giáo Paris, linh mục Ngô Quang Kiệt về Giáo phận Long Xuyên trở lại với các công việc mục vụ của giáo phận miền Tây này. Ngày 3 tháng 6 năm 1999, Tòa Thánh công bố bổ nhiệm linh mục Giuse Ngô Quang Kiệt, hiện đang là linh mục Chưởng Ấn Tòa Giám mục Giáo phận Long Xuyên, làm Giám mục chính tòa Giáo phận Lạng Sơn và Cao Bằng. Giáo phận này đã trống tòa khi Giám mục Vinh Sơn Phạm Văn Dụ từ chức ngày 9 tháng 3 và sau đó qua đời khuya ngày 2 tháng 9 năm 1998. Cùng đợt bổ nhiệm này còn có hai tân giám mục khác là Tân giám mục Phêrô Nguyễn Soạn của Giáo phận Qui Nhơn và Tân giám mục Phó Giáo phận Long Xuyên Giuse Trần Xuân Tiếu. Sau khi Giáo hoàng Gioan Phaolô II chính thức ra văn thư bổ nhiệm ba tân giám mục vào ngày 18 tháng 6, Giáo phận Long Xuyên đã tổ chức lễ tấn phong Giám mục cho hai tân giám mục Giuse Ngô Quang Kiệt và Giuse Trần Xuân Tiếu xuất thân từ linh mục đoàn giáo phận vào ngày 29 tháng 6 cùng năm, trùng ngày lễ kính hai Thánh Tông đồ Phêrô và Phaolô. (Riêng việc tấn phong tân giám mục Phêrô Nguyễn Soạn ở Qui Nhơn được tiến hành trong tháng 8). Tham dự lễ tấn phong gồm có tất cả 15 giám mục thuộc các giáo phận miền Trung và Miền Nam, trong đó có Tổng giám mục Tổng giáo phận Sài Gòn Gioan Baotixita Phạm Minh Mẫn và Tổng giám mục Tổng giáo phận Huế Stêphanô Nguyễn Như Thể cùng với khoảng 400 linh mục trong và ngoài Giáo phận Long Xuyên, cũng như đông đảo giáo dân. Giám mục chủ phong cho hai tân giám mục là Giám mục chính tòa Giáo phận Long Xuyên Gioan Baotixita Bùi Tuần và hai giám mục phụ phong là Giám mục Emmanuel Lê Phong Thuận (Giám mục chính tòa Giáo phận Cần Thơ) và Giám mục Phanxicô Xaviê Nguyễn Văn Sang (Giám mục chính tòa Giáo phận Thái Bình).
Tân giám mục Giuse Ngô Quang Kiệt đã đến nhận giáo phận của mình vào ngày 11 tháng 7 năm 1999. Giáo phận Lạng Sơn và Cao Bằng được trao cho Tân giám mục Ngô Quang Kiệt coi sóc là một giáo phận có diện tích 25.000 km² với số dân số là 1.700.000 người, trong đó giáo dân Công giáo chỉ có 5000 người. Về mặt nhân sự giáo phận, thì giáo phận chỉ có: Một linh mục là linh mục Vinh Sơn Hoàng Trọng Quỳnh, 96 tuổi, và 1 nữ tu Mến, 100 hoặc 108 tuổi. Vì vậy, Tân giám mục Kiệt tuy chức danh là Giám mục chính tòa một giáo phận, nhưng vì tình trạng thiếu linh mục quản nhiệm các giáo xứ, vị giám mục phải tự mình thực hiện tất cả công việc mục vụ không những trong một giáo xứ, mà còn là cả một giáo phận. Mỗi khi cử hành các thành lễ, giám mục Kiệt luôn phải tự thực hiện nhiều chuỗi công việc có chức năng khác nhau như tự động mở cửa nhà thờ, đón tiếp giáo dân tham dự lễ, cử hành thánh, nói chuyện và tập hát cho giáo dân, dạy giáo lý, và tự đóng cửa nhà thờ. Tuy bận rộn, giám mục Kiệt thường xuyên viết các bài chia sẻ lễ chúa nhật qua kinh thánh, cho đăng trên trang mạng VietCatholic mỗi thứ năm.
Giáo phận quê hương vị tân chức lúc đó là một vùng đất hoang tàn, đổ nát, nghèo nàn, bị tàn phá bởi chiến tranh, người dân Lạng Sơn nghèo khổ, Giáo phận Lạng Sơn cũng cùng chung số phận, những cơ sở tôn giáo, giáo xứ lúc bấy giờ phần lớn đã được xây cất từ vào những năm 1913–1915, nhưng hầu hết đã bị tàn phá, mang nặng những dấu tích bom đạn của những cuộc chiến tranh qua các thời kỳ Pháp, Mỹ và Trung Quốc. Nhiều nhà thờ đã bị phá sập thành bình địa, nhiều nơi chỉ còn trơ lại bốn bức tường hay trở thành những đống gạch vụn cỏ mọc rêu phong. Khi nhắc nhớ về thời kì giám mục Lạng Sơn của mình, khi đã về Đan viện Châu Sơn sau khi từ chức Tổng giám mục Hà Nội, ông nói:Tôi về Lạng sơn là một giáo phận không chỉ nghèo mà còn tang thương. Người chết hết. Các nhà thờ đổ nát. Không có toà giám mục. Không có nhà thờ chính tòa. Giáo dân tất tưởi bơ vơ không người chăn dắt.
Từ ngày 11 đến ngày 16 tháng 10 năm 1999, Hội đồng Giám mục Việt Nam nhóm họp, chọn ra các giám mục tham dự Thượng Hội Giám mục Thế giới về chức năng Giám mục dự kiến tổ chức vào năm 2000 gồm 5 giám mục trong đó có Giám mục Ngô Quang Kiệt.. Thực tế sau đó Thượng hội đồng này bị hoãn đến tháng 10 năm 2001. 
Ngày 6 tháng 10 năm 2000, phái đoàn giám mục Việt Nam trong đó có Giám mục Ngô Quang Kiệt đã đến Rôma, tham dự ngày Toàn xá Thế giới. Tháng 11 năm 2000, Giám mục Kiệt bắt đầu chuyến hành trình sang Hoa Kỳ thăm thân nhân bằng hữu đồng thời thực hiện tại nhiều nơi xin quyên góp cho Giáo phận Lạng Sơn và Cao Bằng với số tiền thu được lên đến vài chục nghìn USD. Ngày 15 tháng 11 năm 2000, Giám mục Kiệt đến thăm và cử hành thánh lễ tại Quận Cam, Hoa Kỳ. Trong dịp này, ông cũng gặp gỡ 200 giáo dân vùng Nam California.
Ngày 1 tháng 1 năm 2001, Giám mục Ngô Quang Kiệt cho tiến hành khởi công xây dựng Nhà thờ chính tòa Giáo phận Lạng Sơn và Cao Bằng. Bản thiết kế nhà thờ, giám mục Kiệt đích thân xem xét, sửa đổi và cho ý kiến. Trong kì họp của Hội đồng Giám mục Việt Nam năm 2001, các giám mục trong giám mục đoàn Việt Nam nhất trí chọn giám mục Lạng Sơn và Cao Bằng làm Phó Tổng thư ký của Hội đồng. Giám mục Ngô Quang Kiệt giữ chức vụ này qua hai kì đại hội kéo dài đến năm 2007.
Giám mục Phaolô Bùi Chu Tạo, nguyên Giám mục giáo phận Phát Diệm qua đời ngày 5 tháng 5 năm 2001, trong những ngày sau đó, giám mục Ngô Quang Kiệt đã đến viếng và có để lại lưu bút trong sổ tang và đồng tế lễ an táng giám mục này sau đó vào ngày 9 tháng 5. Lễ tấn phong Tân giám mục giáo phận Bùi Chu Giuse Hoàng Văn Tiệm được cử hành ngày 8 tháng 8, giám mục Ngô Quang Kiệt có tham dự và đóng vai trò người giảng lễ. Một tuần sau đó, Tân giám mục Phụ tá Tổng giáo phận Sài Gòn Giuse Vũ Duy Thống được cử hành ngày 17, tân giám mục là bạn học thuở nhỏ của giám mục Ngô Quang Kiệt, trong các nghi thức truyền chức, giám mục Kiệt đóng vai trò giám mục Phụ phong. Trong cùng năm, từ ngày 30 tháng 9 đến ngày 27 tháng 10, Giám mục Kiệt tham dự Thượng Hội đồng Giám mục thế giới Thường niên lần X, với chủ đề Giám mục: Người tôi tớ của Phúc âm Chúa Giêsu Kitô vì niềm Hy vọng của Thế giới ("The Bishop: Servant of the Gospel of Jesus Christ for the Hope of the World")
Đầu năm 2002, từ ngày 13 đến khoảng ngày 22 tháng 1, phái đoàn các Giám mục Việt Nam thực hiện chuyến thăm mộ hai thánh Tông đồ Ad Limina tại Rôma theo luật buộc. Sáng ngày 14, từng giám mục trong đoàn có dịp tiếp kiến riêng trực tiếp với Giáo hoàng Gioan Phaolô II. Trong chuyến đi, các giám mục Việt Nam và cá nhân giám mục Kiệt cử hành nhiều thánh lễ, và gặp nhiều nhân vật có quyền lực tại Vatican, trong đó có hai nhân vật người Việt là Hồng y Phanxicô Xaviê Nguyễn Văn Thuận và Đức ông Giuse Đinh Đức Đạo. Ngày 19 tháng 3 cùng năm, Giám mục Kiệt tổ chức lễ kỉ niệm khởi cộng xây dựng Nhà thờ chính tòa Lạng Sơn và Cao Bằng được khởi công, ngoài các thành phần giáo dân, giám mục Kiệt còn mời các cán bộ địa phương đến dự. Lần đầu tiên sau 54 năm, Giáo phận Lạng Sơn và Cao Bằng có lễ truyền chức linh mục Giáo phận cách công khai. Giám mục chính tòa Giuse Ngô Quang Kiệt đã chủ sự nghi thức truyền chức cho hai tân linh mục vào ngày 17 tháng 12 năm 2002. Trả lời câu hỏi từ phóng viên UCA News, Giám mục Kiệt đánh giá đây là một dấu mốc mở ra tương lai tươi sáng cho Giáo phận.
Ngày 18 tháng 5 năm 2004, vị nữ tu đồng hành cùng giáo phận Lạng Sơn và giữ gìn giáo phận trong suốt hàng chục năm là sơ Maria Nguyễn Thị Nhân (Nhàn), thường gọi là Mến, qua đời. Giám mục Kiệt tổ chức lễ an táng sau đó vào ngày 20 tháng 5. Sau ba năm xây dựng, ngày 2 tháng 10 năm 2004, Giám mục Ngô Quang Kiệt làm lễ cung hiến Nhà thờ chính tòa của giáo phận Lạng Sơn và Cao Bằng mới với tước hiệu Thánh Đa Minh. Đồng tế và tham dự có hơn 5.000 người gồm các hồng y, giám mục, linh mục, tu sĩ và giáo dân.
Ngày 19 tháng 2 năm 2005, Toà Thánh bổ nhiệm Giám mục Giám quản Ngô Quang Kiệt làm Tổng giám mục chính tòa Tổng giáo phận Hà Nội và kiêm Giám mục Giám quản giáo phận Lạng Sơn và Cao Bằng. Ông làm giám mục giám quản Giáo phận này đến năm 2007, khi linh mục chánh xứ nhà thờ chính tòa Hà Nội kiêm Tổng Đại diện Tổng giáo phận Hà Nội Giuse Đặng Đức Ngân được chọn làm tân Giám mục Giáo phận.

### Các nhiệm vụ Giám quản Tông Tòa (2003–2005)
Hồng y Phaolô Giuse Phạm Đình Tụng, Tổng giám mục Tổng giáo phận Hà Nội, đã 84 tuổi, già yếu nên nhiều lần xin Tòa Thánh cho về hưu. Đáp lại lời đề nghị từ phía Hồng y Hà Nội, ngày 26 tháng 4 năm 2003, Tòa Thánh ra thông cáo công bố việc bổ nhiệm Giám mục Giuse Ngô Quang Kiệt, hiện là Giám mục chính tòa Giáo phận Lạng Sơn và Cao Bằng, làm Giám quản Tông tòa Tổng giáo phận Hà Nội. Tân Giám mục Giám quản đã cử hành các nghi thức nhậm chức sau đó vào ngày 14 tháng 5 năm 2003 tại Nhà thờ chính tòa Tổng giáo phận Hà Nội. Tại đây, ông còn kiêm thêm chức Giám đốc Đại chủng viện Thánh Giuse Hà Nội, kế vị Hồng y Tụng và giữ chức vụ này đến năm 2005. Trên cương vị này, Giám mục Kiệt cũng đề xướng hoạt động đưa các chủng sinh Công giáo đến Bệnh viện phong da liễu Văn Môn chăm sóc y tế các bệnh nhân tại đây. Đây cũng là lần đầu tiên các tu sĩ Công giáo thực hiện các chăm sóc mục vụ cộng đồng tại cơ sở của nhà nước.
Trong một phát biểu trước thềm Lễ Giáng sinh năm 2004, Giám mục Ngô Quang Kiệt dành lời cảm ơn Đảng và Nhà nước Việt Nam tạo điều kiện cho tôn giáo phát triển, cùng bày tỏ sự hài lòng về các chính sách hiện thời. Giám mục Kiệt cũng đánh giá sự kiện Bộ Ngoại giao Hoa Kỳ xếp Việt Nam vào danh sách những nước đặc biệt quan tâm về tôn giáo, giám mục Kiệt nhận định là không nên trên phương diện ngoại giao. Cũng nhân dịp này, Chủ tịch Ủy ban nhân dân Hà Nội Nguyễn Quốc Triệu cũng đã đến thăm và chúc mừng Giáng sinh Tòa Tổng giám mục Hà Nội sáng ngày 24 tháng 12.
Cùng năm 2003 tại Giáo phận Thanh Hóa, Giám mục chính tòa Bartôlômêô Nguyễn Sơn Lâm qua đời, Tòa Thánh bổ nhiệm Đức ông Gioan Baotixita Lưu Văn Khuất làm Giám quản Giáo phận Thanh Hóa. Ngày 27 tháng 10 năm 2003, Đức ông Khuất qua đời. Ngay ngày hôm sau, Toà Thánh thông báo chọn Giám mục Giuse Ngô Quang Kiệt, Giám mục Giáo phận Lạng Sơn và Cao Bằng, hiện là Giám quản Tổng giáo phận Hà Nội, kiêm nhiệm thêm chức vụ giám mục Giám quản Giáo phận Thanh Hóa. Mặc dù luôn bận rộn với rất nhiều công việc và ngăn cách về địa lý, nhưng ông vẫn tham dự tĩnh tâm hàng tháng với linh mục đoàn Giáo phận. Giám mục Giuse Ngô Quang Kiệt làm Giám quản Thanh Hóa cho đến khi linh mục Giuse Nguyễn Chí Linh được Tòa Thánh bổ nhiệm làm Giám mục chính tòa giáo phận này, và Tân giám mục Linh về nhận Giáo phận ngày 4 tháng 8 năm 2004 thì chức vụ giám quản chấm dứt.
Ngày 8 đến 9 tháng 7 năm 2003, giám mục Giuse Ngô Quang Kiệt tham dự cuộc họp thường niên của Ban điều hành các chủng viện, gồm tất cả sáu chủng viện tại Việt Nam. Tại đây các thành viên thảo luận nêu ra những khó khăn trong việc đào tạo các chủng sinh và nêu hướng giải quyết vấn đề. Năm 2004, lần đầu tiên, chính quyền Việt Nam cho phép đến 90 tân chủng sinh nhập học Đại chủng viện Thánh Giuse Hà Nội, Giám mục Ngô Quang Kiệt đánh giá đây là tia hy vọng phục hồi cho Giáo hội Công giáo tại miền Bắc Việt Nam.

## Tổng giám mục Hà Nội (2005–2010)

### Bổ nhiệm và nhậm chức

Huy hiệu của Tổng giám mục Giuse Ngô Quang Kiệt

Ngày 19 tháng 2 năm 2005, Giáo hoàng Gioan Phaolô II ra sắc lệnh bổ nhiệm Tổng giám mục Giám quản Tông Toà Hà Nội – Giám mục chính tòa Giáo phận Lạng Sơn và Cao Bằng Giuse Ngô Quang Kiệt chính thức làm Tổng giám mục Tổng giáo phận Hà Nội, kế vị Hồng y Phaolô Giuse Phạm Đình Tụng đã 85 tuổi già yếu, được Giáo hoàng chấp thuận về hưu. Địa bàn Tổng giáo phận Hà Nội có dân số là 6 triệu người và 5,1% trong số đó là giáo dân Công giáo. Cùng trong đợt bổ nhiệm này, Tòa Thánh cũng bổ nhiệm linh mục Phanxicô Xaviê Lê Văn Hồng, làm Giám mục Phụ tá Tổng giáo phận Huế. Tại thời điểm được loan tin, Tân Tổng giám mục đang có chuyến thăm thăm Hoa Kỳ và được Hồng y Mahony, Tổng giám mục Los Angeles mời đến thuyết giảng tại Đại hội Giáo lý Tổng giáo phận Los Angeles. Chiều ngày 19 tháng 2, giám mục Kiệt cũng đã dâng lễ tại nhà thờ Tam Biên, Orange County, nơi có số giáo dân Việt Nam khá đông. Tân Tổng giám mục chính tòa Tổng giáo phận Hà Nội ra mắt giáo dân ngay sau đó một ngày, ngày 20 tháng 2. Trước đó, về việc làm giám quản giáo phận Hà Nội, có dư luận cho rằng Giám mục Kiệt không phải dân Hà Nội gốc và chỉ là một giám mục mới, ít kinh nghiệm. Tuy vậy, Hồng y Phaolô Giuse Phạm Đình Tụng đã soạn văn thư gửi Tòa Thánh chấp thuận cho Giám mục Giuse Ngô Quang Kiệt kế vị. Trong buổi nhậm chức Tổng giám mục, Hồng y Hà Nội đã thay mặt cộng đoàn giáo dân Tổng giáo phận Hà Nội hứa hiệp thông và trung thành với tân Tổng giám mục. Sau khi nghỉ hưu, hồng y Tụng có dự định chuyển đi nơi khác tĩnh dưỡng nhưng Tổng giám mục Giuse Kiệt xin ông ở lại không chỉ để tiện chăm sóc mà còn là chỗ nương tựa. Do đó, hồng y Tụng quyết định ở lại Toà Giám mục Hà Nội.
Ngày 21 tháng 2 năm 2005, người phát ngôn Bộ Ngoại giao Việt Nam chúc mừng Giám mục Ngô Quang Kiệt được bổ nhiệm làm Tổng giám mục Tổng giáo phận Hà Nội. Người phát ngôn Lê Dũng trả lời báo chí về phản ứng của Việt Nam trước việc Vatican bổ nhiệm Giám mục Ngô Quang Kiệt: "Việc bổ nhiệm này được thực hiện theo đúng thỏa thuận giữa Chính phủ Việt Nam và Tòa thánh Vatican."
Bà Maria Phạm Thị Chín, thân mẫu Tổng giám mục Ngô Quang Kiệt, qua đời ngày 12 tháng 3, thọ 92 tuổi. Lễ an táng diễn ra bốn ngày sau đó tại Nhà thờ Kênh 3A, Kiên Giang. Sau sự ra đi của thân mẫu, một tuần sau đó, ngày 19 tháng 3 năm 2005, Tân Tổng giám mục chính thức nhậm chức Tổng giám mục chính tòa Tổng giáo phận Hà Nội. Các nghi lễ đều được ông tổ chức tiết kiệm và toàn bộ quà mừng đều được tặng cho bệnh nhân các trại phong ở miền Bắc. Ngày 25 tháng 3 năm 2005, Tổng giám mục Kiệt đến gặp gỡ chính quyền Hà Nội tại Văn phòng Chính phủ, được thủ tướng Phan Văn Khải tiếp đón. Báo VietCatholic dự đoán Tổng giám mục Kiệt sẽ sớm được vinh thăng Hồng y, và sẽ là một trong những hồng y trẻ nhất trong hồng y đoàn.

### Hoạt động giai đoạn 2005–2006
Giáo hoàng Gioan Phaolô II qua đời tối ngày 2 tháng 4 năm 2005. Tại Tổng giáo phận Hà Nội, Tổng giám mục Kiệt chủ sự nghi thức cầu hồn cho cố giáo hoàng, tham dự có đông đảo các giáo dân, linh mục và hồng y Phạm Đình Tụng cùng Giám mục Phụ tá Phaolô Lê Đắc Trọng. Nghi thức được cử hành tại sân Đại chủng viện Thánh Giuse Hà Nội. Ba ngày sau cái chết của Giáo hoàng, Tổng giám mục Ngô Quang Kiệt, Hồng y Phạm Minh Mẫn cùng Chủ tịch Hội đồng Giám mục Việt Nam – Phaolô Nguyễn Văn Hòa sang Vatican tham dự tang lễ của Giáo hoàng Gioan Phaolô II. Cùng đi với đoàn có linh mục Bùi Thái Sơn (Tòa Giám mục Tổng giáo phận Thành phố Hồ Chí Minh), linh mục Giuse Đặng Đức Ngân (Tòa Giám mục Hà Nội) và Giám mục chính tòa Giáo phận Phát Diệm Giuse Nguyễn Văn Yến. Phanxicô Xaviê Nguyễn Văn Sang, giám mục chính tòa Giáo phận Thái Bình, giám mục Giuse Hoàng Văn Tiệm, giám mục chính tòa Giáo phận Bùi Chu. Tổng giám mục Kiệt cũng nhận định cố giáo hoàng yêu mến Việt Nam cách đặc biệt.
Ngày 11 tháng 6, Tổng giám mục Kiệt chủ sự nghi thức truyền chức cho hai tân linh mục Giuse Nguyễn Văn Thật và Giuse Nguyễn Văn Phượng tại nhà thờ dòng Chúa Cứu Thế Hà Nội. Lễ truyền chức được ông tổ chức bất chấp sự không đồng ý cho phép từ chính quyền dù Tòa Tổng giám mục đã thực hiện theo quy định nhà nước báo xin phép về việc truyền chức này. Ngày 29 tháng 6 sau đó, nghi lễ trao Dây pallium cho 33 Tân Tổng giám mục vừa được bổ nhiệm trong năm trên khắp thế giới, trong số đó có Tân Tổng giám mục Hà Nội Giuse Ngô Quang Kiệt. Thánh lễ do Tân Giáo hoàng Biển Đức XVI chủ trì. Ngay sau đó, từ ngày 2 đến ngày 6 tháng 7, Tân Tổng giám mục Kiệt đến thăm giáo phận Warszawa-Praga theo lời mời của Giám mục Giáo phận này là Tổng giám mục Sławoj Leszek Głódź. Trong chuyến viếng thăm, Tổng giám mục Kiệt có cơ hội gặp gỡ Hội đồng Giám mục Ba Lan để tìm một số sự hỗ trợ. Giữa tháng 8 cùng năm, ông tham dự Đại hội Thánh Thể Việt Nam năm 2005, ông đã cử hành lễ ngày 14 tháng 8 với hơn 10 giám mục khác và 400.000 giáo dân tham dự.
Thánh 9 năm 2005, Tổng giám mục Kiệt trả lời phỏng vấn về vấn đề đào tạo linh mục, và ông vui mừng công bố việc chính phủ chấp thuận cho Đại chủng viện Thánh Giuse Hà Nội tuyển sinh mỗi năm một lần, thay cho hai năm một lần trong quá khứ. Giám mục Kiệt cũng cho hay không thể chấp nhận toàn bộ các chủng sinh mà các giáo phận trực thuộc Giáo tỉnh Hà Nội vào học vì tình trạng thiếu hụt nơi ở cho các chủng sinh. Tổng giám mục Kiệt cũng cho biết đã xin phép xây thêm cơ sở làm nơi ở cho chủng sinh. Đây cũng là thỏa thuận của Tổng giám mục Kiệt với Uỷ ban Tôn giáo chính phủ, trước đó, Đại chủng viện Hà Nội hai năm mới được tuyển sinh một lần và chỉ từ 10 đến 15 ứng viên, việc tuyển sinh thỏa thuận cũng dễ dàng hơn và không giới hạn số lượng. Cũng từ tháng 9 năm 2005, Tổng giám mục Kiệt chính thức rời bỏ vị trí Giám đốc Đại chủng viện Thánh Giuse Hà Nội, một chức vụ mà nhiều đời Tổng giám mục Hà Nội đã giữ. Thay vào đó, Tổng giám mục Kiệt cho thành lập Ban Giám đốc Chủng viện, chọn những linh mục giỏi và cho họ quyền quyết định chương trình giảng dạy của chủng viện. Ban Giám đốc Chủng viện gồm: linh mục Lôrensô Chu Văn Minh trong vai trò giám đốc và hai phó giám đốc: Gioan Maria Vũ Tất và Giuse Nguyễn Văn Điềm.
Nhờ các chính sách cởi mở hơn của chính quyền Việt Nam, lần đầu tiên, nhiều giáo phận phía Bắc được thuyên chuyển mục vụ các linh mục. Tại Hà Nội, cuối tháng 12 năm 2005, Tổng giám mục Ngô Quang Kiệt đã áp dụng việc thuyên chuyển, hoán đổi mục vụ 20 linh mục trong Tổng giáo phận. Mọi việc thuyên chuyển đã hoàn thành vào ngày 12 tháng 2 năm 2006. Cũng trong dịp cuối năm 2005, Hồng y tổng trưởng bộ Truyền giáo Crescenzio Sepe đến thăm Việt Nam, và cử hành nghi thức truyền chức linh mục cho 57 Phó tế trong Tổng giáo phận Hà Nội. Đây cũng là một lễ truyền chức đông đảo hiếm có.
Trong năm 2006, ông đề xuất ý tưởng tổ chức một khóa bồi dưỡng chung cho các nữ tu của các Hội dòng, Tu đoàn và Tu hội toàn miền Bắc Việt Nam. Việc tổ chức khóa học này đến nay vẫn còn được tiến hành. Tháng 2 năm 2006, giám mục Kiệt đến thăm Australia, theo lời mời của Tổng giám mục Tổng giáo phận Perth, và trên đường từ Perth về Melbourne, ông đã ghé thăm Cộng đồng Công giáo Việt Nam tại Adelaide, trong hai ngày 9 tháng 2 và 10 tháng 2. Ông cũng gặp gỡ linh mục, tu sĩ nam nữ giáo dân gốc Việt đến tiếp kiến. Trong phần chia sẻ với linh mục, tu sĩ và Hội đồng Mục Vụ tại Nam Úc, ông chia sẻ kinh nghiệm mục vụ của mình và nhất là trên lĩnh vực huấn luyện nhân sự. Ông chú trọng việc huấn luyện chủng sinh, nâng cao trình độ tu sĩ nam nữ trong Tổng giáo phận Hà Nội và ngay trong những thời gian huấn luyện các chủng sinh cũng đã sống với đời sống phục vụ người nghèo... Cùng trong chuyến đi này, ông đã đến gặp ông Peter Tannock, Phó Hiệu trưởng đại học Notre Dame đế nhận học bổng đào tạo mỗi năm 2 linh mục hoặc nữ tu, học bổng sẽ kéo dài trong 3 năm học.
Từ ngày 4 đến ngày 8 tháng 9 năm 2006, Tổng giám mục Kiệt tham dự họp thường niên Hội đồng Giám mục Việt Nam năm 2006 tại Tổng giáo phận Huế. Sau đó ít lâu, ngày 23 cùng tháng, Giám mục chính tòa Giáo phận Bắc Ninh Giuse Maria Nguyễn Quang Tuyến qua đời tại Hoa Kì vì ung thư máu. Tổng giám mục Ngô Quang Kiệt cũng đến dâng lễ cầu nguyện cho cố giám mục Tuyến tại Nhà thờ chính tòa Bắc Ninh vào ngày 1 tháng 10. Ngoài ra, Giám mục Kiệt còn đến đây chủ tế lễ đưa chân cố giám mục, đồng tế với linh mục Giuse Đặng Đức Ngân, tổng đại diện Tổng giáo phận Hà Nội, linh mục Lôrensô Chu Văn Minh, giám đốc Đại chủng viện Thánh Giuse Hà Nội, cùng đông đảo các linh mục khác thuộc Giáo phận Bắc Ninh. Giáo phận Bắc Ninh với sự ra đi của Giám mục Tuyến, trong tình trạng bị trống tòa nên trên cương vị Trưởng Giáo tỉnh Hà Nội, Tổng giám mục Kiệt nhận thêm sứ vụ Giám quản Tông Tòa Giáo phận Bắc Ninh. Cũng trong khoảng thời gian này, các giám mục Việt Nam trong đó có Tổng giám mục Ngô Quang Kiệt có cuộc gặp với Chủ tịch nước Nguyễn Minh Triết. Tổng giám mục Kiệt cho biết ông Chủ tịch nước lắng nghe yêu cầu của các giám mục Việt Nam nhưng không hứa hẹn gì với họ, trong khi ban tôn giáo chính phủ đánh giá đây là một cuộc gặp mang tính nghi thức.
Ngày 13 tháng 10 năm 2006, Tổng giám mục Ngô Quang Kiệt cùng đông đảo các giám mục, linh mục, tu sĩ, đến dự lễ khánh thành Nhà thờ chính tòa Thái Bình mới. Tổng giám mục Kiệt cũng tham dự nghi thức cắt băng khánh thành. Sau đó hơn một tuần, ngày 21 tháng 10, Tổng giám mục Kiệt cùng Tổng giám mục Huế Stêphanô Nguyễn Như Thể và giám mục Phaolô Nguyễn Văn Hòa, giám mục giáo phận Nha Trang, Chủ tịch Hội đồng Giám mục Việt Nam đến Hoa Kỳ tham dự lễ khánh thành nguyện đường Đức Mẹ La Vang tại Washington D.C. Ngoài các giám mục từ Việt Nam, còn có Giám mục Đa Minh Mai Thanh Lương, là một giám mục gốc Việt, đảm trách nhiệm vụ giám mục Phụ tá Giáo phận Orange, Hoa Kỳ cùng tham dự. Đại hội bệnh nhân phong miền Bắc được tổ chức tại Nhà thờ chính tòa Lạng Sơn và Cao Bằng vào ngày 1 tháng 10, Tổng giám mục Kiệt trong vai trò giám quản giáo phận cùng tham dự với các linh mục, chủng sinh của Đại chủng viện Thánh Giuse Hà Nội và khoảng 300 bệnh nhân phong từ các bệnh viện toàn miền Bắc.
Nhân dịp Tổng thống Hoa Kỳ George W. Bush dự APEC Việt Nam 2006, ngày 19 tháng 11 năm 2006, ông này cũng có cuộc gặp gỡ với các đại diện Thiên Chúa giáo từ phía Tin lành và Công giáo Rôma. Tuy là một tín hữu Tin Lành, nhưng Tổng thống Bush quyết định chọn Nhà thờ Cửa Bắc của phía Công giáo làm nơi gặp gỡ. Phía Giáo hội Công giáo do Tổng giám mục Ngô Quang Kiệt đại diện tiếp đón.

### Hoạt động giai đoạn 2007 – 2008
Ngày 19 tháng 3 năm 2007, Tổng giám mục Ngô Quang Kiệt cho khởi xướng thành lập nhóm "Gia đình Luca" với mục đích chăm sóc y tế cho bệnh nhân nghèo không phân biệt lương giáo.
Ngày 29 tháng 5 năm 2007, Giáo hoàng Biển Đức XVI quyết định tuyển chọn thêm các thành viên mới vào Hội đồng Giáo hoàng Cor Unum, là hội đồng chuyên trách các hoạt động từ thiện của Giáo hội Công giáo Rôma trên khắp thế giới. Trong danh sách 12 tân thành viên, có Tổng giám mục Ngô Quang Kiệt cũng được chọn. Trong Đại hội Hội đồng Giám mục Việt Nam X diễn ra từ ngày 8 đến ngày 12 tháng 12 năm 2007 tại Tòa Giám mục Hà Nội, Phó Tổng thư kí Ngô Quang Kiệt được các giám mục trong Hội đồng nhất trí chọn làm Tân Tổng thư kí của Hội đồng Giám mục Việt Nam. Tổng giám mục Kiệt giữ chức vụ này đến năm 2010.
Ngày 3 tháng 12 năm 2007, Tổng giám mục Ngô Quang Kiệt về Giáo phận Lạng Sơn và Cao Bằng với vị thế Tổng giám mục Trưởng Giáo tỉnh Hà Nội, đồng thời chủ phong cho giám mục kế vị mình đảm đương việc quản lí giáo phận, là Tân giám mục Giuse Đặng Đức Ngân. Giám mục Ngân cũng từng làm linh mục Tổng đại diện của Tổng giám mục Kiệt tại Hà Nội. Ngày 8 cùng tháng, Tổng giám mục Kiệt tham dự lễ mừng thọ 90 năm và 60 năm linh mục của nguyên giám mục Phụ tá Hà Nội Phaolô Lê Đắc Trọng.
Tháng 5 năm 2008, Tổng giám mục Ngô Quang Kiệt công du nhiều quốc gia như Roma, Thụy Sĩ, Đức và Canada để dự Đại hội Thánh thể. Tại Đức, ông ghé thăm thầy giáo cũ là linh mục Phêrô Nguyễn Trọng Quý. Giáo dân Việt Nam tại Đức biết tin, và họ đạ tập trung tại nhà thờ St. Bonifatius, Herne. Tổng giám mục Kiệt chủ sự thánh lễ tại đây. Sau lễ, ông cũng thông báo một số tình hình tại Tòa Khâm sứ cũ, đồng thời nhận định Trọng tâm hiện nay của hàng Giáo phẩm Việt Nam là Toà Khâm Sứ, Thánh địa La Vang và Giáo hoàng Học viện Đà Lạt.
Ngày 4 tháng 8 năm 2008, Giáo hoàng Biển Đức XVI bổ nhiệm linh mục Dòng tên Cosma Hoàng Văn Đạt, Giám đốc Tu Đức Đại chủng viện Thánh Giuse Hà Nội làm giám mục chính tòa Giáo phận Bắc Ninh. Tổng giám mục Kiệt giữ chức giám quản đến ngày lễ Tấn phong Tân giám mục Đạt vào ngày 7 tháng 10 cùng năm thì chấm dứt sứ vụ. Ngay sau khi giáo hoàng công bố, ngày 5 tháng 8, Tổng giám mục Kiệt - giám quản giáo phận Bắc Ninh gửi thư công bố tin này và gửi lời chúc mừng giáo phận. Sau đó, ngày 13 tháng 8, Tổng giám mục Kiệt cùng nhiều giám mục khác tham dự Đại hội La Vang lần thức 28.
Ngày 16 tháng 9 năm 2008, Tổng giám mục Ngô Quang Kiệt cử hành nghi thức tưởng nhớ đến cố Hồng y Phanxicô Xaviê Nguyễn Văn Thuận tại Nhà thờ Giang Xá, nơi hồng y này từng bị quản thúc sau khi mãn hạn tù biệt giam từ năm 1975.

### Vụ tranh chấp đất tại Hà Nội năm 2008

#### Lịch sử khu đất
Phía Phật giáo do Hòa Thượng Thích Trung Hậu đại diện cho biết, khu đất này xưa là nơi tọa lạc chùa Báo Thiên, một trong Tứ đại khí của Phật giáo, của cố đô Thăng Long, được xây cất từ năm 1057 dưới thời vua Lý Thánh Tông. Phật giáo Việt Nam quản lí đến năm đến năm 1883 khi bị chính quyền thực dân Pháp cưỡng chiếm rồi giao cho Thiên Chúa giáo, cụ thể là Giám mục Puginier sử dụng.
Theo hồ sơ tài liệu lưu trữ tại Sở Tài nguyên – Môi trường và Sở Xây dựng Hà Nội, nguồn gốc nhà đất 42 Nhà Chung (số cũ 40a) có bằng khoán điền thổ số 1765 khu Nhà thờ, thời xưa có nguồn gốc do Hội truyền giáo ngoại quốc (Hội thừa sai Paris) quản lý và sử dụng. Trong thời kỳ thực hiện chính sách của Nhà nước về nhà đất, ngày 24 tháng 11 năm 1961, linh mục Giuse Maria Nguyễn Tùng Cương là linh mục quản lý Tòa tổng giám mục Hà Nội đã bàn giao cơ sở nhà đất này cho Nhà nước quản lý, việc này được nêu rõ trong công văn trả lời số 05/BXD - QLN ngày 6 tháng 11 năm 2007 của bộ Xây dựng. Tuy nhiên, phía Giáo hội Công giáo mà đại diện là Tổng giám mục Ngô Quang Kiệt cho rằng không có giấy xác nhận nào từ chính quyền là khu đất này vào diện bị tịch thu hay bị trưng thu và giám mục này cho rằng khu đất này chính quyền không có văn bản pháp lí để sử dụng. Tổng giám mục Hà Nội cũng khẳng định, theo Giáo luật, linh mục quản lí giáo phận không có quyền trao nhượng tài sản. Trong văn thư khiếu nại của tòa Tổng Giám mục Hà Nội về bản tin họ cho rằng là xuyên tạc sự thật của Đài truyền hình Hà Nội khẳng định: "Linh mục Nguyễn Tùng Cương chỉ là quản lí Toà Giám mục lúc đó, không là chủ sở hữu tài sản, không có thẩm quyền quyết định tài sản của Giáo hội Công giáo. Chúng tôi biết chắc linh mục Nguyễn Tùng Cương chỉ làm bản kê khai chứ không hiến, không có quyền hiến.Tòa giám mục Hà Nội nói lên quan điểm của mình khi cho rằng bằng khoán điền thổ lập năm 1933 ghi rõ khu đất này là khu Nhà thờ Chính toà". Vì thế, cầu nguyện tại đây là cầu nguyện trong khuôn viên nhà thờ.
Khu đất 42 Nhà Chung có diện tích 6.940 m², có 2 khối nhà tầng từ thời Pháp. Từ năm 1961 đến năm 2008, khu nhà này do Uỷ ban nhân dân quận Hoàn Kiếm quản lý, sử dụng làm trụ sở cơ quan Phòng văn hóa – thể thao quận, Trung tâm thể dục – thể thao, Nhà văn hóa quận. Có quan điểm khác với việc này, Tổng giám mục Ngô Quang Kiệt nêu rõ trong văn thư: Những tấm bảng "Nhà Văn hoá", "Phòng Văn Hóa Thông tin", "Phòng Thể dục Thể thao" mới chỉ được treo lên vào lúc 17g30 ngày 26 tháng 12 năm 2007 vừa qua. Về vị trí, khu đất nằm đối diện Tòa Giám mục Hà Nội, Nhà thờ Lớn cũng như Đại chủng viện Thánh Giuse Hà Nội. Trong khoảng thời gian gần năm 2007, khu vực này ban đầu được sử dụng làm quán phở, sau đó lại trở thành sàn nhảy, về sau thì được sử dụng làm nơi gửi xe, cũng như nhiều người nghiện ma tuý cũng tụ tập tại Tòa Khâm Sứ. Cuối năm 2007, chính quyền muốn sử dụng nhà đất 42 Nhà Chung để mở ngân hàng.
Từ năm 2001 đến 2008, các cơ quan chức năng của thành phố Hà Nội, Bộ Xây dựng, Uỷ ban thường vụ Quốc hội đã xem xét, trả lời đơn kiến nghị của Toà Tổng giám mục Hà Nội với nội dung khẳng định không có cơ sở để trả lại đất cho Toà Tổng giám mục.

#### Diễn biến vụ việc

##### Các vụ việc cuối năm 2007 – đầu năm 2008

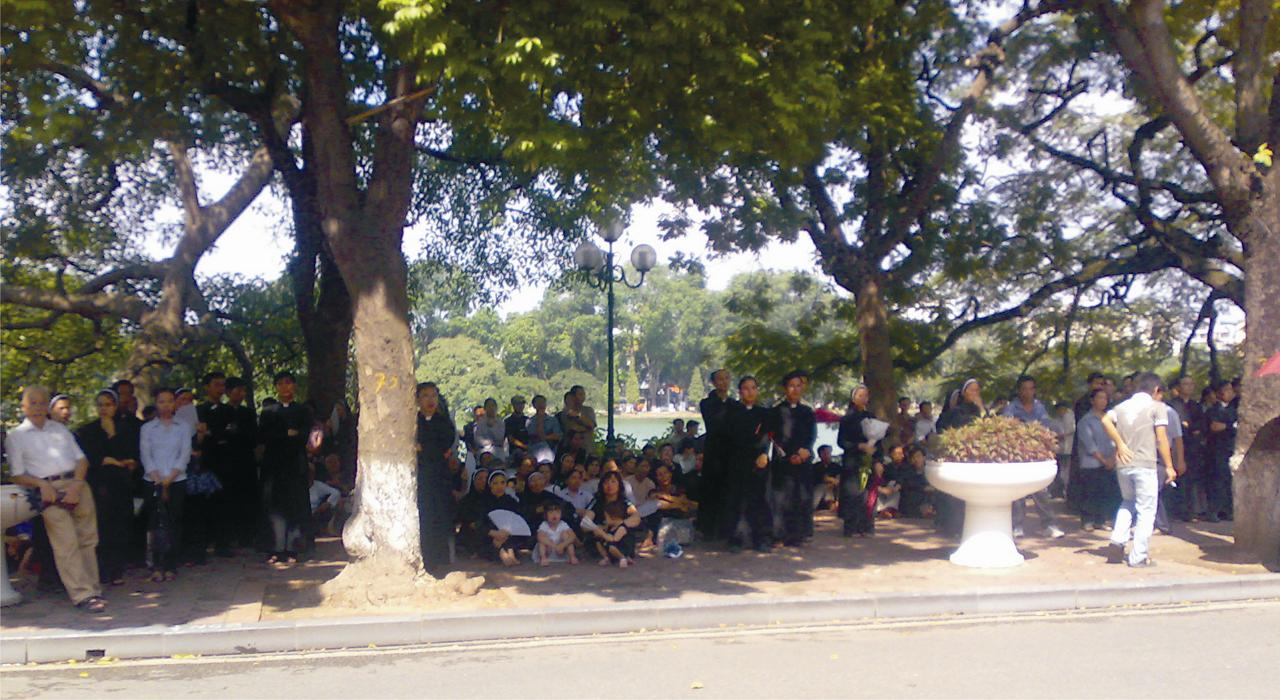
Giáo dân Hà Nội tụ tập trước cửa Hội đồng nhân dân thành phố Hà Nội để chờ nghe quyết định về tranh chấp đất đai tại 42 Nhà Chung, ngày 20 tháng 9 năm 2008

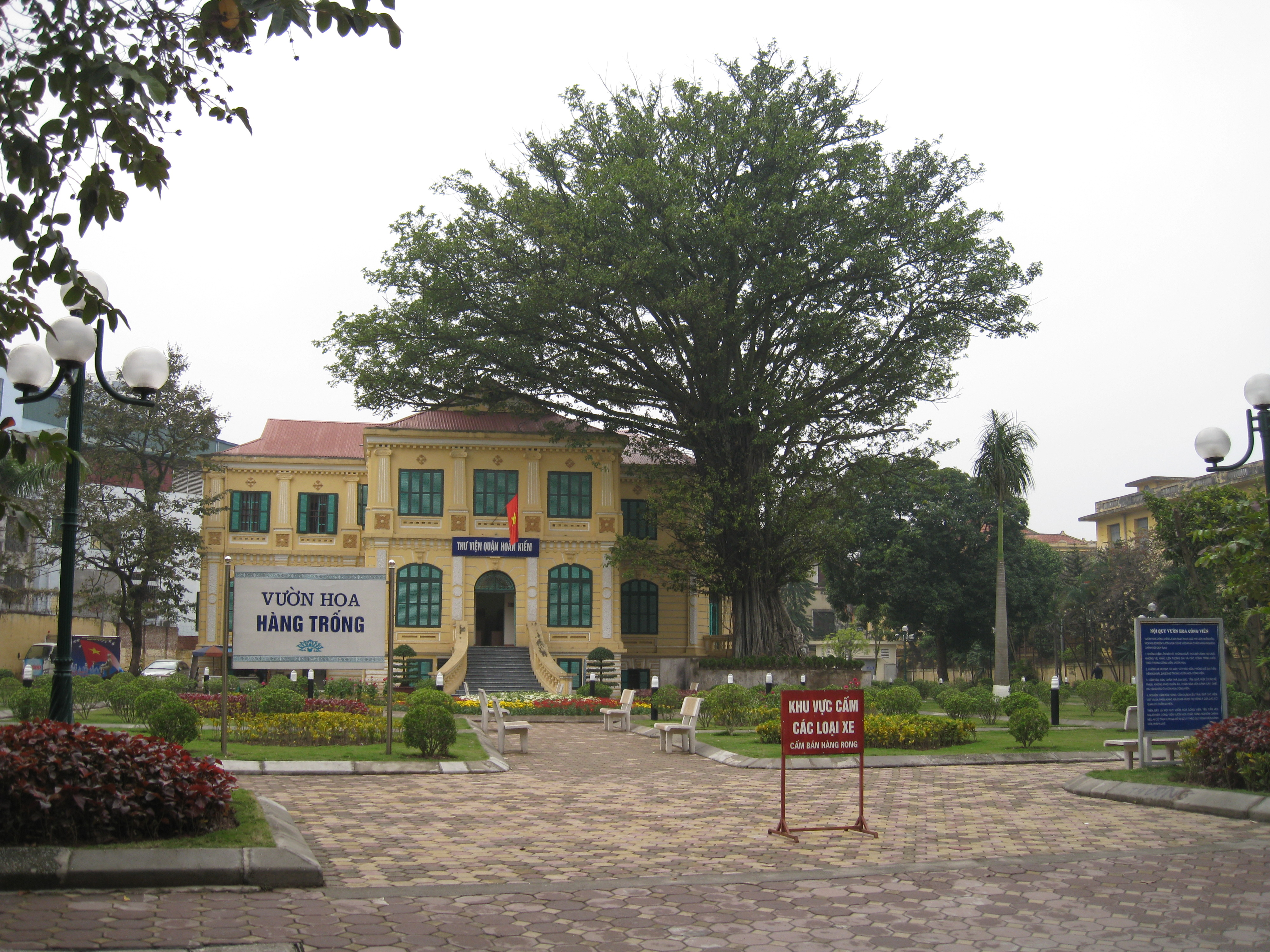
42 Nhà Chung, sau khi đã xây thành Vườn hoa Hàng Trống, ngày 28 tháng 1 năm 2010

Liên tục từ năm 2001 đến năm 2006, cả Toà Tổng giám mục Hà Nội và Hội đồng Giám mục Việt Nam có nhiều lần xin lại khu đất Toà khâm sứ nhưng không được chấp thuận. Theo luật, không bên nào có quyền xây dựng, thay đổi hiện trạng khi chưa có phán quyết chính thức. Tòa Tổng giám mục cho biết cơ quan quản lí cho xây dựng hàng phở lên hai tầng. Ngày 04 tháng 12 năm 2007, Tòa Tổng Giám mục Hà Nội quyết định làm đơn yêu cầu giữ nguyên trạng khu đất. Văn thư này không có phản hồi.
Ngày 12 tháng 12 năm 2007, chính quyền đưa các thiết bị xây dựng tới khu vực Tòa Khâm sứ, đơn phương tiến hành dỡ mái tòa nhà. Tòa Giám mục cho người sang phản đối nhưng không thu được kết quả. Sau đó, ngày 13 tháng 12, quản lý Tòa Tổng Giám mục đã ra văn thư khiếu nại, nhưng tiếp tục không được cứu xét. Sau đó cơ quan tạm quản lí tòa nhà cho mở bãi giữ xe trên sân khu đất này.
Ngày 15 tháng 12 năm 2007, Tổng giám mục Ngô Quang Kiệt gửi thư cho các giáo xứ thuộc Tổng Giáo phận Hà Nội và các giáo dân nhằm mục đích kêu gọi các giáo sĩ và giáo dân tham gia việc cầu nguyện đòi quyền sở hữu nhà đất tại 42 phố Nhà Chung; kêu gọi giáo dân đến cầu nguyện tại 42 phố Nhà Chung, nơi chính quyền cho rằng là trụ sở Phòng Văn hoá Thông tin, Nhà Văn hoá và Trung tâm Thể dục Thể thao quận Hoàn Kiếm. Tất cả những quan điểm này đã được nhắc lại trong văn thư số 273/UBND-VX ra ngày 11 tháng 1 năm 2008 của Ủy ban nhân dân thành phố Hà Nội gửi cho Chủ tịch Hội đồng giám mục Việt Nam Phêrô Nguyễn Văn Nhơn và chính cho Tổng Giám mục Ngô Quang Kiệt. Tổng giám mục Kiệt kêu gọi giáo dân thuộc Tổng giáo phận: "không còn cách nào khác hơn là cầu nguyện một cách hoà bình trên các vùng đất tranh chấp để thu hút sự chú ý của chính phủ về những bất công mà chúng ra đã phải chịu và vì những kiến nghị của chúng ta đã không được hồi đáp. Trong thư, Tổng giám mục Kiệt đặt ra nhiều lí do thiếu khu vực sinh hoạt tôn giáo, văn phòng Hội đồng Giám mục Việt Nam,... và xin giáo dân cầu nguyện cho việc chính quyền trao trả lại khu đất Tòa Khâm sứ cũ. Đây là lần đầu tiên từ 1954, một lãnh đạo Giáo hội công khai kêu gọi giáo dân Chúa hiệp thông cầu nguyện cho Giáo hội. Ngay khi lá thư được công bố, hàng ngàn giáo dân đã tiến về Tòa Giám mục cùng thắp nến cầu nguyện cho Giáo hội.
Từ ngày 18 tháng 12 năm 2007 đến ngày 8 tháng 1 năm 2008, một số linh mục Tòa Tổng Giám mục Hà Nội trong đó có linh mục Gioan Lê Trọng Cung (chánh văn phòng) tổ chức cho giáo dân cầu nguyện dài ngày tại khu 42 Nhà Chung, Hà Nội (trước năm 1959 là Tòa khâm sứ Hà Nội), với mục đích cầu cho lãnh đạo thành phố và yêu cầu chính quyền thành phố Hà Nội trả lại khu đất. Lập luận của Tòa tổng giám mục Hà Nội về khu đất này là: tòa tổng giám mục Hà Nội cho Khâm sứ Tòa Thánh mượn làm văn phòng, hiện tại không có chức khâm sứ hoạt động tại Việt Nam nên tòa tổng giám mục Hà Nội có quyền lấy lại. Tổng giám mục Ngô Quang Kiệt lên tiếng ủng hộ các buổi cầu nguyện này, ông trích dẫn lại phát biểu: "Nếu có ai phải bị bắt vì cầu nguyện, bị đi tù, tôi sẽ đi thay họ". Ngoài ra, ông còn tuyên bố: Nếu chính quyền nhà nước cấm chúng ta cầu nguyện tại chính cơ sở của mình, thì đất nước này thực ra là một nhà tù lớn. Phía chính quyền cho rằng địa điểm này trước đây là phòng Văn hóa - Thể thao, Nhà Văn hóa, Trung tâm thể dục - thể thao quận Hoàn Kiếm. Quan điểm đối lập của phía Giáo hội Công giáo, mà cụ thể là Tổng Giáo phận Hà Nội, được nêu lên trong văn thư ngày 28 tháng 1 năm 2008, ấn kí bởi linh mục Chánh văn phòng Lê Trọng Cung có nội dung: Những tấm bảng "Nhà Văn hoá", "Phòng Văn hoá Thông tin", "Phòng Thể dục Thể thao" mới chỉ được treo lên vào lúc 17g30 ngày 26 tháng 12 năm 2007 vừa qua. Trong vụ việc này, Uỷ ban nhân dân thành phố Hà Nội ra công văn cảnh cáo hành vi rải tờ rơi xuyên tạc chính quyền, lôi kéo giáo dân thuộc các giáo phận khác đọc kinh cầu nguyện, rải đơn thư. Tuy nhiên, giám mục chính tòa Giáo phận Thái Bình Phanxicô Xaviê Nguyễn Văn Sang phản bác: không hề nghe nói, không hề thấy hay nhận được lá thư mà bà Phó Chủ tịch Ủy ban Nhân dân dựa vào đó tố cáo Tổng giám mục Ngô Quang Kiệt. Giám mục Sang cũng cho biết thêm, Giáo luật rõ ràng quy định cấm các giám mục xen vào việc quản trị thuộc địa phận khác.
Cũng trong khoảng thời gian này, khi giáo dân đang tập trung kí giấy kiến nghị nhà nước trả lại tài sản cho Giáo hội, thì Thủ tướng Chính phủ Nguyễn Tấn Dũng đã đến thăm Tòa giám mục Hà Nội vào sáng ngày 30 tháng 12 năm 2007. Ngoài việc đón tiếp và trò chuyện với Thủ tướng, Tổng giám mục Kiệt còn dẫn Thủ tướng đến trước Tòa Khâm Sứ và trình bày mong muốn chung của giáo phận Hà Nội. Thủ tướng Dũng cũng được tận mắt chứng kiến giáo dân Hà Nội kí giấy kiến nghị.
Ngày 9 tháng 1, lãnh đạo Ủy ban nhân dân thành phố Hà Nội làm việc với Tổng Giám mục Ngô Quang Kiệt để yêu cầu chấm dứt ngay những hành vi mà chính quyền cho rằng là vi phạm pháp luật. Phái đoàn chính quyền đề nghị Tổng giám mục Kiệt hợp tác với chính quyền giải quyết vấn đề liên quan đến khu đất 42 Nhà Chung.
Văn thư 273/UBND-VX ra ngày 11 tháng 1 năm 2008 của Uỷ ban nhân dân thành phố Hà Nội gửi cho Chủ tịch Hội đồng Giám mục Việt Nam Phêrô Nguyễn Văn Nhơn và chính cho Tổng giám mục Kiệt chỉ trích hành vi đơn phương của Tổng giám mục Kiệt. Ngược lại, Tòa Tổng giám mục Hà Nội tiếp tục ra văn thư phản bác ngày 14 tháng 1. Trong văn thư này, tòa giám mục Hà Nội cho rằng có sự xử lý thiên lệch gây phẫn uất cho giáo dân, đồng thời cũng lên án các hành vi thay đổi hiện trạng khu đất tòa khâm sứ cũng như đất của giáo xứ Thái Hà mà công ty may Chiến Thắng xây dựng vi phạm có sự hỗ trợ của chính quyền.
Khởi nguồn từ vụ việc một giáo dân dân tộc Mường bị đánh trọng thương ngày 25 tháng 1, khi vào khu đất Tòa Khâm sứ dâng hoa cho Đức Mẹ Sầu Bi nhân ngày lễ thánh Phaolô Tông đồ trở lại. Phản kháng, hàng ngàn giáo dân phá đổ bức tường và rước tượng thánh giá vào khu đất. Rất nhiều căn lều được giáo dân dựng trong khu đất này. Các buổi cầu nguyện cả ngày lẫn đêm thu hút hàng ngàn giáo dân từ khắp nơi đổ về. Cơ quan ngôn luận dạng báo điện tử của ban tuyên giáo miêu tả sự việc, nêu rõ ngày 25 tháng 1, Tổng giáo phận Hà Nội tổ chức thánh lễ Quan Thầy, mừng thọ 90 tuổi, 60 năm thụ phong linh mục, 45 năm thụ phong giám mục, 15 năm Hồng y của Nguyên Tổng giám mục Hà Nội là Hồng y Phaolô Giuse Phạm Đình Tụng. Tổng giám mục kế vị Ngô Quang Kiệt kích động, lôi kéo khoảng 100 linh mục và hơn 1000 giáo dân sau buổi lễ sang khu vực 42 Nhà Chung, đẩy đổ cổng sắt, tràn vào sân, cố ý gây xô xát, đánh bị thương bảo vệ cơ quan phòng Văn hóa thông tin – thể dục thể thao và Nhà văn hóa quận Hoàn Kiếm, khiến một người bị thương phải đi cấp cứu. Các giáo sĩ, giáo dân dựng 1 cây thánh giá cao 5m trước cửa trụ sở cơ quan phòng Văn hóa – thể thao và Nhà Văn hóa, xây chân trụ bằng gạch vữa xi măng. Nhiều giáo dân dùng búa đập phá cửa các cơ quan, ngoài ra còn dựng nhà bạt khung sắt và túc trực canh giữ thánh giá.
Các vụ việc tập trung cầu nguyện của giáo dân kéo dài một tháng cho đến khi có thư của Quốc vụ khanh Tòa Thánh là Hồng y Tarcisio Bertone vào ngày 30 tháng 1, khuyên giáo dân nên kiềm chế và có thông tin là chính quyền sẽ đối thoại để trao quyền sử dụng Tòa Khâm sứ. Ngày hôm sau, Tòa Giám mục Hà Nội đã rước Thánh giá về khuôn viên Tòa Giám mục. Trong văn thư chúc tết được chính Tổng giám mục Ngô Quang Kiệt ấn kí ngày 1 tháng 2, Giám mục này bày tỏ niềm vui vì sự đoàn kết của các giáo dân, đồng thời cũng vui mừng cho biết đã có đường hướng mới giải quyết tranh chấp bằng phương pháp đối thoại giữa Tòa Tổng Giám mục Hà Nội, Hội đồng Giám mục Việt Nam và các lãnh đạo cao cấp của Nhà nước.
Ngày 16 tháng 2, Hòa thượng Thích Trung Hậu công bố bức thư quan điểm của Phật giáo Việt Nam, trong thư, ông cho rằng khu đất Tòa Khâm và Nhà thờ Lớn Hà Nội tọa lạc trên vị trí chùa Báo Thiên xưa. Phía Phật giáo đề nghị được tham khảo ý kiến trước khi có quyết định chính thức. Luật sư Trần Lê Nguyên, đưa ra những chứng cứ lịch sử được nêu trong các sách nói về sự sụp đổ của tháp Báo Thiên, về hiện trạng hoang tàn của chùa và quá khứ rằng chùa Báo Thiên bị bỏ hoang. Luật sư Trần Lê Nguyên cũng cho rằng Vậy việc Hòa thượng Thích Trung Hậu cáo buộc bị chính quyền thực dân Pháp cưỡng chiếm rồi giao cho Thiên Chúa giáo vào 1883 là không xác thực, vô căn cứ và bóp méo lịch sử.
Tháng 4 năm 2008, trả lời phỏng vấn VietCatholic, Tổng giám mục Kiệt cho rằng chính phủ thiếu thiện chí trong việc giải quyết vụ việc mảnh đất của giáo xứ Thái Hà, ông cũng đánh giá là có quá nhiều trở ngại cho việc đối thoại giải quyết tranh chấp. Tháng 6 cùng năm, phái đoàn Tòa Thánh sang Việt Nam để cùng làm việc với chính quyền Việt Nam, phái đoàn cũng đến thăm Tòa Tổng giám mục Hà Nội, nhưng Tổng giám mục Kiệt và Chủ tịch Hội đồng Giám mục là Giám mục Nguyễn Văn Nhơn công du ngoại quốc nên Giám mục Thanh Hóa Giuse Nguyễn Chí Linh đón tiếp phái đoàn.
Về phía chính quyền Hà Nội, Ủy ban nhân dân thành phố Hà Nội có văn bản khẳng định: "Theo quy định tại điều 1 nghị quyết số 23/2003/QH11 ngày 26 tháng 11 năm 2003 của Quốc hội, việc Toà Tổng Giám mục Hà Nội đòi lại khu đất tại 42 Nhà Chung là không có cơ sở giải quyết".
Ủy ban nhân dân thành phố Hà Nội đã chỉ đạo sở Tài nguyên Môi trường gửi văn bản số 567/TNMT-KHTH ra ngày 22 tháng 7 năm 2008 cho Hội đồng Giám mục Việt Nam chỉ dẫn chi tiết nếu Hội đồng Giám mục có nhu cầu sử dụng đất thì lập hồ sơ xin sử dụng đất theo đúng quy định của pháp luật. Sau đó đã tiến hành giới thiệu 3 địa điểm trên địa bàn thành phố (1 ha tại thôn Cổ Nhuế, xã Cổ Nhuế, huyện Từ Liêm; 2 ha tại làng Phùng Khoang, xã Trung Văn, huyện Từ Liêm; gần 7.500 m² tại 67 Phó Đức Chính, quận Ba Đình, Hà Nội) để Tòa Tổng Giám mục lựa chọn, thực hiện các quy trình đầu tư xây dựng công trình phục vụ mục đích tôn giáo. Tuy nhiên các giáo sĩ của Giáo hội Công giáo khẳng định chỉ đòi đất 42 Nhà Chung chứ không xin đất.

##### Leo thang căng thẳng cuối năm 2008.
Giáo xứ Thái Hà
Tại Thái Hà, suốt bảy tháng từ tháng 1 đến tháng 8 năm 2008, mỗi ngày hai lần, giáo dân Thái Hà cầu nguyện tại hàng rào bên ngoài khu đất. Ngày 15 tháng 8 năm 2008, tại 178 Nguyễn Lương Bằng, Đống Đa, một số giáo dân giáo xứ Thái Hà phá tường rào của Công ty may Chiến Thắng, đặt tượng Đức Mẹ, dựng thánh giá. Linh mục giáo xứ Thái Hà và giáo dân thường xuyên tổ chức các hoạt động tôn giáo trên khu đất này. Nguyên nhân chính được phía Công giáo đưa ra là khu đất này thuộc quyền sở hữu của giáo xứ Thái Hà, nhưng sau đó chính quyền trưng dụng bán cho tư nhân dẫn đến sự phản đối. Sau sự việc ngày 15 tháng 8, các linh mục Dòng Chúa Cứu Thế kêu gọi giáo dân cùng hiệp thông. Hàng ngàn giáo dân từ khắp các giáo xứ trong thành phố đổ về đêm ngày cầu nguyện trước tượng Đức Mẹ ngay tại khu đất.
Ngày 26 tháng 8 năm 2008, chính quyền thành phố Hà Nội khởi tố vụ án "gây rối trật tự công cộng và phá hoại tài sản nhà nước". Một số giáo dân đã bị bắt giữ. Hai hôm sau, hàng trăm giáo dân thuộc giáo xứ Thái Hà đã rước Thánh giá, đi bộ đến đồn công an quận Đống Đa Hà Nội đòi trả tự do cho một số giáo dân bị bắt.
Linh mục đoàn Tổng giáo phận Hà Nội tĩnh tâm thường niên vào ngày 3 và 4 tháng 9 năm 2008. Tại đây, 82 linh mục kí đơn hiệp thông với giáo xứ Thái Hà. Thư hiệp thông này sau đó được đọc từ bục giảng của tất cả các giáo xứ trong Tổng giáo phận Hà Nội. Nhân dịp này, các linh mục cũng chúc mừng sinh nhật thứ 56 của Tổng giám mục Giuse Kiệt. Chiều ngày 4 tháng 9, nhiều linh mục giáo phận đã đến giáo xứ Thái Hà, thăm Linh địa Đức Bà và cầu nguyện cho Giáo xứ Thái Hà.
Bản tin ngày 10 tháng 9 trên Catholic Culture có nói về tình trạng các quan chức Đảng Cộng sản xuất hiện trên các chương trình phát thanh và truyền hình do nhà nước kiểm soát, được giới thiệu là "linh mục" trong chiến dịch tiếp tục để làm nhục các nhà hoạt động Công giáo đang phản đối tại các địa điểm do chính phủ trưng dụng từ Giáo hội. Một quan chức hàng đầu ở Hà Nội đã cáo buộc những người biểu tình về "coi thường luật pháp và phá hoại trật tự công cộng" và đe dọa "hành động cứng rắn" chống lại họ. Mối đe dọa đó được áp dụng đặc biệt đối với Tổng giám mục Giuse Ngô Quang Kiệt, người đã bị cáo buộc kích động các cuộc biểu tình.
Chiều ngày 12 tháng 9, Tổng giám mục Ngô Quang Kiệt cùng giám mục Phụ tá Giáo phận Bùi Chu Phêrô Nguyễn Văn Đệ đến thăm Giáo xứ Thái Hà. Cùng ngày, hầu hết các linh mục của giáo xứ và dòng Chúa Cứu Thế Hà Nội đều đi làm việc với chính quyền.
Tòa Khâm sứ
Ngày 17 tháng 9, lãnh đạo Sở Tài Nguyên Môi trường Hà Nội tiếp các linh mục để thông báo về việc giới thiệu 3 địa điểm đã được Sở giới thiệu trong công văn ngày 22 tháng 7 trước đó. Ủy ban nhân dân quận Hoàn Kiếm công bố quy hoạch kiến trúc dự án công viên cây xanh chiều ngày 18 tháng 9. Trong cùng ngày, hàng ngàn công an, dân phòng, công nhân, được huy động tới cấp tập thi công công viên cây xanh trên phần đất Tòa Khâm sứ. Những ngày sau, chính quyền Hà Nội đưa các trại viên trong các trại cai nghiện, các sinh viên trường an ninh, các cán bộ hưu trí, dưới danh nghĩa "quần chúng tự phát" tới đe dọa tính mạng Tổng Ngô Quang Kiệt, các linh mục, tu sĩ Dòng Chúa Cứu Thế Thái Hà. Những người này bao vây Tòa Giám mục và nhà thờ Thái Hà, dọa giết các linh mục tu sĩ. Báo UCA News nhận định những người dọa giết Tổng giám mục Kiệt là các băng đảng dẫn đầu bởi các quan chức an ninh.
Sớm hôm 19 tháng 9, xe ủi vào san mặt bằng khu Tòa Khâm sứ cũ ở 42 Nhà Chung để làm công viên và chuyển toà nhà cũ thành thư viện, dù vấp phải sự phản đối của Tòa Tổng giám mục và các giáo dân. Trả lời phỏng vấn của hãng tin AFP, ông nói rằng ông sẽ tiếp tục phản đối dự án xây dựng của chính quyền. Trả lời phỏng vấn Viet Catholic, ông nhận định:"Nếu có cái gì chưa nhất trí thì có thể đối thoại, có sức thuyết phục để tạo nên cái sự đồng cảm". Liên quan đến sự việc, theo ông, phần đất đang tranh chấp thiếu văn bản pháp lý là trưng thu hoặc quản lý hợp pháp và ...quản lý Tòa Tổng Giám mục, có 95 cơ sở. Chúng tôi có đòi cơ sở nào đâu, vì những cơ sở đó thực sự dùng vào những lợi ích chung... Nhưng khách sạn Láng Hạ chúng tôi sẽ nói tới, bởi vì sử dụng vào mục đích kinh doanh. Và cái Tòa Khâm Sứ đã thành cái nơi sàn nhảy, đã thành cái nơi kinh doanh buôn bán, đã có cái dấu hiệu buôn bán chia chác để làm cái trung tâm thương mại. Chúng tôi nói tới bởi vì nó rơi vào tay tư nhân thế nên chúng tôi nói, thế nên chúng tôi không tranh chấp với nhà nước. Bắt đầu từ ngày này, nhân sự trong Tòa Giám mục Hà Nội không thể sử dụng các thiết bị di động do bị phá sóng. Trong cùng ngày Tổng Giám mục Ngô Quang Kiệt viết thư khiếu nại khẩn cấp gửi Thủ tướng Nguyễn Tấn Dũng và Chủ tịch nước Nguyễn Minh Triết cùng các ban ngành liên quan, Tổng giám mục Kiệt cũng nêu lên bốn yêu cầu từ phía Tổng giáo phận Hà Nội, trong đó nội dung chính nêu quan điểm yêu cầu chấm dứt phong tỏa Tòa Tổng giám mục Hà Nội và trả nguyên trọng khu đất 42 Nhà Chung, đồng thời khẳng định:Chúng tôi có quyền sử dụng những khả năng có thể để bảo vệ tài sản của chúng tôi.
Trưa ngày 20 tháng 9, một đoàn gồm 8 người do ông chủ tịch phường Hàng Trống, quận Hoàn Kiếm đến Tòa Tổng Giám mục để yêu cầu gặp Thầy Lôrensô Trần Văn Trác – là người đứng tên chủ hộ trong sổ hộ khẩu của Tòa Tổng Giám mục. Trong cuộc gặp này, ông chủ tịch phường và các người khác trong đoàn trao đổi với thầy Trác về những vấn đề đang tồn tại ở khu vực Tòa Khâm sứ cũ. Trong cùng ngày, Tổng giám mục Ngô Quang Kiệt dẫn đầu đoàn Tòa Giám mục Hà Nội, đến dự cuộc họp với Ủy ban Nhân dân Thành phố Hà Nội, do chủ tịch thành phố Nguyễn Thế Thảo chủ tọa. Trong các phát biểu, vị Tổng giám mục đã có hai phát biều quan trọng: Tự do tôn giáo là quyền, chứ không phải ân huệ xin cho và chúng tôi rất mong muốn xây dựng một khối đại đoàn kết dân tộc. Chúng tôi đi nước ngoài rất nhiều, chúng tôi rất là nhục nhã khi cầm cái hộ chiếu Việt Nam, đi đâu cũng bị soi xét, chúng tôi buồn lắm chứ ! Chúng tôi mong muốn đất nước mình mạnh lên. Riêng phát biều thứ hai đã bị cắt xén khi đưa tin tại Việt Nam, tạo làn sóng phẫn nộ.
Ngày 21 tháng 9, sau thánh lễ tại Nhà thờ chính tòa Hà Nội, từ lúc kết thúc lễ đến trưa đã có hơn 10.000 giáo dân tụ tập để cầu nguyện tại địa điểm gần Tòa Khâm sứ cũ, công an và giáo dân đứng xen lẫn, bao quanh nhau vòng trong, vòng ngoài xen kẽ nhau. Ủy ban nhân dân thành phố Hà Nội có công văn số 1370/UBND - TNMT về việc cảnh cáo ông Ngô Quang Kiệt vì lý do "vi phạm pháp luật liên quan đến khiếu nại đòi đất" và "chia rẽ khối đại đoàn kết toàn dân tộc" và việc đòi lại nhà đất tại số 42 Nhà Chung của Tòa Tổng Giám mục Hà Nội là "không có cơ sở" để giải quyết. Một luật sư giấu tên tại Việt Nam cho rằng chính Ủy ban nhân dân Hà Nội đã làm sai, khi không lập Biên bản vi phạm hành chính hông ban hành "Quyết định xử phạt hành chính" theo đúng tinh thần của "Pháp lệnh xử lý vi phạm hành chính." Về nguyên tắc, cơ quan hành chính các cấp không có quyền áp dụng hình thức "cảnh cáo" đối với bất kỳ cá nhân, tổ chức nào bằng một công văn như Ủy ban nhân dân thành phố Hà Nội đã làm đối với Tổng Giám mục Ngô Quang Kiệt." Luật sư này còn cho biết:Nếu Tổng giám mục Ngô Quang Kiệt thực sự có những sai phạm nghiêm trọng như thành phố Hà Nội nhận định, thì Tổng Giám mục Ngô Quang Kiệt có thể bị xét xử bằng luật hình sự, và sự xét xử này nằm trong thẩm quyền của hệ thống tư pháp. Còn về phía thành phố, thì Ủy ban Nhân Dân "không có quyền hăm dọa nhằm đe nẹt." Một công văn cảnh cáo sai, có tính "hăm doạ, đe nẹt" thì "phải bị đình chỉ thi hành và xử lý kịp thời theo quy định của pháp luật. Tại số 178 Nguyễn Lương Bằng, các báo Công giáo tại hải ngoại cho biết từ tối giáo dân đã phải rời khỏi linh địa Đức Mẹ vì nhiều 'côn đồ đến gây rối'. Báo trong nước thì giải thích đây là người dân tự phát tới "bày tỏ thái độ bức xúc, phẫn nộ trước những hành vi vi phạm pháp luật của giáo sĩ và một số giáo dân". Việc cầu nguyện chỉ diễn ra bên trong Nhà thờ Thái Hà. Đêm ngày 21 tháng 9, xung quanh nhà thờ Thái Hà có nhiều lời đe dọa dọa giết Tổng giám mục Ngô Quang Kiệt: giết, giết, giết Kiệt.
Trên báo Thể thao văn hóa, ngày 22 tháng 9 lên án Tổng giám mục Ngô Quang Kiệt không phối hợp chính quyền các cấp khuyên bảo giáo dân, giáo sĩ, trái lại. lại trả lởi phỏng vấn, ra các văn thư mà theo tờ báo này là xuyên tạc sự thật để đăng lên các phương tiện truyền thông nước ngoài. Đồng thời, tờ báo cũng lên án các website: giaophanhanoi, vietcatholic, chuacuuthe..., Tòa Tổng Giám mục Hà Nội đã phát tán một số văn bản có nhiều thông tin xuyên tạc. Nội dung báo VietNamnet ra cùng ngày cho rằng, Tòa Tổng giám mục Hà Nội đã ghi âm những phát ngôn của Tổng giám mục Ngô Quang Kiệt, sau đó phát đi phát lại trên khu đất 42 Nhà Chung.
Ngày 23 tháng 9, Chủ tịch Ủy ban nhân dân thành phố Hà Nội Nguyễn Thế Thảo gửi văn thư số 1437/UBND-NC tới Hội đồng Giám mục Việt Nam, đề nghị thuyên chuyển Tổng giám mục Ngô Quang Kiệt ra khỏi Hà Nội. Văn thư còn nêu rõ đề nghị Hội đồng giám mục Việt Nam xử lí nghiêm minh theo quy định Giáo hội với Tổng giám mục Ngô Quang Kiệt, linh mục Vũ Khởi Phụng, các giáo sĩ Nguyễn Văn Khải, Nguyễn Văn Thật, Nguyễn Nam Phong. Đáp lại, Hội đồng giám mục Việt Nam hồi đáp lại rằng: chúng tôi thấy các vị này không làm bất cứ điều gì ngược lại giáo luật hiện hành của Giáo hội Công giáo, văn thư này do Chủ tịch Hội đồng giám mục Việt Nam Phêrô Nguyễn Văn Nhơn ấn ký. Trong cuộc họp báo tổ chức sau đó vào ngày 15 tháng 10, ông Chủ tịch Nguyễn Thế Thảo giải thích với các phái đoàn ngoại giao vấn đề yêu cầu thuyên chuyển Tổng giám mục Ngô Quang Kiệt ra khỏi Hà Nội là thể hiện tâm tư chung của người dân nói chung và giáo dân nói riêng, vì Tổng giám mục Kiệt không còn đủ uy tín và tư cách lãnh đạo Tổng giáo phận Hà Nội. Trong một cuộc phỏng vấn với báo Châu Á Tự Do trong cùng ngày, linh mục Phạm Văn Dũng cho biết ngoài phá sóng điện thoại, chính quyền còn cho cắt đi một pha điện, và thường có công an mặc thường phục đi lại quanh khu Tòa Giám mục.
Hội đồng Giám mục Việt Nam họp cuộc họp thường niên tại Tòa giám mục Xuân Lộc từ ngày 22 đến ngày 26 tháng 9. Ngày 25 tháng 9, hội đồng đã nêu lên quan điểm của mình, trong đó các giám mục Việt Nam cho rằng luật đất đai, tệ nạn tham nhũng,... làm xấu đi tình hình. Văn thư này còn có quan điểm chỉ trích của Hội đồng Giám mục, họ cho rằng truyền thông gieo rắc hoang mang và nghi kỵ và cả gian dối, cuối cùng, các giám mục nêu lên quan ngại về việc dùng bạo lực giải quyết tranh chấp và cho rằng điều đó tạo thêm bất công trong xã hội. Cùng ngày, trong đêm, chính quyền Hà Nội đã đưa các lực lượng tới bao vây khu đất và tiến hành xây dựng công viên 1/6.
Chiều ngày 29 tháng 9, ông Hoàng Công Khôi chủ tịch quận Hoàn Kiếm dẫn đầu phái đoàn đến làm việc với Tòa Tổng Giám mục. Nội dung cuộc họp là chính quyền đề nghị Tòa Tổng Giám mục nhận lại Tượng Đức Mẹ Sầu Bi và Thánh Giá. Ngược lại, đoàn đại diện Tòa Tổng Giám mục Hà Nội đã không chấp nhận đề nghị trên và đề nghị chính quyền thu hồi quyết định phạt vi phạm hành chính mà Tòa giám mục Hà Nội cho là không có cơ sở pháp luật.
Từ ngày 30 tháng 9, không còn hình ảnh công an và chó nghiệp vụ vây Tòa Giám mục, thay vào đó là hàng loạt các loại thiết bị như máy nghe trộm, máy ghi âm, máy quay, hướng vào Tòa Giám mục. Từ phía mái nhà trường Hoàn Kiếm, chính quyền cho đặt hai thiết bị theo dõi, ghi lại mọi động tĩnh bên trong Tòa Giám mục, đặc biệt là các cuộc họp bàn và điện thoại, mỗi máy được 5 công an túc trực 24/24 để điều khiển và theo dõi. Toàn bộ Tòa giám mục đều đặt dưới sự kiểm soát của các máy quay. Máy chủ giám sát được đặt tại tòa nhà 33 Nhà Chung - trung tâm bồi dưỡng chính trị quận Hoàn Kiếm.
Ngày 1 tháng 10, Chủ tịch Uỷ ban Công lý và Hòa Bình trực thuộc Hội đồng Giám mục Hoa Kỳ Thomas G. Wenski viết thư ủng hộ lập trường của Tổng giám mục Hà Nội Ngô Quang Kiệt, trong thư, Giám mục Thomas G. Wenski nhận định những hành động đơn phương vừa qua của chính quyền Việt Nam là làm trái thỏa thuận với phía đoàn Tòa Thánh trong tháng 2 cùng năm. Chiều ngày 1 tháng 10, phái đoàn giám mục đại diện Hội đồng giám mục Việt Nam đã đến gặp thủ tướng Nguyễn Tấn Dũng để trao đổi các vấn đề tranh chấp đất đai tại Hà Nội, phái đoàn gồm Chủ tịch Hội đồng giám mục Phêrô Nguyễn Văn Nhơn, Đại diện Giáo tỉnh Hà Nội là Giám mục Antôn Vũ Huy Chương, giám mục chính tòa Giáo phận Hưng Hóa, đại diện Giáo tỉnh Huế là Tổng giám mục Tổng giáo phận Huế Stêphanô Nguyễn Như Thể và đại diện Giáo tỉnh Sài Gòn là Hồng y - Tổng giám mục Tổng giáo phận Thành phố Hồ Chí Minh Gioan Baotixita Phạm Minh Mẫn. Trong cuộc họp, thủ tướng Dũng nêu lên quan điểm của chính phủ đối với các vụ tranh chấp và đối với cá nhân Tổng giám mục Ngô Quang Kiệt. Hội đồng giám mục Việt Nam thể hiện tinh thần vui mừng bởi con đường đối thoại đã được khai mở trở lại trong thư gửi giáo dân ra ngày 3 tháng 10 cùng năm. Trong cuộc họp, Thủ tướng cũng kêu gọi các giám mục hướng dẫn Tổng giám mục Kiệt tránh các hành vi sai trái. Thủ tướng cũng biểu lộ với các giám mục rằng ông không hài lòng về những hành động của Tổng giám mục Kiệt trong thời gian tranh chấp. Các phương tiện báo chí nước ngoài như Catholic news Agency đánh giá cuộc họp không tạo bất cứ kết quả tốt đẹp nào. Sau cuộc họp, Thủ tướng đã đưa ra nhận xét về truyền hình nhà nước yêu cầu Tổng giám mục Hà Nội sửa chữa hành vi của mình và "khắc phục những thiếu sót của mình". Thông tấn xã VietCatholic mô tả tuyên bố của Thủ tướng là "tát vào mặt" các giám mục và toàn thể Giáo hội, nhận định rằng những lời của Thủ tướng "mâu thuẫn với những gì ông đã long trọng hứa với giáo phận Hà Nội và Vatican vào đầu năm nay".

#### Phát ngôn gây tranh cãi
Ngày 20 tháng 9 năm 2008, trong một bài phát biểu của ông Tông giám mục Giuse Ngô Quang Kiệt khi họp với Ủy ban Nhân dân thành phố Hà Nội, ông đã có một câu nói dẫn đến việc các cơ quan truyền thông tại Việt Nam đặt câu hỏi về lòng yêu nước của ông:: "Chúng tôi đi nước ngoài rất nhiều, chúng tôi rất là nhục nhã khi cầm cái hộ chiếu Việt Nam, đi đâu cũng bị soi xét, chúng tôi buồn lắm chứ !"
Ngữ cảnh
Câu trên nằm trong bài phát biểu miệng của Tổng Giám mục Giuse Ngô Quang Kiệt trong cuộc họp với Ủy ban Nhân dân thành phố Hà Nội ngày 20 tháng 9 năm 2008. Phần trích trên chưa trọn một câu và nằm tại đoạn sau:
| “ | "...Do đó, chúng tôi xin nhắc lại, chúng tôi rất mong muốn xây dựng một khối đại đoàn kết dân tộc. Chúng tôi đi nước ngoài rất nhiều, chúng tôi rất là nhục nhã khi cầm cái hộ chiếu Việt Nam, đi đâu cũng bị soi xét, chúng tôi buồn lắm chứ ! Chúng tôi mong muốn đất nước mình mạnh lên. Làm sao như một anh Nhật nó cầm cái hộ chiếu là đi qua tất cả mọi nơi, không ai xem xét gì cả. Anh Hàn Quốc bây giờ cũng thế. Còn người Việt Nam chúng ta thì tôi cũng mong đất nước lớn mạnh lắm và làm sao thật sự đoàn kết, thật sự tốt đẹp, để cho đất nước chúng ta mạnh, đi đâu chúng ta cũng được kính trọng..." | ” |

Phản ứng
Các báo của Việt Nam như Hà Nội mới, Thể thao và văn hoá, VietNamNet, An ninh Thủ đô, Tuổi trẻ, Quân đội nhân dân ... cắt xén câu nói của Tổng giám mục Kiệt thành:Chúng tôi rất là nhục nhã khi cầm cái hộ chiếu Việt Nam và đăng bài lên án Giám mục Ngô Quang Kiệt.
Thượng tướng công an Nguyễn Văn Hưởng cho rằng ông Ngô Quang Kiệt đã "vu cáo chính quyền, kích động, tổ chức cho giáo dân làm việc phi pháp". Thượng tướng khen chính quyền và công an Hà Nội đã làm rất tốt. Khi phát biểu trước câu hỏi về hậu quả mà vị Tổng giám mục Hà Nội phải gánh chịu, ông Hưởng cho rằng bản thân Giám mục Kiệt đã mất uy tín. Thượng tướng cũng nhận định chính Tổng giám mục Ngô Quang Kiệt gây khó khăn cho mối quan hệ của Vatican với Việt Nam.
Ngược lại, các đài báo ở hải ngoại như Đài Á Châu Tự do cho rằng "việc Đài truyền hình Việt Nam cắt riêng câu 'Chúng tôi đi nước ngoài rất nhiều, chúng tôi rất là nhục nhã khi cầm cái hộ chiếu Việt Nam' đến đó thôi, là nhằm mục đích lên án Tổng Giám mục". Ngày 22 tháng 9, BBC Việt ngữ cho rằng "câu nói trên của Tổng Giám mục Hà Nội sau đó được dẫn lại và thảo luận trên báo chí cũng như các diễn đàn trong một ngữ cảnh khác". Dân Chúa USA cho rằng Tổng giám mục Ngô Quang Kiệt đã chấm dứt sử dụng các ngôn từ mềm dẻo và nhân nhượng, thay vào đó sử dụng những phê bình thẳng thắn.
Về phía Giáo hội Việt Nam, văn phòng Tòa Tổng Giám mục Hà Nội gửi "Văn thư phản bác" đến Đài Truyền hình Việt Nam cùng Đài Phát thanh Truyền hình Hà Nội, khẳng định: lời phát biểu Tổng Giám mục Hà Nội đã bị "cắt xén và tách ra khỏi ngữ cảnh nhằm bịa đặt và vu cáo Tổng Giám mục, rồi đưa ra những lời bình luận xúc phạm đến danh dự của Ngài". Văn thư này khẳng định lời phát biểu của ông Ngô Quang Kiệt là "bằng chứng xác thực phản ánh hảo ý của Tổng Giám mục đối với quê hương, giáo hội và dân tộc". Hồng y Gioan Baotixita Phạm Minh Mẫn, Tổng giám mục Tổng giáo phận Thành phố Hồ Chí Minh chỉ trích các cơ quan truyền thông được Nhà nước Việt Nam kiểm soát vì bóp méo lời tuyên bố của Tổng Giám mục Hà Nội Ngô Quang Kiệt. Hồng y Mẫn cáo buộc các bản tin truyền thông đã sử dụng một vài cụm từ biệt lập trong một phát biểu của Tổng giám mục Kiệt và tách nó ra khỏi bối cảnh để đánh giá Tổng giám mục Kiệt không yêu nước. Ngày 22 tháng 9, Giáo phận Thái Bình do Giám mục Phanxicô Xaviê Nguyễn Văn Sang quản lý cho tuyên bố thư của giáo phận này, trong đó lên tiếng ủng hộ Tổng giám mục Kiệt cũng như chỉ trích truyền thông. Tại Tổng giáo phận Thành phố Hồ Chí Minh, Hồng y Mẫn cho gửi đến giáo dân Tổng giáo phận này về bài phát biểu trọn vẹn của Tổng giám mục Kiệt và lên án hành vi bóp mép sự thật của các phương tiện truyền thông.
Trong ngày 22 tháng 9, trên trang nhất các báo Rôma, Paris, Frankfurt, Berlin, London,... xuất hiện tin tức những tuyên bố của ông Nguyễn Thế Thảo nhắm vào Tổng giám mục Ngô Quang Kiệt. Đáng chú ý, tờ báo Asian News còn phanh phui ra vụ việc giang hồ giả làm người Công giáo, các linh mục giả, nhân chứng bịa đặt, người chết biết trả lời phỏng vấn,... tại Việt Nam.
Ngày 24, đài RFA phỏng vấn nhà báo Trần Quang Thành, từng là biên tập viên ban tin tức của Đài Truyền hình Việt Nam, ông Thành nhận định ban đầu ông không hài lòng về câu nói của Tổng giám mục Kiệt, nhưng sau khi xem nguyên văn bài phát biểu trên website Tổng giáo phận Hà Nội, ông cho rằng các nhà báo ở Việt Nam đưa tin không xác thực, theo ông, nên trao đổi với Tổng giám mục Kiệt về ý của ông này. Nhà báo Thành đánh giá tin tức ở Việt Nam là tin một chiều vì các báo chỉ đưa tin chỉ trích Giám mục Kiệt nhưng không đăng ý kiến của ông này.
Ngày 25 tháng 9 cùng năm, Hội đồng giám mục Việt Nam nhóm họp cuộc họp thường niên, trong đó, các giám mục Việt Nam cũng nêu lên quan điểm của Hội đồng giám mục Việt Nam trong tình hình hiện tại:Đạo đức nghề nghiệp đòi hỏi những người làm công tác truyền thông phải tôn trọng sự thật. Trong thực tế, đã có những thông tin bị bóp méo hoặc cắt xén, như trong trường hợp tranh chấp đất đai tại Tòa Khâm Sứ cũ.
Ngày 26 tháng 9 năm 2008, báo Thanh Niên đã phân tích và trích dẫn nguyên văn đầy đủ cả đoạn phát biểu trên của ông Ngô Quang Kiệt, và kết luận rằng, bỏ qua sự không khéo dùng từ ngữ của ông thì mục đích chính toát ra của cả bài phát biểu là kích động giáo dân và không tôn trọng pháp luật nhà nước, đáng lẽ ra ông không nên có thái độ xấu hổ khi cầm tấm hộ chiếu đó.
Theo tổ chức Ân xá Quốc tế, chính phủ Việt Nam đã bắt đầu một chiến dịch qua báo chí, vốn nằm dưới sự kiểm soát của chính quyền, nhằm làm mất uy tín vị Tổng Giám mục, các nhà lãnh đạo giáo hội, và những người biểu tình.
Khi được hỏi ý kiến về câu nói của Tổng giám mục Ngô Quang Kiệt, giáo sư Nguyễn Thanh Giang, một người sinh sống tại Hà Nội, nhận định rằng hiện tượng người Việt Nam bị xét nét hộ chiếu cách chậm trễ và thậm chí bị theo dõi là hiện tượng có thật. Trong một bài viết về dân tộc Việt Nam trên thế giới, báo VOA nhận định câu nói của Tổng giám mục Kiệt:...bao nhiêu búa rìu dư luận chụp lên đầu vị Giám mục "trung ngôn" này, nhưng sự thật vẫn là sự thật, chẳng qua là người ta thích nhắm mắt, bịt tai....

#### Đánh giá sự kiện
Linh mục Pascal Nguyễn Ngọc Tỉnh, O.F.M nhận định:Lãnh đạo Hà Nội... một mặt dùng tất cả các phương tiện nhân lực (công an, cảnh sát cơ động, dân phòng, đoàn Thanh Niên Cộng sản Hồ Chí Minh), vật liệu (dùi cui, roi điện...) kể cả chó nghiệp vụ trong việc giải toả khuôn viên Toà Khâm Sứ để làm công viên với tốc độ nhanh chưa từng thấy trong lịch sử xây dựng, mặt khác sử dụng báo đài để xuyên tạc, mạ lị người đứng đầu Giáo hội Công giáo thuộc giáo tỉnh miền Bắc.
Báo Thể thao và văn hóa, trong bài viết về các vụ việc tranh chấp này, có đánh giá như sau: Những hành vi nêu trên của ông Ngô Quang Kiệt trong suốt thời gian qua là có hệ thống, thể hiện rõ việc coi thường pháp luật, chưa bao giờ từ bỏ ý đồ đòi đất trái pháp luật. Đồng thời cũng khẳng định ông đã không thực hiện đúng chức trách với cương vị là Tổng giám mục giáo phận Hà Nội, Không thực hiện đúng pháp luật tín ngưỡng, tôn giáo không thực hiện đúng bổn phận của một công dân đối với đất nước, dân tộc, chia rẽ khối đại đoàn kết toàn dân tộc, không thực hiện đúng theo phương châm của những người có tôn giáo ở trên đất nước Việt Nam là sống "tốt đời, đẹp đạo". Hơn thế, ông còn phát ngôn miệt thị chính dân tộc, đất nước mình gây bức xúc, phẫn nộ trong nhân dân Thủ đô.
Trên trang Radio Vatican có bài viết đánh giá chuỗi sự kiện này như sau: Sự tàn bạo và gian ác lộ hiện, khi Nhà nước huy động các lực lượng công an cảnh sát chìm nổi, chó săn và dùng roi điện, dùi cui, khói cay tấn công, đánh đập tín hữu đang cầu nguyện, trong đó có rất nhiều cụ già và trẻ em, khiến cho nhiều người bị thương. Sau đó lại còn bắt giam nhiều người khác để uy hiếp giáo dân. Sự bất công và điêu ngoa dối trá lộ hiện, khi Nhà nước cưỡng chiếm tài sản của Giáo hội, không trả lại như đã hứa, mà còn đặt điều bịa chuyện, huy động mọi công cụ truyền thông các báo đài và truyền hình toàn nước để xuyên tạc sự thật, vu khống mạ lị hàng giáo phẩm, giáo sĩ, tu sĩ và giáo dân và khích động chia rẽ và hận thù, tùy tiện ra văn thư vu khống buộc tội hoàn toàn trái nền tảng pháp lý và ngược với luật lệ và hiến pháp do chính Nhà nước ban hành. Sự vô luân và gian ác lộ hiện, khi Nhà nước đi đôi với các tổ chức tội phạm, thuê hàng trăm thành phần bất hảo thuộc các băng đảng cao bồi du đãng, nghiện ngập ma túy và say rượu để tấn công đập phá tài sản của Giáo hội, la hét chửi bới tục tĩu vô giáo dục, uy hiếp và đòi giết Đức Tổng Giám mục, các linh mục tu sĩ, giáo dân và xúc phạm đến các tượng ảnh thánh.
Theo ý kiến của Chủ tịch Ủy ban nhân dân thành phố Hà Nội, ông Nguyễn Thế Thảo thì:
"Nguyên nhân chính của các vụ việc trên là do một số giáo sĩ mà đứng đầu là Tổng Giám mục Ngô Quang Kiệt đã lợi dụng hoạt động tôn giáo, lợi dụng đức tin và sự thiếu hiểu biết của một số giáo dân, cố tình vi phạm pháp luật; đi ngược lại lợi ích quốc gia, dân tộc và giáo hội; làm ảnh hưởng mối quan hệ giữa chính quyền thành phố với Tòa Tổng giám mục, ảnh hưởng hình ảnh của công giáo trong lòng nhân dân Thủ đô và cả nước.".
Trên trang VietCatholic có bình luận về loạt sự kiện: Vụ Đức TGM Giuse Ngô Quang Kiệt đứng lên đòi hỏi công lý và sự thật trong vụ Tòa Khâm Sứ và Thái Hà là một điều hoàn toàn đúng. Các Giám mục, giáo dân cũng thấy đúng, nhưng không dám mạnh mẽ nói ra. Còn đối với chính quyền cộng sản Việt Nam, việc làm của Đức Tổng bị coi là nguy hiểm vì làm lung lay vị thế độc tôn cai trị của họ, gây nguy hại cho an ninh chính trị vì Ngài đã tố cáo cho thế giới biết chính quyền cộng sản Việt Nam là chính quyền, không tôn trọng công lý, vi phạm nhân quyền
Báo Hà Nội mới đánh giá:Có thể nói, những "trợ diễn" cho màn kịch đòi đất 42 Nhà Chung đã được "Tổng đạo diễn" Ngô Quang Kiệt sắp đặt bài bản, công phu. Bắt đầu từ những cuộc đi thăm của đích thân Tổng Giám mục tới nhà các giáo dân bị bắt vì tội tham gia hủy hoại tài sản, gây rối trật tự công cộng tại khu đất do Công ty may Chiến Thắng quản lý. Báo An ninh Thủ đô có đoạn đánh giá: "Vấn đề nhà đất tại 42 Nhà Chung, một số chức sắc tôn giáo đã lợi dụng để chính trị hoá, thậm chí quốc tế hoá. Những mục đích cá nhân của một số giáo sỹ đi ngược lại lợi ích của dân tộc không thể đại diện cho lợi ích của đông đảo bà con giáo dân. Những ai lợi dụng tôn giáo để kích động nhân dân, gây rối trật tự xã hội, vi phạm pháp luật đều cần phải được pháp luật xử lý nghiêm minh".
Trên trang báo điện tử Dân Chúa USA có cho đăng đánh giá:Không có gì phải nghi ngờ, chiến dịch chống Đức Cha Kiệt là một hậu duệ đã suy thoái rất nhiều của những vụ đấu tố thời cải cách ruộng đất ở Việt Nam và thời cải cách văn hoá ở Trung Quốc. So với thời cải cách kinh hoàng và thời cách mạng văn hoá long trời lở đất ấy, thì cuộc đấu tố Đức Cha Kiệt chỉ đáng là con hổ giấy.

### Sau tranh chấp đất: 2008–2009

Tổng giám mục Giuse Ngô Quang Kiệt tại Lễ Khai mạc Năm Thánh Giáo hội Công giáo Việt Nam năm 2009

#### Hoạt động cuối năm 2008
Sau câu nói nhạy cảm và thái độ phản ứng của truyền thông và những nhóm người kêu gọi giết ông, ông ít khi ra ngoài, xung quanh nhà ở đã có hệ thống camera theo dõi cẩn thận. Những lễ đã có chương trình trước như Thêm sức ở các giáo xứ đều bị bãi bỏ. Chỉ có những việc như việc tấn phong Giám mục thì ông mới ra ngoài. Đáp trả quan điểm của Uỷ ban Tự do Tôn giáo Quốc tế Hoa Kỳ, cũng như Tổ chức Ân xá Quốc tế cho rằng Việt Nam đàn áp tôn giáo, báo Tuyên giáo tuyên bố hoàn toàn không hề có việc Nhà nước Việt Nam tịch thu đất của tôn giáo, đồng thời khẳng định không hề có một giáo dân nào bị đàn áp, cũng như cho biết rằng Tổng giám mục Ngô Quang Kiệt không bị quản thúc, theo dõi và đánh giá ông Kiệt vẫn tự do đi lại và sinh hoạt tôn giáo bình thường.
Ngày 15 tháng 10 năm 2008, Tòa Thánh đã quyết định bổ nhiệm cho Tổng giáo phận Hà Nội một giám mục Phụ tá để trợ giúp công việc mục vụ cho Tổng giám mục Ngô Quang Kiệt, cụ thể, Tòa Thánh chọn linh mục Lôrensô Chu Văn Minh, hiện đang là Giám đốc Đại chủng viện Thánh Giuse Hà Nội lên làm Giám mục. Cùng trong đợt bổ nhiệm này, Tòa Thánh cũng bổ nhiệm Tân giám mục Phụ tá Tổng giáo phận Thành phố Hồ Chí Minh Phêrô Nguyễn Văn Khảm. Việc bổ nhiệm này được đánh giá là chính phủ Việt Nam thúc đẩy nhằm chứng minh những tranh chấp đất đai không ảnh hưởng đến cộng đồng Công giáo. Cũng có lo ngại việc tấn phong cho Tân giám mục Minh có thể gặp ngăn trở, do tân giám mục là một linh mục có quan hệ mật thiết với Tổng giám mục Kiệt. Thư của Tòa Giám mục Hà Nội do Tổng giám mục Kiệt ấn kí đề ngày 18 tháng 10 loan báo cho giáo dân Tổng giáo phận Hà Nội biết tin này. Giám mục Kiệt cho rằng:Tình thương yêu chăm sóc của Chúa một lần nữa được biểu lộ qua việc Tòa Thánh bổ nhiệm cha Lôrensô làm Giám mục Phụ tá Tổng Giáo phận Hà Nội.
Trong cùng ngày, chính quyền Thành phố Hà Nội cho tổ chức họp báo với hơn 30 đại sứ, phó đại sứ, đại diện các cơ quan ngoại giao nước ngoài về vấn đề giải thích chủ trương của Thành phố về vấn đề tranh chấp đất đai tại 42 Nhà Chung cũng như 178 Nguyễn Lương Bằng. Chủ tịch Nguyễn Thế Thảo khẳng định nguyên nhân của vụ việc là do Tổng Giám mục Ngô Quang Kiệt cùng một số giáo sĩ lợi dụng hoạt động tôn giáo để vi phạm pháp luật.
Từ ngày 30 tháng 10, trên địa bàn các tỉnh miền Bắc Việt Nam, mà nặng nề nhất là tại thủ đô Hà Nội đã diễn ra trận lũ lụt lịch sử với lượng mưa cực lớn. Ngày 4 tháng 11 năm 2008, Giám mục Ngô Quang Kiệt đã đến Làng Tám, phường Giáp Bát để thăm các nạn nhân lũ lụt, sau khi ông dã thăm trường Bế Văn Đàn, nơi có một học sinh đã chết đuối. Ông đến thăm vùng lũ lụt ở Hà Nội, với một bộ quần áo giản dị và đôi dép lê, một cây gậy tre cầm tay và cùng xắn quần móng lợn lội nước bẩn thăm những nạn nhân. Nghe tin ông về Làng Tám, giáo dân nô nức đón ông ngay từ đầu làng. Sau đó hai ngày, ngày 6 tháng 11, Tổng giám mục Ngô Quang kiệt ra văn thư kêu gọi hỗ trợ đồng bào bị lũ lụt, đốc thúc các linh mục và đề nghị các giáo dân giúp đỡ. Cũng trong tháng này, ông thánh lập nhóm bạn trẻ thiện nguyện gọi là "Nhóm Emmaus". Hoạt động chính của nhóm là đưa kiến thức HIV tới các người dân vùng sâu vùng xa và khuyến khích giảm bớt phân biệt đối xử với người nhiễm HIV.
Cuối tháng 11 năm 2008, Đài Á Châu Tự Do RFA phỏng vấn linh mục chính xứ Thái Hà Vũ Khởi Phụng, một giáo xứ rất gần về địa lý đối với Tòa Giám mục Hà Nội. Theo linh mục Phụng, ban đầu sức khỏe Tổng giám mục Kiệt có xuống, tuy nhiên sau này dần hồi phục, Tòa Thánh xem ra cũng không có ý định chấp thuận đơn xin từ chức của Tổng giám mục. Trước câu hỏi về sức ép chính quyền Hà Nội, linh mục Phụng cho rằng có, theo ông vì chính quyền Hà Nội đã có lúc công bố ý định muốn cho Ngài đi khỏi Hà Nội. Cũng theo linh mục Phụng, Ủy ban nhân dân Thành phố Hà Nội mời các đại diện các sứ quán đến để nói như vậy. Hiện tình cho đến thời điểm cuối tháng 11 năm 2008, chính quyền đang im lặng, đồng thời chỉ gửi văn thư đến Tòa Tổng giám mục Hà Nội khi có việc cần thiết, và không tiếp xúc trực tiếp với Giám mục Ngô Quang Kiệt.
Ngày 5 tháng 12, lễ Tấn phong cho Tân giám mục Phụ tá Chu Văn Minh tại Nhà thờ Nam Định do đông đảo các giám mục và linh mục tổng giáo phận đồng tế. Thánh lễ do Tổng giám mục Kiệt cử hành. Về nghi lễ tấn phong, Tổng giám mục Kiệt là Giám mục Chủ phong, nguyên Giám mục phụ tá Phaolô Lê Đắc Trọng và Tổng giám mục Huế Stêphanô Nguyễn Như Thể phụ phong. Sau đó, ngày 9 và 10 cùng tháng, ông đến Giáo phận Vinh để hỗ trợ cấp phát trợ cấp lũ lụt và ra mắt Caritas Giáo phận Vinh, Tổng giám mục Kiệt cũng nêu tâm tình cảm ơn sự liên đới gắn kết của Giáo phận Vinh nói chung và Giám mục Phaolô Maria Cao Đình Thuyên nói riêng trong loạt sự việc tranh chấp căng thẳng trong năm 2008.

#### Hoạt động năm 2009: Ad Limina, Năm Thánh và các tang lễ
Ngày 13 tháng 1 năm 2009, Tổng giám mục Ngô Quang Kiệt trở về giáo xứ Quần Cống, nơi ông xuất thân, cử hành nghi lễ kỉ niệm 150 năm Tử Đạo của ba Thánh xuất thân từ Giáo xứ Đa Minh Phạm Trọng Khảm, Luca Phạm Trọng Thìn và Giuse Phạm Trọng Tả. Đồng tế có Giám mục Phụ tá Chu Văn Minh và Giám mục Giáo phận Thái Bình Phêrô Nguyễn Văn Đệ cùng đông đảo các linh mục. Một vài ngày sau đó, một số giám mục Công giáo Hoa Kỳ đã bắt đầu chuyến viếng thăm tổng giáo phận Hà Nội, một cử chỉ mà họ cho rằng là tình liên đới với Giáo hội Công giáo Việt Nam vào thời điểm mâu thuẫn giữa giáo hội tại Việt Nam với chính quyền. Phái đoàn đã đến thăm Tổng giám mục Ngô Quang Kiệt, gần như bị quản thúc tại gia, sau đó đoàn cũng đồng tế lễ sáng ngày 21 tháng 1 với Tổng giám mục Kiệt cùng hàng trăm linh mục tạo Nhà thờ Thánh Giuse.
Một phái đoàn Tòa Thành đến Việt Nam trong chuyến thăm khéo dài từ ngày 15 đến ngày 22 tháng 2. Phái đoàn gồm Thứ trưởng Ngoại giao Tòa Thánh là Đức ông Pietro Parolin cùng hai Đức Ông khác sinh ra tại Việt Nam là Phanxicô Cao Minh Dung và Barnabê Nguyễn Văn Phương. Ngày 20 hoặc 21 tháng 2 năm 2009, Tổng giám mục Kiệt cùng giám mục Bắc Ninh Cosma Hoàng Văn Đạt hộ tống phái đoàn viếng thăm của Tòa Thánh rời Hà Nội đến thăm Giáo phận Thái Bình.
Hồng y Phaolô Giuse Phạm Đình Tụng, vị tiền nhiệm của Tổng giám mục Ngô Quang Kiệt, qua đời vào 10 giờ sáng ngày 22 tháng 2, thọ 90 tuổi. Lúc 5 giờ chiều ngày 22 tháng 2, các nhà thờ trong tổng giáo phận Hà Nội đã đồng loạt đánh chuông tang. Tổng giám mục Giuse Ngô Quang Kiệt làm phép thi hài cố Hồng y tại Nhà Nguyện tòa Tổng Giám mục. Trong dịp này, Giáo hoàng Biển Đức XVI đã gửi điện văn chia buồn với Tổng Giáo phận Hà Nội, cách riêng với Tổng giám mục Giuse Ngô Quang Kiệt. Thánh lễ an táng ông do Hồng y – Tổng giám mục Tổng giáo phận Thành phố Hồ Chí Minh Gioan Baotixita Phạm Minh Mẫn – được Giáo hoàng Biển Đức XVI cử làm đặc sứ đại diện Tòa Thánh chủ tọa thánh lễ an táng ngày 26 tháng 2. Đúng 9g đoàn đồng tế gồm Hồng y Mẫn, Tổng giám mục Giuse Ngô Quang Kiệt, Giám mục Phêrô Nguyễn Văn Nhơn và các giám mục, linh mục đến từ 26 giáo phận và các dòng tu trên cả nước. Lễ giỗ 100 ngày cho cố Hồng y cũng được Tổng giám mục kế vị Giuse Ngô Quang Kiệt chủ sự vào ngày 2 tháng 6. Cùng đồng tế là Giám mục chính tòa Giáo phận Lạng Sơn và Cao Bằng Giuse Đặng Đức Ngân, Giám mục Phụ tá Tổng giáo phận Thành phố Hồ Chí Minh Phêrô Nguyễn Văn Khảm cùng khoảng 200 linh mục của Giáo tỉnh Hà Nội.

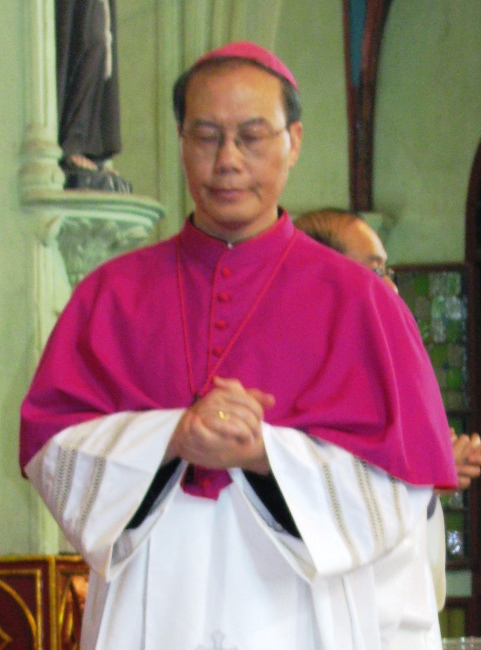
Tổng giám mục Giuse Ngô Quang Kiệt, ảnh chụp tháng 4 năm 2009

Từ ngày 13 đến ngày 17 tháng 4, Tổng giám mục Kiệt cùng toàn thể giám mục Việt Nam dự họp Thường niên lần I, Hội đồng Giám mục Việt Nam năm 2009. Trong vai trò Tổng thư kí, ông đã kí tên vào biên bản họp của Hội đồng. Một số nguồn tin cho rằng Tổng giám mục Kiệt thực chất là đã vắng mặt trong kì họp này. Ngày 21 tháng 6 cùng năm, Tổng giám mục Ngô Quang Kiệt đã có mặt tại Rôma, để chuẩn bị cho chuyến đi Ad Lima của Hội đồng giám mục Việt Nam kéo dài từ ngày 22 tháng 6 đến ngày 3 tháng 7 năm 2009, trong chuyến đi này, ông cũng yết kiến trực tiếp với Giáo hoàng Biển Đức XVI vào ngày 25 tháng 6. và tiếp kiến toàn thể các giám mục Việt Nam ngày 27 sau đó. Trong chuyến đi này và trong cuộc tiếp kiến với giáo hoàng, Tổng giám mục Kiệt đã phá bỏ quy tắc khi muốn xin từ chức phải gửi đơn lên các Hội đồng của Tòa Thánh, với lý do đau bệnh nên vì lợi ích Giáo hội mà xin nghỉ. Theo linh mục Trần Công Nghị, giám đốc Thông tấn xã Công giáo Việt Nam, thì linh mục này đã hỏi ý Hồng y Phạm Minh Mẫn, giám mục Nguyễn Văn Nhơn - Chủ tịch Hội đồng giám mục và cả Vatican, thì ông này cho rằng việc Tổng giám mục Kiệt xin từ chức là có thật và áp lực từ phía chính quyền Hà Nội là có thật. Tuy nhiên. linh mục này cũng cho biết rằng tiến trình từ chức của Tổng giám mục Kiệt đi đến đâu thì ông chưa rõ. Linh mục Nghị cũng nêu rõ, đây không phải lần đầu Giám mục Ngô Quang Kiệt từ chức, vì bản thân vị giám mục cho rằng mình bị thiếu oxi lên não, choáng và mất cảm giác, tuy nhiên khi đi chữa trị bác sĩ cho rằng Tổng giám mục Kiệt không bị bệnh, với chẩn đoán căn nguyên là do áp lực. Đánh giá về việc xin từ nhiệm của chủ chăn Hà Nội, linh mục Nghị đánh giá giám mục Kiệt là người có tự trọng và có trách nhiệm. Ngoài ra, linh mục này cũng bày tỏ quan ngại về việc có thể Tổng giáo phận Hà Nội sẽ trống tòa sau khi Tổng giám mục Kiệt từ nhiệm do không giám mục nào được chính quyền chấp thuận cho bổ nhiệm vào vị trí này. Việc từ nhiệm cũng được Tổng giám mục Kiệt cho công bố cách rộng rãi trong linh mục đoàn Tổng giáo phận Hà Nội. Bộ Ngoại giao Vatican không có phản ứng về việc xin từ nhiệm của Tổng giám mục Kiệt. Tuy vậy, một số nguồn tin cho rằng Đức Ông Parolin cho rằng Tổng giám mục Kiệt không nên từ chức vào thời điểm này và Tòa Thánh ủng hộ, tín nhiệm Tổng giám mục Kiệt cai quản Tổng giáo phận Hà Nội. Từ sau khi triều kiến giáo hoàng đến thời điểm cuối tháng 11, Tổng giám mục Kiệt hai lần quyết định đến Đan viện Châu Sơn nghỉ dưỡng.
Nguyên giám mục Phụ tá Hà Nội Phaolô Lê Đắc Trọng qua đời ngày 7 tháng 9 năm 2009. Tòa giám mục Hà Nội phát hành cuốn sách hồi kí của Cố Giám mục Phụ tá Phaolô Lê Đắc Trọng, sách nói về các sự kiện của Giáo hội Việt Nam dưới chế độ nhà nước cộng sản. Chính Tổng giám mục Ngô Quang Kiệt đã viết lời tựa cho quyển sách này. Quyển sách được công bố rộng rãi với tên gọi Câu chuyện của thời đại. Lễ an táng cho cố giám mục Trọng cử hành bởi Tổng giám mục Ngô Quang Kiệt vào ngày 9 tháng 9 cùng năm tại Nhà thờ Nam Định. Song song với sự kiện trên là sự kiện tấn phong Tân giám mục Giáo phận Phát Diệm Giuse Nguyễn Năng vào sáng ngày 8 tháng 9. Trong buổi lễ này, cách sắp xếp vị trí của Tổng giám mục Ngô Quang Kiệt không xứng với vị trí Trưởng giáo tỉnh Hà Nội làm cho giới quan sát dị nghị và bình luận về việc Tổng giám mục Kiệt sẽ từ nhiệm.
Tổng giáo phận Hà Nội nói riêng và Giáo tỉnh Hà Nội nói chung được chọn làm nơi khai mạc Năm Thánh Giáo hội Công giáo Việt Nam. Ngày 18 tháng 11 năm 2009, Tổng giám mục Kiệt đến thị sát tiến độ thi công lễ đài tổ chức Đại lễ Khai mạc Năm Thánh 2010 Giáo hội Việt Nam. Ngày 22 tháng 11 năm 2009, trong khuôn khổ sự kiện Khai mạc năm Thánh Giáo hội Việt Nam, phái đoàn các chức sắc cấp cao của Giáo hội đã đến dâng lễ tại Nhà thờ chính tòa Hà Nội. Hồng y Roger Etchegaray chủ tế thánh lễ, Tổng giám mục Ngô Quang Kiệt, Giám mục Phụ tá Chu Văn Minh, linh mục Jean Baptiste Etcharren, Bề trên Hội Thừa sai Paris (MEP) cùng đông đảo các linh mục đã đồng tế thánh lễ này. Trong diễn từ của mình, Hồng y Roger trao gậy giám mục của mình cho Tổng giám mục Giuse Kiệt như là món quà và nói rằng ông không muốn mang nó về Rôma. Nhiều giờ sau Thánh Lễ, giáo dân Hà Nội vẫn còn tụ tập trước Nhà thờ chính tòa để bàn thảo về cử chỉ của Hồng y Roger. Một số người giải thích rằng đó là cử chỉ mang tính biểu tượng rằng Rôma muốn Tổng giám mục Ngô Quang Kiệt ở lại Hà Nội và công nhận ông được nhiều ủng hộ hơn qua cách thức ngoại giao. Lễ khai mạc Năm Thánh của Tổng giáo phận Hà Nội được cử hành hai ngày sau đó, vào ngày 24 tháng 11.
Ngày 11 tháng 12 năm 2009, Chủ tịch Việt Nam Nguyễn Minh Triết có chuyến thăm Tòa Thánh, nhân dịp này, ông Triết cũng hội kiến với Giáo hoàng Biển Đức XVI. Asia Times đưa tin, trong cuộc hội kiến, ông Triết kiên quyết đòi thuyên chuyển Tổng giám mục Kiệt ra khỏi Hà Nội là điều kiện đầu tiên để bình thường hóa quan hệ ngoại giao.
Công điện từ Tòa Đại Sứ Hoa Kỳ tại Vatican cuối năm 2009 viết: "Phó đại sứ Hoa Kỳ hỏi Hồng y Bernard Law là liệu Tòa Thánh có chấp nhận đơn từ chức (đã được đệ nộp) của Tổng giám mục Giuse Ngô Quang Kiệt hay không." Hồng y ngụ ý "điều này là chắc chắn," và rằng "có nhiều nhân vật tại Việt Nam có thể điền được vào vị trí của Tổng Giám mục Kiệt". Sự cương quyết của ông trong giai đoạn cao trào của tranh chấp đất đai tại Hà Nội có thể đã khiến Vatican khó chịu. Theo công điện của Đại Sứ Michael Michalak, thư từ chức được tổng giám mục đệ trình cho Đức Ông Pietro Parolin, thứ trưởng Bộ Ngoại giao Tòa Thánh, trong chuyến ghé Việt Nam của nhân vật này. Theo lời một người thân cận của Tổng Giám mục Ngô Quang Kiệt, Đức Ông Parolin đã "chỉ trích gay gắt Tổng Giám mục Kiệt về cách thức giải quyết các vụ tranh chấp đất đai của Tòa Thánh với quan chức Hà Nội", trong công điện đề ngày 25 tháng 11 năm 2009. Trong điện văn ngày 12 tháng 12, Đại sứ Hoa Kỳ tại Vatican là Miguel Diaz đánh giá: "Ưu tiên của Vatican tại Việt Nam là bảo vệ tự do tôn giáo và mở rộng giáo hội, để giải quyết các tranh chấp đất còn tồn đọng giữa Nhà thờ và Nhà nước, và khi điều kiện cho phép, sẽ thiết lập quan hệ ngoại giao để bảo vệ và mở rộng Giáo hội Công giáo tại VN với hiện diện ngoại giao chính thức. Bằng cách đối chọi với chính phủ Việt Nam mạnh mẽ như thế về riêng tranh chấp đất, Tổng giám mục Kiệt có thể gây tổn hại các mục tiêu lâu dài của Vatican."
Tòa Đại sứ quán Hoa Kỳ tại Hà Nội đánh giá Tổng giám mục Ngô Quang Kiệt là một con người thực tế, không có ý định cản trở thiết lập ngoại giao giữa Việt Nam với Tòa Thánh. Tổng giám mục Kiệt từng nói với Đại sứ Michael Michalak vào tháng 2 năm 2009 rằng Tôi đã nói với chính phủ rằng tôi sẽ phục vụ bất cứ nơi nào Giáo hội yêu cầu. Trong một điện văn khác, thông tin bị rò rỉ cho biết Tổng giám mục Kiệt được đánh giá có thể được điền vào vị trí Tổng giám mục Tổng giáo phận Thành phố Hồ Chí Minh, kế vị Hồng y Gioan Baotixita Phạm Minh Mẫn. Tuy vậy, điện văn cũng đánh giá Hội đồng Giám mục Việt Nam quan ngại việc chính quyền sẽ cản trở khi Tổng giám mục Kiệt được thăng tước vị Hồng y.

### Căng thẳng tại Tổng giáo phận (2010)

#### Ứng viên hồng y và một số hoạt động
Ngày 8 tháng 2 năm 2010, báo National Catholic Reporter của Hoa Kỳ nhận định Tổng giám mục Ngô Quang Kiệt từ Tổng giáo phận Hà Nội là một trong những ứng viên sáng giá cho các giáo sĩ sẽ được vinh thăng tước vị Hồng y Công nghị Hồng y năm 2010 bởi Giáo hoàng Biển Đức XVI.
Ngày 20 tháng 2, Tổng giám mục Kiệt về Lạng Sơn đón Tết, nhân lời mời của Giám mục Giáo phận này là Giuse Đặng Đức Ngân. Ngày 1 tháng 3 cùng năm, Tổng giám mục Ngô Quang Kiệt đồng tế với Tổng giám mục Tổng giáo phận Huế Stêphanô Nguyễn Như Thể và Giám mục Thanh Hóa Nguyễn Chí Linh nhân sự kiện đón sự trở lại Hà Nội sau 50 năm vắng bóng của Dòng nữ Thánh Phaolô Thành Chartres.
Ngày 10 tháng 4 năm 2010, chuyến bay chở Tổng thống Ba Lan Lech Kaczyński và phu nhân Maria Kaczyńska cùng nhiều nhân vật quan trọng cốt cán của Ba Lan từ thủ đô Warszawa tới tưởng niệm vụ thảm sát Katyn. Máy bay đã bị rơi khi đáp xuống Căn cứ không quân Smolensk ở Nga. Toàn bộ 96 người trên chuyến bay tử nạn. Tại Tổng giáo phận Hà Nội, Tổng giám mục Kiệt đã chủ sự nghi lễ cầu nguyện cho các nạn nhân của chuyến bay. Tham dự lễ này có Đại sứ Ba Lan Roman Iwaszkiewicz.

#### Vụ việc tại Giáo xứ Đồng Chiêm
Giáo xứ Đồng Chiêm tọa lạc tại thôn Đồng Chiêm, xã An Phú, huyện Mỹ Đức, thuộc Giáo hạt Thanh Oai, Tổng giáo phận Hà Nội. Người dân khu vực Đồng Chiêm từ xưa đã có số lượng giáo dân Công giáo chiếm ưu thế, và các giáo dân sau khi qua đời được mang đi chôn cất tại Chẽ (giáo dân gọi là núi Thờ). Với lý do tưởng nhớ đến họ, giáo dân giáo xứ Đồng Chiêm cùng hai linh mục của giáo xứ là Giuse Nguyễn Văn Hữu (chánh xứ) và Nguyễn Văn Liên (phó xứ) xây dựng một cây thánh giá bằng bê tông cốt thép trên đỉnh núi, trong khoảng thời gian ngắn từ ngày 1 đến ngày 4 tháng 3 năm 2009. Một loạt các sự việc cảnh cáo từ phía chính quyền từ tháng 3 năm 2009 đến tận ngày 3 tháng 1 năm 2010 đều không thu được kết quả.
Rạng sáng, khoảng 2 giờ sáng ngày 6 tháng 1 năm 2010, chính quyền huy động 500 cảnh sát cơ động và quân đội làm bảo vệ cho việc nổ mìn để dỡ bỏ thánh giá. Giáo dân sau khi nghe tiếng nổ đã tụ tập đến địa điểm và tìm cách bảo vệ thánh giá, cầu nguyện và hát Kinh Hòa bình. Một số giáo dân quá khích, ném đá vào lực lượng cảnh sát cơ động. Cảnh sát đáp trả giáo dân bằng hơi cay, bom khí gas và đánh giáo dân bằng dùi cui. Chính quyền dùng loa phóng thanh công suất lớn liên tục phát những bài đọc lên án các linh mục và giáo dân giáo xứ Đồng Chiêm. Khu vực giáo xứ bị phong tỏa, các nhà báo trong và ngoài nước không thể tiếp cận vào khu vực bị cảnh sát giao thông phong tỏa bằng hình thức các trạm kiểm soát và xe cảnh sát chặn đường hoặc với lý do đường bị hư đột xuất. Trong khoảng từ ngày 8 đến ngày 20 tháng 1, nhiều giáo dân bị triệu tập gặp chính quyền. Ngày 20 tháng 1, giáo xứ Đồng Chiêm hoàn toàn bị cô lập.
Về phía Giáo hội Công giáo, các linh mục trong Tổng giáo phận Hà Nội đang trong kì tĩnh tâm, sau khi hoàn thành việc này, tất cả các linh mục gấp rút trở về cử hành các lễ hiệp thông với giáo xứ Đồng Chiêm. Giáo dân giáo xứ Đồng Chiêm sau khi bị tháo dỡ thánh giá bằng cốt thép thì dựng lại một thánh giá bằng bương, với độ cao khoảng 3 mét. Nhiều hội đoàn Công giáo cũng như nhiều linh mục dâng lễ cầu nguyện. Nhiều linh mục, giáo dân từ nhiều nơi ở nội thành Hà Nội, Hà Nam,... đi đến Đồng Chiêm để dâng lễ, đọc kinh, cầu nguyện. Tòa Tổng giám mục Hà Nội lên án hành vi đập phá ánh giá dựng trên núi Chẽ là sự xúc phạm đến biểu tượng của đức tin của Giáo hội Công giáo. Ngày 8 tháng 1, các giám mục thuộc Giáo tỉnh Hà Nội về Tòa Tổng giám mục Hà Nội họp mặt tất niên và tổng kết năm 2009, đồng thời định hướng cho công tác mục vụ của Giáo tỉnh trong năm 2010. Trong dịp này, các giám mục gửi thư hiệp thông đến Tổng giám mục Giuse Ngô Quang Kiệt, Trưởng Giáo tỉnh, bày tỏ sự liên đới của 9 giáo phận trong vụ việc tại Đồng Chiêm. Trong cùng ngày, Tổng giám mục Ngô Quang Kiệt đã đến thăm và động viên hai giáo dân bị thương tích trong vụ việc này.
Sau quá trình thương thảo giữa linh mục giáo xứ Đồng Chiêm với chính quyền, ngày 24 tháng 1, linh mục chính xứ Nguyễn Văn Hữu yêu cầu giáo dân tháo dỡ những thánh giá tái phục dựng trên đỉnh núi. Vụ việc kết thúc tại đây.

#### Tổng giám mục đi chữa bệnh
Với lý do sức khỏe sa sút, tuy đã về nghỉ dưỡng một thời gian khá dài tại Đan viện Châu Sơn Ninh Bình, nhưng sức khỏe của Tổng giám mục Hà Nội không có chuyển biến tích cực nên ngày 4 tháng 3 năm 2010, Ngô Quang Kiệt quyết định đi Roma (Italia) chữa bệnh với dự kiến thời gian ban đầu là hai tháng, vì chứng bệnh "mất ngủ và căng thẳng mãn tính". Tuy nhiên, Tổng giám mục Kiệt lại đột ngột trở về ngày 9 tháng 4, chỉ sau một tháng trị bệnh. Việc Giám mục Ngô Quang Kiệt đột ngột trở về, các linh mục Tòa Giám mục Hà Nội có ra sân bay đón tiếp, nhưng họ chỉ biết khi Giám mục Kiệt đã đi trên chuyến bay trở về. Linh mục Vũ Khởi Phụng, linh mục Phụ trách dòng Chúa Cứu Thế giáo xứ Thái Hà, thuộc Tổng giáo phận Hà Nội cũng cho rằng chuyện trở về của "chủ chăn" giáo phận đối với ông là bất ngờ, và với những nhận định ban đầu là có thể sức khỏe Giám mục Kiệt đã thuyên giảm, nếu vì biến cố gì mà trở về thì linh mục Phụng chia sẻ ông không được biết. Theo chính phát biểu của Tổng giám mục Ngô Quang Kiệt, thì ông được Bộ Loan báo Tin mừng sắp xếp vào bệnh viện Gemelli và được Hội đồng Tòa Thánh Cor Unum sắp xếp vào Universita Campus Bio-Medico di Roma. Vì giấy mời của Hội đồng Tòa Thánh đến trước nên quyết định đến thăm khám tại bệnh viện Universita Campus Bio-Medico di Roma, là một bệnh viện mới, được trang bị tối tân. Sau một tháng theo dõi và chữa bệnh tại đây, Tổng giám mục Kiệt tự cho rằng sức khỏe Ngài không được cải thiện, nên quyết định trở về Việt Nam. Các bác sĩ tư vấn rằng Ngài phải nghỉ ngơi lâu dài thì mới có hi vọng hồi phục. Tuy nhiên, trước khi về nước, Tổng giám mục Giuse Kiệt đã đến Paris trong một thời gian ngắn, tại đây, Ngài nói với báo Eglises d'Asie rằng sức khỏe mình đã cải thiện, nên ông quyết định quay trở về Việt Nam.

#### Tuyên bố được cho là từ Chính quyền Việt Nam
Ngày 28 tháng 10 năm 2010, báo Asian News đưa tin: Trong một động thái bất ngờ, ngày 6 tháng 4, tại cuộc họp với các cơ quan truyền thông Nhà nước tại thủ đô Hà Nội, Thứ trưởng Bộ Thông tin và Truyền thông, ông Đỗ Quý Doãn được cho là đã phát biểu: "Ngô Quang Kiệt kiêu ngạo đã bị xử lý bằng các biện pháp ngoại giao, đồng thời, Asian News cũng cho rằng ông này đã ra lệnh khi việc chuyển giao chức Tổng giám mục Hà Nội đang được tiến hành, các phương tiện truyền thông không được đăng bất kì tin tức gì, như thể nó là một việc nội bộ của người Công giáo. Ngày hôm sau, tuyên bố của ông Doãn và chi tiết kế hoạch của ông này về việc "Tổng cổ ông Kiệt ra khỏi Hà Nội", bắt đầu được lưu hành trên Internet.

#### Họp thường niên kì I Hội đồng Giám mục Việt Nam
Nội dung chính kì họp thường niên lần I của Hội đồng giám mục Việt Nam năm 2010 diễn ra từ ngày 5 đến ngày 10 tháng 4 chủ yếu bàn về những sinh hoạt Năm Thánh tại Việt Nam, năm kỷ niệm 350 năm các nhà truyền giáo đến Việt Nam và 50 năm thiết lập hàng giáo phẩm Việt Nam. Tuy thế, có nhiều đồn đoán về việc các Giám mục bàn về vấn đề nhân sự tại Tổng giáo phận Hà Nội. Linh mục Vũ Khởi Phụng cho rằng những tin đồn này xuất phát từ việc chính quyền Hà Nội nhiều lần tuyên bố muốn trục xuất Tổng giám mục Kiệt ra khỏi địa bài Hà Nội. Cũng theo linh mục này, vị Tổng giám mục Hà Nội đã đụng chạm vào vấn đề "rất nhạy cảm" với chính quyền Hà Nội. Tổng giám mục Ngô Quang Kiệt vắng mặt trong dịp họp Hội nghị Thường niên của Hội đồng Giám mục Việt Nam họp tại Giáo phận Xuân Lộc với lý do sức khỏe yếu kém. Sau khi trở về Việt Nam, Tổng giám mục Kiệt cũng có phát biểu đáp lại những đồn đoán::...Phải nói ngay rằng bổ nhiệm giám mục là quyền của Đức Thánh Cha chứ không thuộc thẩm quyền của Hội đồng Giám mục. Hội đồng Giám mục chắc chắn không dám lạm bàn vấn đề này. Đàng khác tiến trình bổ nhiệm giám mục là bí mật của Toà Thánh (secret pontifical) mà mọi người phải nghiêm cẩn tuân giữ. Có thể có những thăm dò. Nhưng thăm dò chỉ là tham khảo và không hề có tính quyết định. Cho nên chắc chắn các Đức Cha không bàn về những vấn đề không thuộc thẩm quyền. Giám mục Kiệt cũng đánh giá đây là một kì Hội nghị quan trọng đối với Giáo hội Công giáo tại Việt Nam, tuy vậy, ông cũng đánh giá các thông tin xung quanh hội nghị thật sống động, nên ông chỉ quan tâm và cầu nguyện cho Hội nghị.

#### Bổ nhiệm – ra mắt Tổng giám mục Phó
Ngày 22 tháng 4 năm 2010, Tòa Thánh bổ nhiệm Giám mục Phêrô Nguyễn Văn Nhơn – đang đảm trách vai trò Giám mục chính tòa Giáo phận Đà Lạt làm Tổng giám mục Phó Tổng giáo phận Hà Nội với quyền kế vị. Việc bổ nhiệm làm giáo dân có nhiều bất mãn. Đích thân giáo hoàng Biển Đức XVI đã quyết định chọn giám mục Nguyễn Văn Nhơn làm Tổng giám mục Phó Hà Nội. Trước khi Tòa Thánh công bố chính thức việc bổ nhiệm, nhiều trang web tung tin trước về việc này, điển hình là trang Nữ vương Công lý, phía Hội đồng Giám mục Việt Nam có thái độ lên án mạnh mẽ các thông tin dạng này, và cho rằng họ đưa tin loan báo chỉ một nửa sự thật, nhằm định hướng dân luận, có mục đích không tốt đẹp.
Ngay trong ngày, Giám mục Giuse Nguyễn Chí Linh, phó Chủ tịch Hội đồng Giám mục Việt Nam cùng với giám mục Giuse Võ Đức Minh, phó Tổng thư kí Hội đồng giám mục đã thay mặt Hội đồng Giám mục Việt Nam ra văn thư chúc mừng sự kiện này. Một ngày sau đó, Tòa giám mục Hà Nội ra văn thư thông báo về việc bổ nhiệm này, trong thư, Tổng giám mục Kiệt một lần nữa nhấn mạnh là Tân Tổng giám mục Phó được cử đến giúp đỡ mình do sức khỏe yếu kém. Trước đó, còn có nhiều đồn đoán cho rằng Tòa Thánh dự định bổ nhiệm Giám mục Nhơn làm Tân Tổng giám mục, nhưng sau đó vì áp lực dư luận, nên công bố bổ nhiệm như trên. Khi nhận được câu hỏi liệu Vatican có thay thế ông trong sứ vụ Tổng giám mục Hà Nội, Tổng Giám mục Kiệt trả lời::Đức cha đương kim Chủ tịch Hội đồng Giám mục Việt Nam là bậc đáng kính hoàn toàn xứng đáng nhiệm vụ Tổng giám mục... Tuy nhiên chúng ta đã biết quá trình bổ nhiệm một giám mục khá phức tạp phải thông qua nhiều bước... Một điều khá dễ hiểu, Tòa Thánh không thể nào làm một việc vô lý là bổ nhiệm Tổng giám mục trong khi Tổng giám mục đương nhiệm vẫn còn đó. Nhiều giáo dân tỏ ra khó chịu với quyết định bổ nhiệm này, họ đánh giá đây là một quyết định bổ nhiệm kì quặc: bổ nhiệm Tổng giám mục Phó có quyền kế vị tuổi đã 72, trong khi Tổng giám mục chính tòa mới 58, và Tổng giáo phận Hà Nội với 143 nhà thờ và 90 linh mục giáo phận không cần đến ba giám mục coi sóc (gồm Giám mục phụ tá). Việc phản đối diễn ra rất nhiều, cả trên các trang tin Công giáo, với nhiều bình luận tỏ ra phê phán Tòa Thánh Vatican cũng như Hội đồng Giám mục Việt Nam.
Giám mục Phanxicô Xaviê Nguyễn Văn Sang, nguyên giám mục phụ tá Hà Nội, nguyên giám mục Giáo phận Thái Bình nhận định việc bổ nhiệm Tân Tổng giám mục Phó Nguyễn Văn Nhơn thực chất chỉ là một chuyện dự phòng cho các biến cố về sức khỏe có thể xảy ra cho Tổng giám mục chính tòa Ngô Quang Kiệt. Giám mục Sang cũng đánh giá Tổng giám mục Kiệt rất có thể nhận tước vị Hồng y trong năm 2010 và cũng có thể tại vị Tổng giám mục chính tòa đến khi qua đời. Giám mục Sang cũng nhận định việc Giám mục Đà Lạt Nguyễn Văn Nhơn đã cao tuổi bị Tòa Thánh "đẩy" ra Hà Nội làm Tổng giám mục Phó là một biến cố không rõ là vui hay buồn cho cá nhân Giám mục Nhơn. Trước đó, Giám mục Nguyễn Văn Sang, đề nghị Tòa Thánh thực hiện biện pháp chậm rãi giải quyết vị trí Tổng giám mục Hà Nội bằng cách đặt một giám mục đương chức tại miền Bắc, xuất thân từ miền Nam, mà điển hình là Giám mục Giuse Nguyễn Chí Linh (Giáo phận Thanh Hóa) hay Antôn Vũ Huy Chương (Giáo phận Hưng Hóa làm giám quản trong một thời gian.
Ngày 29 tháng 4, chánh văn phòng Tòa Giám mục Hà Nội là linh mục Alphongsô Phạm Hùng ấn ký văn thư Thông báo về lễ ra mắt Tân Tổng giám mục Phó, trong thư có lời dặn dò xin anh chị em không mang những gì không cần thiết cho thánh lễ và tránh mọi thái độ, cử chỉ, hay lời nói có thể ảnh hưởng đến bầu khí thánh thiêng của phụng vụ. Giáo dân Nguyễn Hữu Vinh nhận xét: đây là những quy định mà hàng trăm năm lịch sử của giáo hội công giáo Việt Nam chưa bao giờ gặp phải.
Ngày 5 tháng 5, Giám mục Phụ tá Hà Nội Lôrensô Chu Văn Minh đi cùng với linh mục Quản hạt Nam Định, Nữ tu Bề trên Dòng Mến Thánh Giá Hà Nội và Nữ tu Bề trên Địa Hạt Hà Nội Dòng Thánh Phaolô rời Hà Nội vào Đà Lạt đón tân Tổng giám mục Phó. Chiều ngày 6 tháng 5, Tân Tổng giám mục Phó Nguyễn Văn Nhơn đã đến Hà Nội, bằng chuyến bay dài từ Đà Lạt và đáp xuống sân bay Nội Bài. Cùng đón ông có các linh mục mang trọng trách của Tổng giáo phận Hà Nội như linh mục Tổng đại diện, các linh mục quản hạt, các linh mục giáo sư chủng viện,... Tổng giám mục Ngô Quang Kiệt đón Tân Tổng giám mục Phó tại Tòa Tổng giám mục và họ đã trực tiếp gặp nhau vào 18 giờ 45. Sau đó, linh mục đoàn Tổng giáo phận Hà Nội, các giám mục khác có cuộc gặp gỡ Giám mục Nhơn lúc 20 giờ 15 phút tại nhà Hội Tòa Giám mục.
Sáng ngày 7 tháng 5 năm 2010, tại nhà thờ chính tòa Hà Nội thánh lễ ra mắt Tân Tổng giám mục Phó của Tổng giáo phận Phêrô Nguyễn Văn Nhơn đã được tổ chức. Giáo dân Tổng giáo phận ngược lại, lại lo ngại, sẽ có một sự thay đổi đối với vị giám mục giáo phận. Có một số giáo dân tập trung băng rôn khẩu hiệu hình ảnh Tổng Giám mục Giuse Ngô Quang Kiệt. Giáo dân có mặt tại khuôn viên nhà thờ chính tòa Hà Nội rất sớm. Từng nhóm nhỏ giáo dân tập trung với nhau và không khí chung khác xa so với các buổi lễ trọng thể khác. Giáo dân Nguyễn Hữu Vinh miêu tả khung cảnh trước nhà thờ: Một số giáo dân mang theo nhiều băng rôn khẩu hiệu hình ảnh Tổng giám mục Giuse Ngô Quang Kiệt, tình hình khá trật tự, duy chỉ có chút náo động khi có người đến thu một số băng rôn cũng như hình ảnh. Đồng tế thánh lễ có mặt rất nhiều Giám mục các giáo phận phía Bắc thuộc Giáo tỉnh Hà Nội, gồm các Giám mục của các giáo phận như Thanh Hóa, Phát Diệm, Hải Phòng, Bắc Ninh, Bùi Chu, Thái Bình, Hưng Hóa, Lạng Sơn,... Cũng có trên 150 linh mục từ các giáo xứ thuộc Tổng giáo phận Hà Nội, đặc biệt là một số linh mục đến từ Đà Lạt. Ngoài nhà thờ, các giáo dân hô to khẩu hiệu: Đức Tổng giám mục kính yêu, xin ở lại với chúng con. Trước buổi lễ, khi đoàn đồng tế tiến vào thánh đường đã có sự khác lạ, như lời của anh Vinh kể lại:Thánh lễ hôm nay rất lạ là đoàn đồng tế lại đi cửa nách đi vào cho tới khi hết lễ lại theo cửa hậu đi ra cho nên giáo dân người ta rất bức xúc. Giáo dân căng cờ biểu ngữ hai bên đường đi ra vì thấy tránh nên họ lại căng biểu ngữ bên cửa nách, khi ấy thì đoàn đồng tế lại ra cửa sau...
Trong bài đáp từ, Tân Tổng giám mục Phó cho rằng Tôi đến đây vì vâng lời Chúa và vâng lời Đức Thánh Cha. Đáng chú ý nữa là khi chúc mừng Giám mục Nguyễn Văn Nhơn, Giám mục Giuse Nguyễn Chí Linh, Phó chủ tịch Hội đồng Giám mục Việt Nam – Giám mục chính tòa Giáo phận Thanh Hoá đã nói rằng "Không thể phủ nhận được rằng việc bổ nhiệm này đã gây ra một số tranh cãi trong những ngày vừa qua. Có người bi quan cho đó là sai lầm của Toà Thánh Vatican, là dấu hiệu của một Hội đồng Giám mục Việt Nam đang bị phân hoá, bị khuynh loát, thậm chí là một trang sử buồn cho Giáo hội Việt Nam và cách riêng, cho Tổng giáo phận Hà Nội." Đây là lần đầu tiên trong lịch sử Giáo hội công giáo Việt Nam người ta được nghe một vị giám mục lên tiếng xác nhận một sự thật có liên quan đến quyết định của Tòa Thánh Vatican. Trong bài phát biểu ngắn gọn cuối lễ, Tổng giám mục Ngô Quang Kiệt kêu gọi giáo dân Hà Nội ủng hộ vị chủ chăn mới của giáo phận, ông cho rằng được giám mục Nhơn làm Tổng giám mục Phó là vinh dự của mình, ông cũng phát biểu dặn dò giáo dân:Anh chị em hãy yêu mến ngài như đã yêu mến tôi. Vì tôi đau yếu, ngài sẽ thay mặt tôi đảm trách những công việc của giáo phận, anh chị em hãy vâng phục ngài như đã vâng phục tôi.

#### Từ nhiệm

##### Lặng lẽ từ chức (12 – 13 tháng 5 năm 2010)
Ngày 5 tháng 5 năm 2010, trong một bản tin đăng tải trên trang Nữ vương Công lý khẳng định Tổng giám mục Kiệt chỉ còn đúng 8 ngày trên cương vị Tổng giám mục Tổng giáo phận Hà Nội, đồng thời loan báo lịch trình đón Tổng giám mục Phó cũng như ngày từ nhiệm. Sau đó gần một tuần, ngày 11 tháng 5, một bài báo trên trang Asia News cho rằng các nhà báo khẳng định rằng sự từ chức của vị tổng giám mục Hà Nội sẽ xảy ra vào ngày 13 tháng 5, mà trễ nhất là 18. Họ được lệnh từ Nhà nước phải mô tả việc từ chức của Tổng giám mục Kiệt là một chiến thắng của chính quyền đã buộc được Vatican phải đi theo "lộ trình". Dự kiến, các cán bộ địa phương sẽ sửa soạn một bữa tiệc linh đình vào cuối tuần để ăn mừng "chiến thắng".
Ông ra đi âm thầm ngay nửa đêm 12 tháng 5, mặc cho Giám mục Phụ tá Hà Nội Lôrensô Chu Văn Minh khuyên ông nên hoãn lại quyết định vài ngày để chào tiễn biệt giáo dân, khó giải thích nhưng ông trả lời rằng mình đã chuẩn bị thư giã từ. Thông báo ngày 12 tháng 5 năm 2010 của Văn phòng tòa Tổng Giám mục Hà Nội gửi cộng đồng giáo dân thuộc Tổng Giáo phận Hà Nội viết lý do là vì gần đây sức khỏe của Đức Tổng Giám mục Giuse lại suy yếu.Vì vậy ngài đã lên đường để tiếp tục chương trình chữa bệnh và dưỡng bệnh ở ngoại quốc. Thông báo do linh mục Alphongsô Phạm Hùng, Chánh Văn phòng ký, cũng kêu gọi giáo dân cầu nguyện cho Đức Tổng Giám mục Giuse của chúng ta mau chóng bình phục sức khỏe. Trước đó, linh mục chính xứ Thái Hà Vũ Khởi Phụng, được nghe Tổng giám mục Ngô Quang Kiệt nói rằng mình chuẩn bị vào Đan Viện Châu Sơn và nghỉ hưu tại đó. Châu Sơn cũng đã chuẩn bị phòng đón Nguyên Tổng giám mục và mọi đồ đạc đều đã được chuyển vào đan viện này. Linh mục Phụng cho rằng việc giám mục Kiệt đột ngột trong vòng hai mươi bốn tiếng rời khỏi Hà Nội là điều rất bất ngờ, không rõ nguyên nhân. Đồng thời, linh mục này cũng khẳng định rằng Vatican không hề ra lệnh cho Giám mục Kiệt làm như vậy. Trong một động thái mới, năm 2017, cộng đồng giáo dân hải ngoại đã gửi đến Giáo hoàng Phanxicô đơn xin minh xét cho Tổng giám mục Kiệt, trong thư so sánh việc ra đi của vị Tổng giám mục Hà Nội: Ngài bị chính anh em đuổi ngài ra khỏi đoàn chiên trong một đêm u ám, y như lúc dân Do Thái bắt Chúa Giêsu từ trong Vườn Cây Dầu. 
Ngày 13 tháng 5 năm 2010, Tòa Thánh chấp thuận đơn từ chức của tổng giám mục Giuse Ngô Quang Kiệt vì lý do sức khoẻ, chiếu theo khoản số 401 triệt 2 của Bộ Giáo Luật. Việc từ chức của Tổng giám mục Ngô Quang Kiệt được bộ ngoại giao Vatican xác nhận đã tuyên bố với chính quyền Việt Nam lí do là do sức khỏe. Tổng Giám mục phó Phêrô Nguyễn Văn Nhơn lên kế vị ông. Tổng giám mục Giuse Ngô Quang Kiệt khẳng định ông từ chức mà không bị áp lực nào hết và chính ông đã xin Tòa Thánh cho nghỉ, mặc dù có dư luận cho rằng việc này ông bị áp lực của Chính quyền Việt Nam, và có thể cũng của cả Vatican. Linh mục Nguyễn Văn Khải, Dòng Chúa Cứu Thế, Tu viện Thái Hà nhận định việc những tin đó thì những người sống trong Giáo hội và quan tâm đến đời sống của Giáo hội đã biết từ lâu, vấn đề chỉ còn là ngày công bố... Đấy là những chuyển biến gây ngỡ ngàng, bàng hoàng, đau đớn, thất vọng cho những người thiện chí của Việt Nam  Trước vấn đề này, Giám mục Kiệt trả lời phỏng vấn, được đăng trên trang web Hội đồng Giám mục Việt Nam vào tháng 4 năm 2010:
Bản thân tôi không bị áp lực nào hết. Tòa Thánh và Hội đồng Giám mục luôn ở bên cạnh tôi và bênh vực khi tôi bị công kích. Các ngài không bao giờ bảo tôi, dù là gợi ý xa xôi nhẹ nhàng, phải từ chức. Tôi chỉ bị áp lực của lương tâm trách nhiệm. Từ hai năm nay sức khỏe tôi sa sút không thể làm việc trí óc có hiệu quả. Tôi đã trình bày với Tòa Thánh để xin nghỉ vì lợi ích của Giáo hội, riêng của Tổng giáo phận Hà Nội. Khi đi Ad limina các Đức cha biết điều đó đã phản đối. Thậm chí các Đức cha trong giáo tỉnh Hà Nội còn viết đơn khiếu nại với Tòa Thánh. Nhưng khi hiểu hoàn toàn không có áp lực từ phía Nhà nước hay Tòa Thánh, các ngài đã tôn trọng ý kiến của cá nhân tôi.
Cùng ngày 13 tháng 5, ông viết thư chia tay với giáo dân Hà Nội, trong thư có đoạn:
Đã đến lúc tôi phải chia tay anh chị em. Thật khó khăn khi phải nói lời từ biệt. Nhất là khi anh chị em chưa sẵn sàng đón nhận việc ra đi của tôi...Nhưng tôi tin, với lòng quảng đại vốn có, anh chị em sẽ chấp nhận một sự việc không còn có thể thay đổi được.... Tôi tin chắc anh chị em sẽ yêu mến Đức cha Phêrô như đã yêu mến tôi và sẽ cộng tác với ngài như đã cộng tác với tôi. Ngài sẽ thay thế vị trí của tôi ở giữa cộng đoàn yêu thương của chúng ta, để mạch yêu thương không bao giờ đứt đoạn.
Nguyên Tổng giám mục cũng chia sẻ việc nộp đơn từ nhiệm, các Bộ của Tòa Thánh đều phản đối, nhưng khi trực tiếp đệ đơn lên Giáo hoàng, giáo hoàng đã cảm thông và chấp thuận.

##### Phản ứng
Sau khi Tổng giám mục Kiệt rời đi vào lúc nửa đêm, sáng hôm sau, lúc 10 giờ diễn ra lễ đồng tế Chúa Thăng Thiên. Lễ do Giám mục Phụ tá Chu Văn Minh chủ sự. Khác với các lễ trọng của Công giáo, lễ này giáo dân tham dự rất vắng, vắng hơn cả lễ ngày thường tại đây. Sau thánh lễ, đông đảo giáo dân tiến vào Tòa Tổng giám mục Hà Nội, cầm theo băng rôn, hình ảnh chân dung Tổng Giám mục Kiệt và tổ chức ca hát và cầu nguyện ngay tại đây. Đám đông giáo dân cũng tuyên bố:Nếu không có gì thay đổi, chúng tôi sẽ đến như thế này đủ 3 năm nữa....
Trước câu hỏi về việc sức khoẻ của Tổng giám mục Ngô Quang Kiệt liệu có trầm trọng đến nỗi phải nghỉ hưu, Giám mục Giuse Nguyễn Chí Linh - phó Chủ tịch Hội đồng Giám mục Việt Nam cho rằng Nguyên Tổng giám mục Hà Nội đã có bệnh từ trước nên đã làm đơn xin về hưu từ trước vụ viêc tại Thái Hà, ông cũng chia sẻ thêm:
Dư luận cứ cho đó là sức ép của phía nọ phía kia. Cách đây không lâu tôi đã trực tiếp hỏi Đức tổng Giuse nhiều lần, mãi đến mấy ngày vừa qua, chúng tôi rất ngạc nhiên không hiểu tại sao ngài lại từ chức vào lúc này. Ngài trả lời chỉ đơn giản là ngài không làm việc được. Mỗi lần nghĩ tới công việc thì đã bủn rủn tay chân. Cơ thể thì cứ ngày một suy nhược đi. Nhìn diện mạo bên ngoài của ngài thì có thể thấy được điều đó.
Hiện nay sắc diện của ngài không được hồng hào như trước đây. Ngài rất gầy gò, mặc dù trí nhớ của ngài thì vẫn rất minh mẫn, điều này thì không thể phủ nhận được. Sự tiều tụy của ngài có thể thấy được một cách rõ ràng.
Trong cuộc phỏng vấn, Giám mục Nguyễn Chí Linh cũng đánh giá công luận tạo nên sự ngờ vực trong giáo dân và ngay cả các linh mục. Ông cũng cho rằng:Nó tạo ra sự phân hóa hay hình thức hận thù nào đó đối với những nhân vật đang còn phục vụ giáo hội Việt Nam.  Vị giám mục Phó Chủ tịch Hội đồng giám mục cũng cho biết thêm là các giám mục thường nhận những e-mail chửi bới, xúc phạm và thô tục mỗi ngày nên dẫn đến sự dè dặt cho Hội đồng Giám mục khi lên tiếng nói. Một số giám mục trong Hội đồng Giám mục đã nêu lên ý kiến ra Thư Chung về vấn đề này, nhưng rồi lại phải cân nhắc cái này cái kia, và người có quyền quyết định lên tiếng hay không là Chủ tịch Phêrô Nguyễn Văn Nhơn, nay cũng đã về Hà Nội, ông cũng cho rằng nếu một giám mục tự soạn thảo Thư Chung thì không đủ tư cách. Trong cuộc phỏng vấn khác, vị Giám mục Thanh Hóa cho biết Nguyên Tổng giám mục đã bị mất ngủ từ thời còn làm Giám mục Lạng Sơn, nhưng sau này bệnh ngày một nặng thêm nên ông xin từ chức. Giám mục Linh cũng cho biết ban đầu Giám mục Kiệt gửi đơn đến Bộ Loan báo Tin Mừng cho các dân tộc (còn gọi là Bộ truyền giáo), cho Hồng y Ivan Dias nhưng mãi đến khi trình đơn lên Giáo hoàng thì mới được chấp thuận. Vị giám mục này cũng cho rằng Giáo hội Công giáo Việt Nam không hề bị chi rẽ sau sự kiện từ chức của Tổng giám mục Kiệt.
Ông từ chức vào thời điểm khi người Công giáo ở Hà Nội và Việt Nam lo ngại rằng họ đang phải đối mặt với một chiến thuật của chính phủ được thiết kế để phá hoại niềm tin vào Toà Thánh và Hội đồng Giám mục Việt Nam. Các thông tin mật từ Vatican về việc bổ nhiệm các giám mục mới tại Hà Nội và Vinh, chính quyền cố tình để lộ các tin tức, để thuyết phục người Công giáo là Roma đang theo một "lộ trình" của Việt Nam nhằm loại bỏ các giám mục "cứng đầu" có một lịch sử lâu dài quyết tâm và phản đối nỗ lực để hạn chế quyền tự do tôn giáo hoặc tạm giữ tài sản Giáo hội. Các chiến thuật đã vẽ một số giám mục Việt là "cộng tác viên" của nhà nước. Tổng giám mục kế vị, Phêrô Nguyễn Văn Nhơn, cũng được mô tả như là hợp tác với chính phủ để đẩy ông từ chức. Riêng về sự kiện này, Tân Tổng giám mục Nguyễn Văn Nhơn được các phương tiện truyền thông nhà nước loan báo, đã kế vị với sự chấp thuận từ phía Thủ tướng. Riêng linh mục Trần Công Nghị, giám đốc thông tấn xã Công giáo, lại cho rằng việc Vatican hy sinh Tổng giám mục Ngô Quang Kiệt để bang giao với Việt Nam thì không mang ích lợi, nên ông cho rằng sức ép từ Vatican là vô lý. Linh mục Nghị cũng cho rằng cả Hội đồng giám mục Việt Nam và Vatican đều không muốn mang danh tiếng xấu là ép buộc Giám mục Kiệt từ chức. Nhìn chung, dư luận chia thành nhiều ý kiến trái chiều về vụ việc, có thể chia thành ba nhóm: Nhóm thứ nhất cho rằng Vatican cần bang giao với Việt Nam nên đánh đổi Tổng giám mục Kiệt, nhóm thứ hai cho rằng trong nội bộ Vatican đưa thông tin sai lệnh, dẫn tới quyết định sai lầm của giáo hoàng, nhóm còn lại thì nhận định do sự cô đơn của Tổng giám mục Kiệt nên ông từ chức. Báo Asian News đánh giá: Các phương tiện truyền thông của chính phủ đang cố gắng tô vẽ lại thông cáo từ chức của Tổng giám mục Kiệt vì lý do sức khoẻ, như một chiến thắng của chính phủ, và tự cho mình là nhân tố quyết định của đời sống tôn giáo trong nước, thậm chí cả Giáo hoàng phải tuân theo.
Báo Asian Times và Dân Chúa USA nhận định việc từ chức của Tổng giám mục Kiệt được thúc đẩy vì mục đích ngoại giao. Cùng quan điểm, trang Catholic News nhận định chính quyền Việt Nam đã dùng điều kiện đánh đổi Tổng giám mục Kiệt với việc thăng tiến quan hệ ngoại giao. Chỉ sáu tuần sau vụ từ chức, Tòa Thánh và Việt Nam thảo luận thành công việc Tòa Thánh sẽ cử Đại diện Không thường trú tại Việt Nam. Việc bổ nhiệm đại diện không thường trú là một bất ngờ lớn đối với cả hàng giáo sĩ Việt Nam, trong đó có cả Hồng y Phạm Minh Mẫn. Trong quyển sách Tôn giáo và Ngoại giao (Religion and Public Diplomacy), tác giả Philip Seib nhận định việc cho Tổng giám mục Kiệt từ chức khiến Vatican bị nhìn nhận là phục tùng chính quyền Việt Nam.

## Nguyên Tổng giám mục Hà Nội (2010–nay)

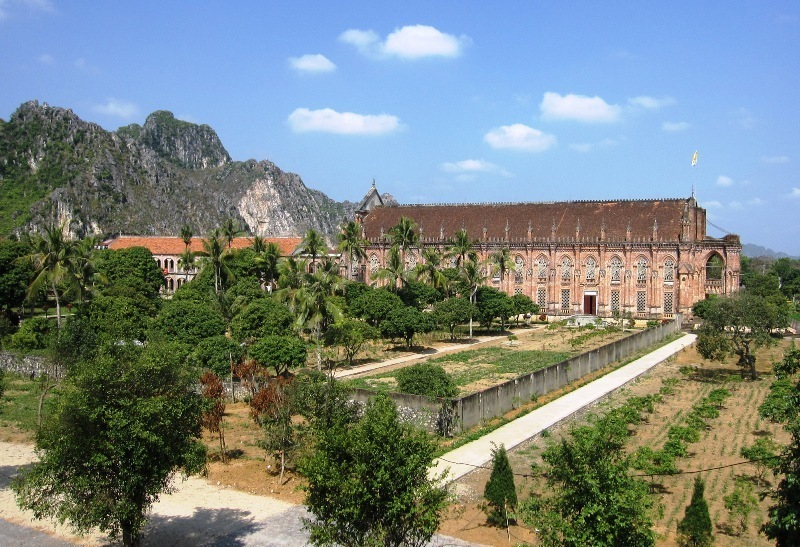
Toàn cảnh đan viện Châu Sơn

Trong chuyến viếng thăm Tòa Thánh sau sự kiệm Tổng giám mục Ngô Quang Kiệt hồi hưu, với chuyến đi kéo dài ba ngày từ ngày 31 tháng 5, Tổng giám mục Tổng giáo phận Thành phố Hồ Chí Minh là Hồng y Gioan Baotixita Phạm Minh Mẫn đã hội kiến với nhiều quan chức cấp cao của Tòa Thánh như Ngoại trưởng là Tổng giám mục Dominique Mamberti, thứ trưởng ngoại giao, Đức ông Ernesto Ballestrero. Ông còn có cuộc gặp với Hồng y Tổng trưởng Bộ truyền giáo Ivan Dias. Các cuộc hội kiến này chủ yếu bàn về tình hình giáo hội Việt Nam sau sự kiện thay thế Tổng giám mục Hà Nội. Hồng y Mẫn đánh giá cao sự nắm bắt thông tin của các nhân vật cấp cao tại Tòa Thánh, giáo hoàng Biển Đức XVI và hai bộ liên quan tôn trọng ý kiến riêng của Nguyên Tổng giám mục Giuse Ngô Quang Kiệt. Giáo hoàng tỏ ra quan tâm giáo hội Việt Nam bằng cách đích danh chọn Tân Tổng giám mục Nguyễn Văn Nhơn. Thông tin từ Tòa Thánh cũng cho Hồng y Mẫn biết Bộ ngoại giao Tòa Thánh nói rõ với Nhà nước Việt Nam rằng Tòa Thánh tôn trọng ý kiến của Nguyên Tổng giám mục Kiệt khi nhận đơn từ nhiệm.
Trong Phiên họp Hỗn hợp Vòng 2 Vatican – Việt Nam diễn ra vào tháng 6 năm 2010 tại Vatican, đoàn Việt Nam đã đề nghị Toà Thánh cấm không cho Nguyên Tổng giám mục Giuse Ngô Quang Kiệt về nước kể cả dịp Kì họp thường niên lần 2 năm 2010 của Hội đồng Giám mục Việt Nam diễn ra vào tháng 10 cùng năm và không được bổ nhiệm ông vào bất cứ chức vụ nào ở Toà Thánh. Tuy nhiên, Vatican cho rằng, giám mục Ngô Quang Kiệt chưa bị tước quyền công dân Việt Nam nên Toà Thánh không thể làm việc vi phạm nhân quyền, vi phạm pháp luật Việt Nam. Còn việc bổ nhiệm nhân sự ở Vatican, đó là công việc nội bộ mà Việt Nam không nên can thiệp.
Năm 2010, ông đi thăm nước Mỹ vừa công tác mục vụ, vừa chữa bệnh, chính quyền ra lệnh cấm ông trở lại Việt Nam. Thời gian cuối ông đang ở Austin (Texas), nhiều người biết chuyện khuyên ông ở lại Mỹ tiếp tục trị bệnh, rồi nhiều nơi, nhiều nhà dòng sẵn sàng tiếp nhận ông, nhưng ông quyết tâm trở lại Việt Nam. Cũng trong thời gian tịnh dưỡng tại Hoa Kỳ, nhiều người muốn gặp gỡ, tiếp xúc, phỏng vấn nhưng ông đều từ chối vì cho rằng có giải thích cũng không thể đáp ứng thoả mãn hay giải toả trọn vẹn những thắc mắc và nghi vấn của nhiều người trong hoàn cảnh phức tạp của Giáo hội Việt Nam. Chưa đầy ba tháng sau khi ra nước ngoài chữa bệnh, Nguyên Tổng giám mục Hà Nội đã trở về Việt Nam ngày 6 tháng 8 năm 2010. Nguyên Tổng giám mục Hà Nội cũng nghỉ ngơi tại Đại chủng viện Boston trong hai tháng. Sau đó, ông bay đường vòng qua một số nước Châu Âu để trở về Việt Nam trong bí mật. Hiện nay Nguyên Tổng giám mục Hà Nội đang cư trú tại Đan Viện Châu Sơn (cách Tòa Giám mục Hà Nội 105 km về phía Nam) vào các dịp lễ lớn của Công giáo, ông vẫn dâng lễ tại đây.
Về Ninh Bình, chính quyền làm hết sức để trục xuất ông đi. Họ kiến nghị lên trung ương, Giám mục Kiệt là thành phần nguy hiểm, ngoài ra, chính quyền cũng kiến nghị với Tòa Thánh. Tuy vậy, Hội đồng Giám mục Việt Nam và Tòa Thánh không đồng quan điểm của họ. Được biết, sau khi muốn đuổi ông ra nước ngoài không được, chính quyền xin trả ông về lại Giáo phận gốc Long Xuyên, nơi ông học đại chủng viện và được đào tạo làm linh mục, nhưng ông không chấp nhận:"Tôi được giáo hội phân bổ ra miền Bắc làm việc, nên tôi ở đây." Trước sức ép liên tục của chính quyền Ninh Bình, ông bèn trả lời: Tôi có hộ khẩu chính thức ở Hà Nội, thuộc về giáo phận Hà Nội. Nếu ở Ninh Bình khó quá thì tôi phải quay về Hà Nội...

### Thăm viếng
Ba ngày sau khi Tổng giám mục Kiệt trở về Việt Nam và lui về Đan viện Châu Sơn sinh sống, phái đoàn Tổng giáo phận Hà Nội do Tổng giám mục kế vị Nguyễn Văn Nhơn và Giám mục Phụ tá Lôrensô Chu Văn Minh dẫn đầu đã đến Đan viện Châu Sơn để thăm Nguyên Tổng giám mục Hà Nội. Cũng dịp này, Nguyên Tổng giám mục Kiệt nhận định sức khỏe mình đã dần dần hồi phục kể từ khi đến cư trú tại Đại chủng viện Boston. Ông còn cho biết thêm rằng mình đã ăn uống ngủ nghỉ như bình thường nên nét mặt đã trở lại tươi vui. Nhân dịp sinh nhật thứ 58 của ông, phái đoàn từ Tổng giáo phận Hà Nội do Tổng giám mục Nhơn và các linh mục trong Tòa Giám mục đã đến đan viện chúc mừng. Chiều cùng ngày, phái đoàn Giáo phận Lạng Sơn và Cao Bằng nhanh chóng tổ chức chuyến đi thăm nguyên giám mục của giáo phận này. Phái đoàn do Giám mục Đặng Đức Ngân dẫn đầu.
Ngày 28 tháng 1 năm 2011, phái đoàn Giáo phận Thanh Hóa do Giám mục Nguyễn Chí Linh dẫn đầu, đến thăm và chúc Tết Tổng giám mục Ngô Quang Kiệt. Sau đó ít tháng, ngày 4 tháng 3, phái đoàn Giáo phận Lạng Sơn và Cao Bằng do Giám mục Giuse Đặng Đức Ngân cùng nhiều linh mục giáo phận này đã đến chức mừng lễ bổn mạng Nguyên Tổng giám mục Giuse Ngô Quang Kiệt. Cùng lý do, phái đoàn Giáo phận Thanh Hóa do Giám mục Giuse Nguyễn Chí Linh đến thăm Tổng giám mục Kiệt vào ngày 17 tháng 3 sau đó. Nhiều phái đoàn khác cũng đến thăm viếng Tổng giám mục Kiệt nhân dịp này.
Ngày 12 tháng 3 năm 2012, cũng nhân dịp quan thầy Tổng giám mục Kiệt, phái đoàn Tổng giáo phận Hà Nội lại đến Đan viện Châu Sơn Ninh Bình để chúc mừng Tổng giám mục Kiệt. Phái đoàn do Tổng giám mục Nguyễn Văn Nhơn và Giám mục Phụ tá Chu Văn Minh. Trước đó, nhiều linh mục và phái đoàn các giáo xứ trong Tổng giáo phận Hà Nội cũng đã đến thăm và chúc mừng Tổng giám mục Kiệt.
Mừng Tết 2014, đoàn từ Tổng giáo phận Hà Nội, do Tổng giám mục kế vị Phêrô Nguyễn Văn Nhơn và Giám mục phụ tá Lôrensô Chu Văn Minh đã đến Đan viện Xitô thăm ông. tại đây, Giám mục Nhơn chúc tết ông mà mong ông luôn cầu nguyện cho giáo phận cũng như luôn là  một biểu tượng tinh thần cho đoàn chiên Chúa.  Ngày 15 tháng 3 cùng năm, phái đoàn do Giám mục Phụ tá Chu Văn Minh cũng đến Đan viện Châu SƠn chúc mừng nhân dịp lễ quan thầy của Nguyên Tổng giám mục Ngô Quang Kiệt.
Ngày 9 tháng 2 năm 2015, một số thành viên trong Tông đoàn Gioan Phaolô II và Câu lạc bộ FX Nguyễn Văn Thuận do linh mục Giuse Đỗ Đình Tư, Chủ tịch của Tông dẫn đầu từ đến chúc Tết Nguyên Tổng giám mục Kiệt. Nhiều đoàn khách đến chúc Tết Nguyên Tổng giám mục Kiệt và ông cũng có lịch mục vụ kín hết Mùa Chay.
Ngày 16 tháng 1 năm 2016, phái đoàn dẫn đầu là các Giám mục Phát Diệm gồm Nguyên Giám mục chính tòa Giuse Nguyễn Văn Yến, nguyên Giám mục Giám quản - Giám mục chính tòa Giáo phận Thanh Hóa Giuse Nguyễn Chí Linh và Giám mục chính tòa Giuse Nguyễn Năng đã đến thăm và chúc tết ông tại Đan viện Châu Sơn.
Ngân khánh linh mục
Nhân dịp 25 năm linh mục của ông, ngày 23 tháng 5 năm 2016, đoàn giáo phận Phát Diệm do linh mục Tổng Đại diện dẫn đầu gồm các nhiều linh mục cũng như nữ tu dòng Mến Thánh giá Phát Diệm đã đến thăm Nguyên Tổng giám mục Ngô Quang Kiệt. Ông cũng cho biết mong muốn học tập Giám mục Phát Diệm mừng dịp ngân khánh linh mục trong âm thầm và cũng công bố sẽ chuyển những quà tặng gồm có phong thư đến Vũng Áng, trao tặng những người đang gặp khó khăn, thiếu thốn do bị ảnh hưởng ô nhiễm môi trường biển Formosa. Nhân dịp Ngân khánh, Tổng giám mục Kiệt dự định này cho xuất bản sách Suy niệm lời Chúa hằng ngày để tặng khách đến thăm, nhưng lại chuẩn bị chưa kịp. Thay vào đó, ông xuất bản tập sách Sống Lòng thương xót theo gương Mẹ Tê-rê-xa, gồm những bài suy niệm và giảng tĩnh tâm trong Năm Thánh Lòng Thương Xót. Ông còn cho biết ngoài số sách với mục đích cho tặng, ông cũng bán số còn lại gây quỹ trao tặng cho người dân tại Vũng Áng.
Vào sáng ngày 31 tháng 5 năm 2016, ở Đan Viện Châu Sơn Ninh Bình, đoàn giám mục miền Bắc đã đến thăm ông và dâng lễ kỉ niệm 25 năm linh mục cho ông, đồng tế có Hồng y Phêrô Nguyễn Văn Nhơn – người kế vị ông và Giám mục Phụ tá Lôrensô Chu Văn Minh từ Tổng giáo phận Hà Nội, Giám mục từ các giáo phận trong Giáo tỉnh Hà Nội đến từ các giáo phận như Bắc Ninh, Hưng Hóa, Hải Phòng, Phát Diệm, Vinh và Giáo phận Lạng Sơn và Cao Bằng, cùng đông đảo linh mục từ khắp nơi. Những ngày trước đó các giáo hạt thuộc tổng giáo phận Hà Nội đã lần lượt đến chúc mừng ông nhân dịp này. Lúc đầu Gíám mục Kiệt dự định cử hành lễ kỉ niệm trong âm thầm trong Thánh lễ theo lịch của Đan viện lúc 5 giờ sáng nhưng với sự gợi ý của người kế vị là Hồng y Phêrô Nhơn, Nguyên Tổng giám mục Kiệt đã đồng ý để Đan viện đón tiếp các giáo dân và các giáo sĩ đến dâng lễ tạ ơn cùng ông.
Chiều ngày 14 tháng 6 năm 2016, phái đoàn Giáo phận Thanh Hoá do Giám mục chính tòa Giuse Nguyễn Chí Linh dẫn đầu, phái đoàn có khoảng 100 linh mục đến thăm Nguyên Tổng giám mục Ngô Quang Kiệt nhân dịp kỉ niệm 25 năm linh mục, sáng hôm sau, cả phái đoàn dâng lễ đồng tế với Tổng giám mục Kiệt tại thánh đường Đan viện Thánh Mẫu Châu Sơn (Nho Quan – Ninh Bình) để chúc mừng dấu mốc này trong cuộc đời Tổng giám mục Kiệt.
Nhân dịp tết cổ truyền Việt Nam, ngày 19 tháng 1 năm 2018, phái đoàn Giáo phận Lạng Sơn và Cao Bằng đã đến đan viện chúc mừng Giám mục Ngô Quang Kiệt. Phái đoàn được dẫn đầu bởi Giám mục Giuse Châu Ngọc Tri, giám mục giáo phận và nhiều giáo sĩ, tu sĩ cùng giáo dân.

### Mục vụ

#### Hoạt động giai đoạn 2010 – 2015
Trong hai năm liên tiếp sau khi về Châu Sơn, đẩu và cuối năm 2011, Tổng giám mục Ngô Quang Kiệt quyết định viết sách, ông viết và xuất bản liên tiếp hai cuốn Đi trong ánh sáng lời Chúa tập I và II, toàn bộ tiền thu được từ công việc này, ông quyết định dùng để ủng hội quỹ học bổng ơn gọi tu trì do chính Tổng giám mục Kiệt quản lí.
Nhân dịp Giáng sinh năm 2012, Tổng giám mục Ngô Quang Kiệt gửi đến Ủy ban Bác ái Xã hội phần quà là 100 xe lăn cho người nghèo. Việc phân bố phần quà này do Giám mục Giuse Nguyễn Văn Yến, Phó Chủ tịch Uỷ ban Giáo tỉnh Hà Nội thực hiện.
Một Bản lên tiếng được đăng trên trang blog Thanh niên Công giáo ngày 27 tháng 1 năm 2013 phản đối các bản án từ 2 đến 13 năm đối với các nhà hoạt động trẻ, phần lớn thuộc Dòng Chúa Cứu Thế về tội danh "tuyên truyền chống nhà nước" và "âm mưu lật đổ chính quyền". Phía Giáo hội Công giáo, có Tổng giám mục Ngô Quang Kiệt và Giám mục Phaolô Maria Cao Đình Thuyên kí tên ủng hộ. Cùng trong khoảng thời gian này, nhân dịp Nhà nước Việt Nam lấy ý kiến rộng rãi nhân dân về việc sửa đổi hiến pháp, các nhà trí thức, cựu quan chức cao cấp và các nhà bất đồng chính kiến đã đệ trình kiến nghị lên Quốc hội, trong đó nêu lên quan ngại dự thảo của chính phủ vi phạm nhân quyền, dân quyền và pháp quyền. Đơn kiến nghị cũng cho rằng chỉ có một quốc gia tự do, dân chủ và đa đảng mới có thể phục vụ lợi ích chung của tất cả công dân. Bản kiến nghị này cũng lan truyền trên Internet, và cho đến cuối tháng 2 thu hút được hơn 5.600 chữ ký. Tổng giám mục Ngô Quang Kiệt, Giám mục Phaolô Nguyễn Thái Hợp và Giuse Nguyễn Chí Linh cũng kí tên ủng hộ bản kiến nghị này.
Ngày 25 tháng 10 năm 2013, ông đến thăm và chúc mừng Giáo phận Lạng Sơn và Cao Bằng nhân dịp kỷ niệm 100 năm thành lập. Cùng đi với Tổng giám mục Giuse Kiệt còn có linh mục Bề trên Dòng Xitô Châu Sơn và các linh mục khác. Đón tiếp ông và phái đoàn có Giám mục chính tòa Giáo phận Giuse Đặng Đức Ngân, linh mục Tổng đại diện Giáo phận Lạng Sơn và Cao Bằng Giuse Trần Đức Hạnh, linh mục Đại diện Giám mục Giuse Nguyễn Ngọc Thể, cùng các linh mục trong Giáo phận này.

#### Tích cực hoạt động: 2016–nay
Ngày 3 tháng 3 năm 2016, Nguyên Tổng giám mục Ngô Quang Kiệt đã đến Dòng Chúa Cứu thế Hà Nội để viếng linh mục Matthêu Vũ Khởi Phụng, nguyên chính xứ Thái Hà và phụ trách Dòng Chúa Cứu Thế tại giáo xứ này, người đã trả lời rất nhiều cuộc phỏng vấn trong năm 2008 về sự kiện Khâm Sứ – Thái Hà. Tháng 4 năm 2016, nhân dịp họp Hội đồng Giám mục tại Giáo phận Thái Bình, một người bạn thân thiết từ thuở nhỏ, giám mục Giuse Vũ Duy Thống đã ghé Đan viện Châu Sơn Nho Quan để thăm Giám mục Ngô Quang Kiệt. Đây cũng là lần cuối cùng Nguyên Tổng giám mục gặp lại bạn của mình, trước khi giám mục Thống qua đời tháng 3 năm 2017.
Ngày 27 tháng 9 năm 2016, Nguyên Tổng giám mục Ngô Quang Kiệt đi thăm hỏi các nạn nhân thảm họa môi trường biển tại giáo xứ Đông Yên. Nhân tiện, đoàn đã đến Đại Chủng viện Vinh Thanh dâng lễ cho các chủng sinh tại đây. Nguyên giám mục cũng chia sẻ cùng các chủng sinh:Người chủng sinh linh mục, một mặt giữ lấy căn tính của mình, không để "men biệt phái" thấm nhiễm, lại còn phải luôn là người chiến sĩ can đảm trong cuộc chiến để giành phần thắng cho chân lý. Ngày 3 tháng 10 cùng năm, Tổng giám mục Kiệt huần dụ khai mạc khóa thường huấn các nữ tu đã được khấn trọn, gồm 42 nữ tu đến từ 24 cộng đoàn khác nhau.
Chiều ngày 8 tháng 11 năm 2016, giám mục Ngô Quang Kiệt đã đến giáo họ Phú Lễ, giáo xứ Tân Hội, (Hương Khê, Hà Tĩnh). Tại đây, ông đã có cuộc gặp bất ngờ với Nguyên giám mục chính tòa Giáo phận Kon Tum Micae Hoàng Đức Oanh và Giám mục chính tòa Giáo phận Vinh Phaolô Nguyễn Thái Hợp. Tại đây phái đoàn của các giám mục và linh mục tháp tùng đã trao nhiều phần quà là tiền mặt giúp đỡ bà con giáo dân trong vùng lũ lụt khó khăn.
Giám mục Giuse Vũ Duy Thống, giám mục Phan Thiết, người bạn thuở nhỏ của ông, được thông báo bệnh nặng vào ngày 27 tháng 2 năm 2017, trong suốt những ngày này, Nguyên Tổng giám mục Ngô Quang Kiệt liên lạc và thăm hỏi, đồng thời dâng nhiều lời cầu nguyện cho giám mục này. Ngoài ra, ông còn mở lại và lắng nghe các băng nhạc của giám mục Thống. Giám mục Vũ Duy Thống qua đời không lâu sau đó, vào ngày 1 tháng 3, và ngày 4 tháng 3, Nguyên Tổng giám mục Giuse cùng các đan sĩ dâng lễ cầu nguyện cho cố giám mục.
Ngày 22 tháng 5 năm 2017, Nguyên Tổng giám mục Ngô Quang Kiệt đã đến thăm và động viên hai linh mục đi đòi quyền lợi cho người dân trong vụ Formosa đầu độc môi trường biển, đó là linh mục Antôn Đặng Hữu Nam và linh mục Gioan Baotixita Nguyễn Đình Thục tại giáo xứ Phú Yên. Đây là lần thứ ba nguyên Tổng giám mục đến giáo xứ này khích lệ giáo dân đứng lên giành quyền sống còn của mình.
Vụ tranh chấp đất đai tại Đan viện Thiên An, Huế đang có chuyển biến xấu. Cuối tháng 6, đan viện này bị tấn công và triệt hạ thánh giá dựng tại đồi thông của đan viện. Ngày 10 tháng 7, Tổng giám mục Ngô Quang Kiệt đã đến thăm hỏi các đan sĩ bị tấn công và động viên tinh thần cho họ. Ông là giám mục thứ ba đến đây, sau Tổng giám mục Huế Giuse Nguyễn Chí Linh và Nguyên giám mục Giáo phận Kon Tum Micae Hoàng Đức Oanh. Trong buổi phỏng vấn sau đó, Nguyên Tổng giám mục Kiệt lên án gay gắt: Chính quyền nghĩa là quyền chính đáng công khai hay là công quyền của người dân, phải có tính cách quang minh chính đại. Bây giờ người ta dùng côn đồ, dùng lực lượng đen tối là những lực lượng ở ngoài pháp luật. Nếu hai lực lượng giống như là ánh sáng và bóng tối nhưng chính người ta lại hợp tác với nhau thì khó coi rồi, mà nó còn lẫn lộn vào nhau thì thật là đáng buồn. Suy thoái đạo đức thật là thê thảm Tổng giám mục Kiệt cũng biểu lộ sự đau buồn về biểu tượng Thánh giá bị phá hủy.
Ngày 20 tháng 8 năm 2017, Hội Dòng Xitô Thánh Gia, hội dòng của Đan viện Châu Sơn kỉ niệm 100 năm thành lập, cùng cử hành nghi thức khai mở Năm Thánh cho cộng đồng đan viện. Lễ được chủ sự bởi Đan viện trưởng Đa Minh Savio Nguyễn Tuấn Hào, Đan viện Phó, Tổng giám mục Giuse Ngô Quang Kiệt cùng đông đảo linh mục, chủng sinh trong đan viện. Một lễ ban phép lành được cử hành sau đó vào ngày 4 tháng 11 với chủ tế là Giám mục Giuse Nguyễn Năng, Giám mục Phát Diệm, Tổng giám mục Ngô Quang Kiệt đồng tế, cùng đông đảo linh mục, đan sĩ, tu sĩ trong ngoài đan viện cũng như giáo phận Phát Diệm.
Đầu tháng 10, Tổng giám mục Ngô Quang Kiệt tại Châu Sơn tiếp tục hướng dụ thường huấn cho các nữ tu Dòng Mến Thánh Giá Hà Nội. Ngày 27 tháng 12 cùng năm, nguyên Tổng giám mục Ngô Quang Kiệt và Giám mục Giáo phận Phát Diệm Giuse Nguyễn Năng đến cùng nhiều linh mục, tu sĩ đến Tòa Giám mục Thanh Hóa thăm Tổng giám mục Huế Giuse Nguyễn Chí Linh, cũng là Giám quản Thanh Hóa và chúc mừng tổng giám mục Linh nhân dịp kỉ niệm 25 năm linh mục. Sau đó ít ngày, ngày 6 tháng 10, ông đồng tế với đông đảo linh mục đoàn Giáo phận Thái Bình và ba giám mục khác, chủ sự nghi thức tiễn biệt Giám mục Phanxicô Xaviê Nguyễn Văn Sang vừa qua đời trước đó không lâu.
Từ ngày 1 đến ngày 6 tháng 12 năm 2017, Nguyên Tổng giám mục Hà Nội chủ sự nghi thức tĩnh tâm cho các ứng viên Phó tế cũng như linh mục của Giáo phận Thái Bình. Địa điểm tĩnh tâm cũng là Đan viện Châu Sơn. Cũng tại Đan viện, từ ngày 30 đến ngày 31 tháng 12 năm 2017, Dòng Chúa Cứu Thế tổ chức Hội thảo chủ đề loan báo Tin Mừng. Tại đây, Tổng giám mục Kiệt cùng tham dự, có huấn từ và đồng tế và giảng lễ trong ngày thứ hai của hội thảo.
Liên Dòng tu nữ miền Bắc Việt Nam tổ chức khóa bồi dưỡng năm 2018, với sự tham gia của 109 nữ tu từ 21 Hội dòng, Tu đoàn và Tu hội. Khóa học kéo dài từ ngày 5 đến 10 tháng 3 năm 2018. Tại khóa học này, Tổng giám mục Ngô Quang Kiệt tham gia giảng huấn tại ngày khai mạc.

### Sức khỏe – cuộc sống
Tháng 6 năm 2014, trả lời câu hỏi từ phía đoàn hành hương khi được hỏi về tình hình sức khoẻ khi họ thấy ông gầy, ông cho biết từ khi về Đan viện Châu Sơn sức khỏe ông đã cải thiện hơn nhiều, Nguyên Tổng giám mục cũng cho biết, ông vui khi được sống trong bầu khí trong lành của Đan viện và được cầu nguyện và chiêm niệm lời Chúa tại đây. Trả lời thẳng vấn đề sức khỏe, ông cho biết mỗi đêm ông chỉ có thể ngủ 4 tiếng, có khi chỉ còn 2 tiếng. Ban ngày, Nguyên tổng giám mục chỉ có thể đọc và viết tối đa 45 phút. Nói về sức ép lên sức khỏe, đây có lẽ là hậu quả của stress quá lớn khi ông còn ở Hà Nội. Về Châu Sơn, ông tiếp tục làm việc: cầu nguyện cho Giáo hội, thế giới, đất nước và dân tộc, tĩnh tâm cho sinh viên, các hội đoàn, dòng tu, đến các Phó tế chuẩn bị chịu chức linh mục. Ông còn viết các bài giảng lễ Chúa Nhật, viết suy niệm, và in sách. Ông cũng là người đóng góp ý kiến làm thay đổi diện mạo đan viện Châu Sơn, tạo không gian thuận tiện để nhiều người đến thăm viếng và tĩnh tâm. Vườn Fatima, một công trình đang được thi công dựa trên ý tưởng của ông.
Trả lời phỏng vấn của VietCatholic nhân dịp kỉ niệm 25 năm linh mục về vấn đề cuộc sống hiện tại, ông cho rằng: Việc chính của tôi là nghỉ ngơi. Đan viện là nơi thích hợp để nghỉ ngơi... Ngoài ra tôi cũng có thời giờ đón tiếp khách hành hương cầu nguyện. Giúp các đoàn tĩnh tâm Đặc biệt giới trẻ. Khi được hỏi về sức khỏe, ông cũng cho biết:Sức khoẻ tôi khá hơn. Nhưng mong manh. Tôi không còn sử dụng sức khoẻ. Nhưng phải nương theo sức khoẻ. Và phải biết chăm sóc cho nó. Cùng vấn đề sức khoẻ, trong một cuộc phỏng vấn khác vào giữa tháng 6 năm 2016, ông trả lời:Chúa ban cho sức khỏe dạo này cũng khá. Công việc chính là nghỉ (Ngài cười), những giờ khác có thể đi làm vườn, giảng tĩnh tâm.
Sau dịp ngân khánh linh mục, ông để dành tất cả những gì được biếu tặng đem đến tặng cho người dân chịu ảnh hưởng bởi thảm cảnh môi trường ở Nghệ An. Nhận xét về tình cảnh và con người nơi đây, ông cho rằng:Tình cảnh của bà con Giáo dân quá đau khổ, xót quê hương, kể như họ rất cô đơn trên lối tối tăm thì họ bày tỏ một cảm xúc rất mãnh liệt... Khi chứng kiến tất cả đời sống của họ cũng như đi thăm tất cả các bờ biển, tôi cảm thấy đau xót, có thể nói là một cảnh chết chóc...Hết sức là đau xót, xung quanh đó hết sức là hoang tàn, không còn sức sống, người ta ai cũng mệt mỏi, rã rời và buồn chán. Đề cập về nguyên nhân, ông cho rằng:cái chết này là do cái chết của tâm hồn con người. Tôi thấy có ít nhất có bốn cái chết: cái chết của lương tâm, cái chết của luân lý, cái chết của lý trí, cái chết của chính trị

### Đề nghị phục chức
Năm 2017, 1.500 người ký thỉnh nguyện thư gửi Giáo hoàng Phanxicô xin minh xét cho cựu Tổng giám mục Hà Nội Ngô Quang Kiệt, thông qua Đại diện không thường trú của Tòa Thánh, Tổng giám mục Leopoldo Girelli đề nghị bổ nhiệm cho nguyên Tổng giám mục một vị trí thích hợp. Một số cá nhân ở các nước như Mỹ, Canada, Bỉ, Pháp,... cho rằng: "Cựu Tổng Giám mục Joseph Ngô Quang Kiệt luôn đứng trước đàn chiên, tuyên bố sẵn sàng chết hay bị tù vì đoàn chiên. Ngài không bỏ chiên, nhưng Ngài bị chính Bề trên, quyền lực Giáo hội tại Vatican chấp nhận yêu sách của sói, buộc Ngài phải rời khỏi đoàn chiên". Tuy vậy, khi được hỏi về vấn đề này, Nguyên Tổng giám mục chỉ cho rằng mình "đang muốn nghỉ ngơi". Đài Châu Á Tự Do có buổi trò chuyện với linh mục Lê Ngọc Thanh, đặc trách Phòng Công lý và Hòa bình của Dòng Chúa Cứu Thế Sài Gòn để thảo luận về vấn đề này. Linh mục Thanh cho rằng bức thư nêu lên được vấn đề hiện tại là thời điểm thích hợp để giáo hoàng xem xét lại trường hợp Tổng giám mục Kiệt, không hề nêu rằng giáo hoàng nên phục chức Tổng giám mục Hà Nội cho Giám mục Ngô Quang Kiệt. Linh mục Thanh cũng đánh giá từ khi giám mục Kiệt về hưu thì sức khỏe ông hồi phục rất nhanh và dường như không có gì nghiêm trọng. Linh mục Thanh nhận định bức thư này là dấu mốc trưởng thành của giáo dân. Linh mục Thanh cũng cho hay trước đó cũng có tiền lệ trong vụ việc của Nguyên Tổng giám mục Huế Stêphanô Nguyễn Như Thể.

## Tiền nhiệm và kế nhiệm tại các giáo phận

### Tiền nhiệm
Giám mục chính tòa Tiên khởi của Giáo phận Lạng Sơn và Cao Bằng Vinh Sơn Phạm Văn Dụ già yếu, sức khỏe đã giảm sút. Ngày 9 tháng 3 năm 1998, Tòa Thánh chấp thuận đơn từ nhiệm của Giám mục Phạm Văn Dụ, đồng thời bổ nhiệm Hồng y - Tổng giám mục Tổng giáo phận Hà Nội Phaolô Giuse Phạm Đình Tụng làm giám quản Tông Tòa Giáo phận này. Hồng y Tụng giữ chức vụ này cho đến ngày 11 tháng 7 năm 1999, khi Tân giám mục chính tòa Ngô Quang Kiệt về nhận giáo phận.
Khoảng thời gian từ năm 1998–1999, Hồng y Phạm Đình Tụng già yếu nhiều lần phải di chuyển đến La Vang là Đại diện Giáo hoàng, chủ sự tại đây nhiều lễ nhân dịp kỉ niệm 200 năm Đức Mẹ La Vang. Vì thấy được sự khó nhọc cũng như sức khỏe của Hồng y Tụng suy yếu, Hội đồng Giám mục Việt Nam đề nghị Tòa Thánh cử Chủ tịch Hội đồng là Giám mục Phaolô Nguyễn Văn Hòa từ Giáo phận Nha Trang ra Tổng giáo phận Hà Nội trợ giúp Hồng y Tụng. Tuy vậy, sau ba năm dài vận động, thương thuyết giữa Tòa Thánh và chính quyền đều không đạt được thỏa thuận này. Vì vậy Tòa Thánh loại bỏ phương án này.
Tòa Thánh và chính quyền Việt Nam thảo luận về giám mục mới đến Tổng giáo phận Hà Nội. Hai bên nhanh chóng đạt được thỏa thuận chọn Giám mục Lạng Sơn và Cao Bằng Ngô Quang Kiệt. Toà Thánh công bố việc tuyển chọn Giám mục Ngô Quang Kiệt làm Giám quản Tông Tòa Tổng giáo phận Hà Nội ngày 26 tháng 4 năm 2003. Sau đó, Tòa Thánh bổ nhiệm Giám mục giám quản Ngô Quang Kiệt làm Tổng giám mục chính tòa Tổng giáo phận Hà Nội ngày 19 tháng 2 năm 2005.
Ở giáo phận Thanh Hóa, Giám mục chính tòa Bartôlômêô Nguyễn Sơn Lâm qua đời ngày 9 tháng 6 năm 2003. Tòa Thánh bổ nhiệm Đức ông Gioan Baotixita Lưu Văn Khuất làm Giám quản Tông tòa Giáo phận Thanh Hóa. Đức Ông Khuất sau đó cũng qua đời ngày 27 tháng 10 năm 2003. Một ngày sau, Tòa Thánh bổ nhiệm Giám mục Ngô Quang Kiệt làm Giám mục Giám quản Tông Tòa Giáo phận Thanh Hóa.
Sau khi giám mục chính tòa Giáo phận Bắc Ninh Giuse Maria Nguyễn Quang Tuyến đột ngột qua đời tại Hòa Kì ngày 23 tháng 9 năm 2006. Tổng giám mục Ngô Quang Kiệt giám quản giáo phận, Giám mục Kiệt trao quyền quản lí cho hai linh mục Giuse Trần Quang Vinh và Giuse Nguyễn Văn Kinh.

### Kế nhiệm
Ở giáo phận Thanh Hóa, ngày 12 tháng 6 năm 2004, Giáo hội Việt Nam chính thức công bố Tòa Thánh bổ nhiệm linh mục Giuse Nguyễn Chí Linh, hiện đang là Giáo sư Đại chủng viện Nha Trang làm Giám mục chính tòa Giáo phận Thanh Hóa vào ngày 21 tháng 5 năm 2004. Tân giám mục Nguyễn Chí Linh được tấn phong giám mục vào ngày 4 tháng 8 sau đó. Giám mục Giám quản Ngô Quang Kiệt là giám mục Phụ phong cho Tân giám mục Linh.
Giám mục Giuse Ngô Quang Kiệt được thuyên chuyển làm Tổng giám mục Hà Nội ngày 19 tháng 2 năm 2005. Ông trở thành Giám mục Giám quản Tông tòa Giáo phận Lạng Sơn và Cao Bằng đến khi Tòa Thánh bổ nhiệm linh mục Giuse Đặng Đức Ngân làm Giám mục chính tòa Giáo phận này vào ngày 12 tháng 10 năm 2007. Tân giám mục Ngân được tấn phong vào ngày 3 tháng 12 cùng năm. Tổng giám mục Ngô Quang Kiệt - giám quản Tông tòa Giáo phận Lạng Sơn và Cao Bằng chính là Giám mục Chủ phong cho Tân giám mục Ngân.
Tại giáo phận Bắc Ninh, Tổng giám mục Ngô Quang Kiệt, trưởng Giáo tỉnh Hà Nội quản lí giáo phận sau thời gian trống tòa. Ngày 4 tháng 8 năm 2008, Tòa Thánh bổ nhiệm linh mục Dòng Tên Cosma Hoàng Văn Đạt, Giám đốc Tu đức Đại Chủng viện Thánh Giuse Hà Nội làm Giám mục chính tòa Giáo phận này. Tân giám mục Đạt được tấn phong ngay sau đó vào ngày 7 tháng 10.
Tại Tổng giáo phận Hà Nội, sau sự kiện đe dọa đuổi Tổng giám mục Kiệt ra khỏi Hà Nội năm 2008, đã có nhiều đồn đoán và dị nghị. Tuy nhiên, mãi đến giữa năm 2009, Tổng giám mục Kiệt mới cho biết mình đã đệ nộp đơn xin về hưu. Ngày 22 tháng 4 năm 2010, Tòa Thánh bất ngờ bổ nhiệm Chủ tịch Hội đồng Giám mục Việt Nam, giám mục chính tòa Giáo phận Đà Lạt Phêrô Nguyễn Văn Nhơn làm Tổng giám mục Phó Hà Nội. Nhiều sự lo lắng và cả phản đối diễn ra trong sáng ngày 7 tháng 5, lễ ra mắt tân Tổng giám mục Phó. Ngày 13 tháng 5, chỉ một tuần sau khi ra mắt Tổng giám mục Phó, Tòa Thánh loan tin chấp thuận đơn xin nghỉ hưu của Tổng giám mục Kiệt. Trước đó, thông tin này đã rò rỉ nên giáo dân không còn bất ngờ về sự kiện này. Tổng giám mục Phó Nguyễn Văn Nhơn đương nhiên kế vị trở thành Tổng giám mục chính tòa Tổng giáo phận Hà Nội.

## Những đóng góp chính đối với Công giáo Việt Nam

### Giáo phận Lạng Sơn và Cao Bằng
Giám mục Ngô Quang Kiệt là vị giám mục đã tái thiết lại giáo phận Lạng Sơn và Cao Bằng, sao gần 50 năm không có các linh mục trực tiếp chăm sóc mục vụ cho giáo dân tại đây. Khi nhận giáo phận, tại đây chỉ có một linh mục 96 tuổi và một nữ tu trên 100 tuổi cùng nhiều cơ sở mục vụ quan trọng như Tòa Giám mục, Nhà thờ chính tòa và Tiểu chủng viện hoang tàn, đổ nát. Giám mục Kiệt có công lớn trong việc cho khôi phục các cơ sở tôn giáo của giáo phận: khởi công nhà thờ chính tòa mới cho giáo phận, hoàn thiện Tòa Giám mục, cho tu bổ nhiều nhà thờ đổ nát: nhà thờ Bản Lìm, Thanh Sơn, Cao Bình, Thất Khê, Bó Tờ.... Ngoài ra, ông còn chủ động đào tạo các linh mục cho giáo phận. Thời kì ông làm quản lí, giáo phận Lạng Sơn và Cao Bằng có thêm 7 linh mục, 9 chủng sinh, khoảng 20 ứng sinh và 3 dòng nữ. Theo số liệu thống kê khác, năm 1999, Giáo phận Lạng Sơn và Cao Bằng có 5000 giáo dân, đến khi Giám mục Kiệt về Hà Nội năm 2005, thì số liệu thống kê năm 2004 cho biết số giáo dân đã tăng lên 6.078. Giám mục Kiệt được nhìn nhận là đã nỗ lực không mệt mỏi nhằm tạo đà tăng trưởng cách bền vững cho giáo phận.
Từ khi về quản nhiệm giáo phận năm 1999 đến tháng 9 năm 2001, Giám mục Ngô Quang Kiệt đã cho phân phát khoảng 1.200 quyển Tân Ước cho các gia đình Công giáo, thông qua chiến dịch "Mỗi gia đình, một quyển Kinh Thánh." Giáo phận Lạng Sơn và Cao Bằng cũng quyết định tổ chức ba lớp giảng dạy kinh thánh: lớp trẻ em dưới 15 tuổi, lớp người lớn dưới 35 tuổi và lớp những người trên 35 tuổi. Ngoài ra, giáo phận cũng tổ chức hai cuộc thi giáo lý dành cho trẻ em dưới 15 tuổi.
Giám mục Ngô Quang Kiệt cũng chúc trọng việc mục vụ giáo dân, chia sẻ trong lần về thăm Giáo phận nhân dịp Tết Nguyên Đán 2010, Tổng giám mục Kiệt cho biết vẫn gòn ghi nhớ những hoàn cảnh và tên của những giáo dân ông từng tiếp xúc khi cai quản giáo phận. Trong thời kì khốn khó của Giáo phận khi không có linh mục, trong dịp lễ Giáng sinh, Giám mục Kiệt cử hành hai lễ, với địa điểm cách xa nhau hàng chục cây số đường rừng, những giáo dân đi xa đến sớm được Giám mục Kiệt tiếp đón và cùng trú ngụ tại Tòa Giám mục. Năm 1999, vị tân giám mục trẻ tuổi vừa được bổ nhiệm đã quyết định đi đến những vùng hẻo lánh, ít giáo dân để đến thăm những người còn giữ đạo, dùng đường sá đồi núi hiểm trở và sình lầy. Ngoài ra, ông còn cung cấp về tài chính giúp các học sinh theo học các trường chuyên nghiệp, cung cấp tài liệu sách, phim chủ đề Công giáo cho các Giáo xứ và giảng hòa những tranh chấp giữa người Công giáo và các tín hữu tôn giáo khác.
Giám mục Ngô Quang Kiệt được đánh giá là đã khai phá không ngừng nghỉ tại giáo phận, sau chỉ hơn sáu năm giáo phận đã trở nên trù phú, những cơ sở tôn giáo được tái thiết, những hoạt động xã hội giúp người dân nghèo không phân biệt tôn giáo đã được phát triển tại nhiều nơi, những lớp bổ túc văn hóa, học chữ, học nghề được khai mở.

### Tổng giáo phận Hà Nội
Khi Giám mục Ngô Quang Kiệt về làm Giám quản Tông Tòa Sede Plena năm 2003, Tổng giáo phận Hà Nội có khoảng 304.000 giáo dân, chiếm 5,1% dân số địa bàn Tổng giáo phận, với 45 linh mục, 4 linh mục dòng và 130 giáo xứ. Đến khi ông rời nhiệm vụ Tổng giám mục Hà Nội, theo thống kê năm 2009, Tổng giáo phận Hà Nội đã có đến 337.000 giáo dân, chiếm 5,23% dân số. Số liệu niêm giám mới nhất khi công bố Tân Tổng giám mục Phó cho biết: Tổng giáo phận có khoảng 335.000 giáo dân, 143 giáo xứ và 90 linh mục.
Website đầu tiên của Tổng giáo phận Hà Nội cũng được hình thành dưới thời Tổng giám mục Kiệt, vào tháng 3 năm 2005, với địa chỉ www.giaophanhanoi.org với định dạng ngôn ngữ bằng tiếng Việt. Trang Đại chủng viện cũng được hình thành trong cùng khoảng thời gian này. Tổng giám mục Ngô Quang Kiệt cũng từng truyền chức cho rất nhiều linh mục của Tổng giáo phận Hà Nội, hơn 60 linh mục, trong khoảng thời gian từ năm 2003 đến hết năm 2009. Trong chuyến đi công tác tháng 2 năm 2006 tại Australia, Tổng giám mục Ngô Quang Kiệt đã gặp ông Peter Tannock, Phó Hiệu trưởng đại học Notre Dame để nhận học bổng Ciara Glennon, qua đó đào tạo mỗi năm 2 linh mục hoặc nữ tu cho Tổng giáo phận Hà Nội, học bổng sẽ kéo dài trong 3 năm học.
Tổng giám mục Ngô Quang Kiệt có tinh thần quan tâm chăm sóc đến gia đình các linh mục trong Tổng giáo phận, trong mỗi dịp Tết Nguyên Đán, ông dành chiều mùng 1 và sáng mùng 2 tết để đến thăm thân nhân, đặc biệt là cha mẹ của các linh mục. Các dịp lễ lớn như Giáng sinh hay năm mới, Tổng giám mục Kiệt quyết định đến dâng lễ tại các giáo xứ xa xôi và khó khăn.

### Đào tạo chủng sinh Giáo tỉnh Hà Nội
Đảm nhận chức vị Giám đốc Đại chủng viện Thánh Giuse Hà Nội từ tháng 5 năm 2003 đến tháng 9 năm 2005, một Đại chủng viện đào tạo linh mục cho tám giáo phận miền bắc, thuộc Giáo tỉnh Hà Nội, Tổng giám mục Hà Nội Ngô Quang Kiệt đã có nhiều đóng góp quan trọng cho việc đào tạo chủng sinh, thông qua thỏa thuận cải thiện việc tuyển tân chủng sinh vơi chính quyền. Giám mục Phêrô Nguyễn Văn Đệ đánh giá những cải cách này của Tổng giám mục Kiệt là:[Tổng giám mục Ngô Quang Kiệt] đã thay đổi triệt để trong việc quản lý và cải tiến chất lượng đào tạo tại đại chủng viện.
Tháng 3 năm 2005, dưới thời Tổng giám mục Kiệt, Đại chủng viện đã có trang web riêng bằng tiếng Việt, song song với trang Tổng giáo phận cũng được hình thành trong thời gian này. Tháng 9 cùng năm, Tổng giám mục Kiệt quyết định rời bỏ chức Giám đốc Chủng viện, một động thái khác biệt so với hầu hết các đời tổng giám mục Hà Nội, là kiêm nhiệm chức Giám đốc Đại chủng viện. Ông cũng cho thành lập ban giám đốc mới của chủng viện và trao quyền tự quyết cho ban này. Kế vị Giám mục Kiệt trong cương vị Giám đốc là linh mục Lôrensô Chu Văn Minh cùng hai phó giám đốc Gioan Maria Vũ Tất và Giuse Nguyễn Văn Điềm.
Tổng giám mục Ngô Quang Kiệt đã thỏa thuận với Uỷ ban Tôn giáo Chính phủ, đồng thuận việc cho Đại chủng viện Thánh Giuse Hà Nội được tuyền sinh mỗi năm một lần và không giới hạn số lượng. Đây là thỏa thuận quan trọng trong việc đào tạo chủng sinh không chỉ cho Tổng giáo phận Hà Nội mà còn có vai trò quan trọng cho Giáo tỉnh Hà Nội, vì trước đó, Đại chùng viện chỉ được tuyển sinh hai năm một lần và với số lượng hạn chế từ 10 – 15 tân chủng sinh.

### Giáo hội Việt Nam

#### Mục vụ
Tổng giám mục Ngô Quang Kiệt đóng vai trò là chủ phong cho 2 giám mục và phụ phong cho 2 giám mục trong các nghi lễ truyền chức từ năm 2001 đến năm 2008, với đa phần các tân giám mục thuộc Giáo tỉnh Hà Nội, trừ trường hợp của Giám mục Giuse Vũ Duy Thống, được truyền chức làm Giám mục Phụ tá Tổng giáo phận Thành phố Hồ Chí Minh, với tư cách là một bạn học thân thiết. Trong các tân giám mục được ông truyền chức, có đương kim Tổng giám mục Tổng giáo phận Huế Giuse Nguyễn Chí Linh.
Ông cũng từng đảm trách rất nhiều vị trí Giám quản Tông Tòa tại các giáo phận thuộc Giáo tỉnh Hà Nội như: Giám quản Tông Tòa Tổng giáo phận Hà Nội (2003–2005), Giám quản Tông Tòa Giáo phận Thanh Hóa (2003 – 2004), Giáo phận Lạng Sơn và Cao Bằng (2005–2007) và Giáo phận Bắc Ninh (2006–2008). Đặc biệt, trong thời kì làm Giám quản tại Bắc Ninh, năm 2007, Tổng giám mục Kiệt chính thức công bố bí mật của giáo phận này, là "linh mục Tổng Đại diện" Đa Minh Đinh Huy Quảng đã qua đời cách đó 15 năm đã được truyền chức Giám mục Phụ tá của Giáo phận vào năm 1975, nhưng vẫn âm thầm giữ bí mật đến khi qua đời.
Trong Hội đồng Giám mục Việt Nam, Tổng giám mục Ngô Quang Kiệt từng đảm nhiệm vị trí Phó Tổng Thư kí từ năm 2001 đến năm 2007, sau đó được chọn làm Tổng thư kí và giữa chức vụ này từ năm 2007 đến năm 2008. Tổng giám mục Kiệt mà một trong số ít các giám mục Việt Nam có lòng dũng cảm dưới sự quấy nhiễu từ chính quyền Việt Nam, theo đánh giá của Asian News. Tổng giám mục Kiệt cũng được nhận định là biểu tượng rõ nét nhất của việc đấu tranh bất bạo động cho Công lý và hòa bình tại Việt Nam.
Sau khi từ nhiệm, Tổng giám mục Ngô Quang Kiệt cầu nguyện cho Giáo hội, thế giới, đất nước và dân tộc, tĩnh tâm cho sinh viên, các hội đoàn, dòng tu, các Phó tế chuẩn bị được truyền chức linh mục. Ngoài ra, ông còn tham gia các hoạt động khác như viết các bài giảng lễ Chúa Nhật, viết suy niệm và in sách. Ông cũng là người đóng góp ý kiến trong việc thay đổi hạ tầng đan viện Châu Sơn, mà điển hình là công trình "Vườn Fatima". Ông cũng lập quỹ tài trợ ơn gọi tu trì và đích thân quản lí.

#### Các hoạt động từ thiện, phục vụ cộng đồng
Toàn bộ các quà chúc mừng Tân Tổng giám mục Hà Nội, Tổng giám mục Ngô Quang Kiệt quyết định dùng để tặng cho bệnh nhân các trại phong ở miền Bắc. Trên cương vị Giám đốc Đại chủng viện Thánh Giuse Hà Nội, Tổng giám mục Ngô Quang Kiệt đề xướng hoạt động đưa các chủng sinh đến Bệnh viện phong da liễu Văn Môn chăm sóc y tế các bệnh nhân tại đây.
Đầu tháng 11 năm 2008, mưa lũ lớn tại Hà Nội và một số tỉnh miền Bắc khiến nhiều vùng ngập sư, Tổng giám mục Ngô Quang Kiệt quyết định đã đến Làng Tám, phường Giáp Bát để thăm các nạn nhân lũ lụt và trường Bế Văn Đàn, nơi có một học sinh đã chết đuối. Cũng trong tháng này, ông khởi xướng việc thành lập "Nhóm Emmaus" với mục đích đưa kiến thức HIV tới các người dân vùng sâu vùng xa và khuyến khích hạn chế việc phân biệt đối xử với người nhiễm HIV. Trong cùng năm, đầu tháng 12, giám mục Kiệt đến Giáo phận Vinh hỗ trợ cấp phát trợ cấp lũ lụt.
Nhân dịp Giáng sinh năm 2012, Tổng giám mục Ngô Quang Kiệt gửi đến Ủy ban Bác ái Xã hội phần quà là 100 xe lăn cho người nghèo. Việc phân bố phần quà này do Giám mục Giuse Nguyễn Văn Yến, thực hiện. Tháng 5 năm 2016, khi nhận được các quà mừng và phong thư nhân dịp Ngân khánh linh mục, nguyên Tổng giám mục Kiệt quyết định dùng toàn bộ số quà mừng này để tặng những người đang gặp khó khăn, thiếu thốn do bị ảnh hưởng ô nhiễm môi trường biển Formosa. Ngoài ra, ông còn cho xuất bản tập sách Sống Lòng thương xót theo gương Mẹ Tê-rê-xa và bán một số lượng sách gây quỹ trao tặng cho người dân tại Vũng Áng. Sau đó, tháng 11 năm 2016, giám mục Ngô Quang Kiệt đã đến giáo họ Phú Lễ, giáo xứ Tân Hội, (Hương Khê, Hà Tĩnh) trao nhiều phần quà là tiền mặt giúp đỡ bà con giáo dân trong vùng lũ lụt khó khăn.

### Liên hệ quốc tế, tham dự Thượng Hội đồng
Tổng giám mục Ngô Quang Kiệt rất quan tâm đến vấn đề liên kết hỗ trợ từ các cộng đoàn Công giáo tại nhiều quốc gia và thu được nhiều lợi ích đáng kể. Chỉ một thời gian ngắn sau khi nhận giáo phận Lạng Sơn và Cao Bằng, Giám mục Ngô Quang Kiệt thực hiện chuyến đi Hoa Kỳ vào tháng 11 năm 2000. Chuyến đi này kết hợp việc thăm họ hàng thân hữu cùng việc vận động giáo dân xin hỗ trợ tái thiết giáo phận Lạng Sơn và Cao Bằng. Các tư liệu được trình bày về giáo phận của Giám mục Kiệt đã khiến nhiều giáo dân xúc động. Chuyến đi nhận được nhiều giáo dân ủng hộ về tiền tái thiết.
Trong phiên họp lần thường niên lần thứ hai năm 1999, các Giám mục nhất trí chọn các giám mục dự Thượng Hội đồng Giám mục Thế giới về Giám mục đự kiến được tổ chức năm 2000. Trong số 5 giám mục được chọn, có Giám mục Ngô Quang Kiệt. Thượng Hội đồng sau đó được tổ chức từ ngày 30 tháng 9 đến ngày 27 tháng 10 năm 2001, với chủ đề:Giám mục: Người tôi tớ của Phúc âm Chúa Giêsu Kitô vì niềm Hy vọng của Thế giới ("The Bishop: Servant of the Gospel of Jesus Christ for the Hope of the World").
Ngày Tòa Thánh công bố bổ nhiệm làm Tổng giám mục Hà Nội, Tân Tổng giám mục Ngô Quang Kiệt đang có chuyến viếng thăm Hoa Kỳ. Tại đây Tân Tổng giám mục và được Hồng y Roger Michael Mahony, Tổng giám mục đô thành Tổng giáo phận Los Angeles mời đến thuyết giảng tại Đại hội Giáo lý Tổng giáo phận Los Angeles. Chiều cùng ngày, ông chủ sự lễ tại nhà thờ Tam Biên, Orange County, nơi có số giáo dân Việt Nam khá đông. Sau khi nhận dây Pallium ngày 29 tháng 6, Tổng giám mục Kiệt đến thăm giáo phận Warszawa-Praga, Ba Lan theo lời mời của Giám mục Giáo phận này là Tổng giám mục Sławoj Leszek Głódź, trong chuyến đi, ông có dịp học hỏi kinh nghiệm khi có dịp gặp Hội đồng Giám mục Ba Lan.
Tháng 2 năm 2006, Tổng giám mục Kiệt đến thăm Australia, theo lời mời của Tổng giám mục Tổng giáo phận Perth. Trong chuyến đi này, ông đã đến gặp ông Peter Tannock, Phó Hiệu trưởng đại học Notre Dame đế nhận học bổng đào tạo mỗi năm 2 linh mục hoặc nữ tu, học bổng sẽ kéo dài trong 3 năm học. Cùng năm, ngày 21 tháng 10, Tổng giám mục Kiệt cùng nhiều giám mục Việt Nam đến Hoa Kỳ tham dự lễ khánh thành nguyện đường Đức Mẹ La Vang tại Washington D.C. Trở về Việt Nam, Tổng giám mục Kiệt trong vai trò đại diện Công giáo Việt Nam đón chào Tổng thống Hoa Kỳ George W. Bush vào ngày 19 tháng 11 tại Nhà thờ Cửa Bắc.
Sau khi chuyến bay chở đoàn ngoại giao cao cấp của Ba Lan, bao gồm cả Tổng thống nước này vào ngày 10 tháng 4 năm 2010, Tổng giám mục Hà Nội Ngô Quang Kiệt cũng dâng lễ cầu nguyện cho họ. Thánh lễ này cũng cho mời Đại sứ Ba Lan đến để chia buồn.

### Các bài suy niệm
Tổng giám mục Kiệt có nhiều bài giảng, bài suy niệm được trích dẫn trên nhiều trang web giáo phận: Tổng giáo phận Thành phố Hồ Chí Minh, Tổng giáo phận Huế, Vinh,,... các hội dòng: Xitô Thánh Gia, Giáo hoàng Học viện Piô X Đà Lạt,... Nhưng hiện nay, phần lớn các bài suy niệm của ông được đăng trên trang Hội dòng Xitô Thánh gia, là hội dòng của Đan viện Châu Sơn mà ông đang cư ngụ: 
- Tấm bánh đời thường – Loạt bài suy niệm Tuần XXX Thường niên.[412]
- Đào tạo trái tim – bài giảng lễ Chúa nhật 17 Thường niên năm B.[413]
- Giảng lễ 19 tháng 2 năm 2003 tại Nhà thờ chính tòa Đà Lạt.[414]
- Đổi mới cuộc đời.[415]
- Bừng sáng lên - Bài giảng lễ Chúa hiển linh.[416]
- Tình yêu cứu độ – Bài suy niệm Chúa nhật 11 Thường niên năm C.[417]
- Đi gieo Tin Mừng – Bài suy niệm Chúa nhật V Thường niên năm B.[418]
- Con đường hạt lúa – Bài suy niệm lễ Các thánh tử đạo Việt Nam.[419]
- Chứng nhân tình yêu – Bài suy niệm lễ Các thánh tử đạo Việt Nam.[419]
- Sống vì đạo – Bài suy niệm lễ Các thánh tử đạo Việt Nam.[419]
- Sứ điệp Fatima – Bài giảng lễ kỉ niệm 100 năm Đức Mẹ Fatima.[420]
- Lý lẽ của trái tim – Bài suy niệm lễ Chúa nhật 25 Thường niên năm A.[421]
- Tha thứ – Bài suy niệm lễ Chúa nhật 24 Thường niên năm A.[422]
- Ánh sáng chiếu soi trần gian – Bài giảng lễ Đời sống Thánh hiến 2015.[423]
- Sinh lại trong Thần Khí - Bài giảng lễ mừng 60 tuổi.[424]
- Ma quỷ thời đại mới – Bài suy niệm Chúa nhật IV Thường niên năm B.[425]
- Trái tim mục đồng – Bài suy niệm Lễ Rạng Đông Giáng sinh.[426]
- Hãy cứu lấy gia đình, hãy cứu lấy trẻ thơ – Bài suy niệm lễ Đêm Giáng sinh.[427]
- Chứng nhân của ánh sáng – Bài suy niệm Chúa nhật III Thường niên năm B.[428]
- Dọn đường cho Chúa – Bài suy niệm Chúa nhật II Thường niên năm B.[429]
- Tỉnh thức và cầu nguyện – Bài suy niệm Chúa nhật I Thường niên năm B.[430]
- Tình yêu đáp lại hận thù – Bài suy niệm Chúa nhật Lễ Lá.[431]

Tổng giám mục Ngô Quang Kiệt cũng chính là tác giả của vài quyển sách về các bài giảng và chiêm niệm:
- Đi trong ánh sáng lời Chúa – tập I (2010)[432]
- Đi trong ánh sáng lời Chúa – tập II (2011)
- Sống Lòng thương xót theo gương Mẹ Tê-rê-xa (2016)
- Suy niệm lời Chúa hằng ngày

## Đánh giá
Nhà báo Anh Quang, viết trên báo Hà Nội mới ngày 20 tháng 9 năm 2008, đánh giá Giám mục Ngô Quang Kiệt:
| “ | Những hành vi sai trái của ông Ngô Quang Kiệt thời gian qua là có hệ thống. Ông ta đã không thực hiện đúng chức trách Tổng Giám mục Hà Nội, không thực hiện đúng bổn phận công dân đối với đất nước, dân tộc, chia rẽ khối đại đoàn kết toàn dân, phát ngôn miệt thị dân tộc... | ” |

Linh mục Vũ Khởi Phụng, nêu lên lý do ông cho rằng giáo dân có cảm tình lớn với Tổng giám mục Ngô Quang Kiệt:
| “ | Người ta cho rằng Đức Tổng là người dám nói thật, nói thẳng và dám đấu tranh cho công lý. Thật sự ra, những điều Ngài nói là những điều giáo dân đã suy nghĩ từ lâu mà không có ai nói thay cho, bây giờ họ thấy Đức Tổng có những lập trường như vậy thì họ cho rằng đã nói đúng ý của họ, đã nói đúng những điều cần nói. | ” |

Trên báo Thể thao và Văn hóa có nhận định về con người Tổng giám mục Hà Nội:
| “ | ...Ông [Ngô Quang Kiệt] đã không thực hiện đúng chức trách với cương vị là Tổng giám mục giáo phận Hà Nội, Không thực hiện đúng pháp luật tín ngưỡng, tôn giáo không thực hiện đúng bổn phận của một công dân đối với đất nước, dân tộc, chia rẽ khối đại đoàn kết toàn dân tộc, không thực hiện đúng theo phương châm của những người có tôn giáo ở trên đất nước Việt Nam là sống "tốt đời, đẹp đạo". Hơn thế, ông còn phát ngôn miệt thị chính dân tộc, đất nước mình gây bức xúc, phẫn nộ trong nhân dân Thủ đô. | ” |

Nguyễn Bảo Tư viết trên trang dòng Đa Minh:
| “ | Tổng giám mục Ngô Quang Kiệt không thể là người dễ dàng buông xuôi phó mặc, hay, chỉ biết vâng phục tuân lời để đến nỗi thành một nạn nhân đáng thương. Ngược lại, dường như ông đã trù liệu, dự tính tất cả; ông đã từng bước thực hiện mọi việc một cách bền bỉ, kỹ lưỡng, bất chấp những ngáng trở, cạm bẫy và sức khoẻ bản thân để đạt đến mục đích cuối cùng. | ” |

Trong quyển sách Công giáo Việt Nam: một số vấn đề nghiên cứu được viết bởi Viện khoa học xã hội Việt Nam và Viện Tôn giáo Việt Nam, chủ biên là Phó Giáo sư Tiến sĩ Nguyễn Hồng Dương, có nhận định:
| “ | Giám mục Kiệt là người đi theo đường hướng ôn hoà, thích nghi với thời đại. | ” |

Trong một bài viết về việc dự đoán Tổng giám mục Ngô Quang Kiệt sẽ sớm được thăng tước Hồng y và cũng có thể là trong năm 2006, Ngọc Loan viết trên báo Viet Catholic có nhận định:
| “ | Riêng đối với Đức Tổng giám mục Ngô Quang Kiệt cai quản Tổng giáo phận Hà Nội nếu thật sự được vinh thăng Hồng y kỳ này thì phải nói đó là con đường quá ngắn, điều này nói lên tinh thần mục vụ quá nổi bật của Ngài. Với một tinh thần rất khiêm tốn, tín thác tất cả lên Thiên Chúa quan phòng để lo cho dân Chúa, mở rộng cánh đồng truyền giáo bằng cách cổ võ và chăm chú huấn luyện ơn gọi lo cho tương lai của giáo hội nhưng đồng thời cũng chu đáo ân cần lo cho người bất hạnh. | ” |

Linh mục Nguyễn Hồng Giáo, OFM có nhận định về Tổng giám mục Kiệt:
| “ | Tôi thấy thái độ của Đức nguyên Tổng giám mục Hà Nội Giuse Ngô Quang Kiệt trong tình hình nóng bỏng vừa qua thật đáng khâm phục. Ngài luôn nhìn vụ việc có liên quan đến mình một cách bình an tin tưởng trong tinh thần Giáo hội, như một người con đích thực của Giáo hội và như một chủ chăn đầy trách nhiệm; ngài tỏ ra "tự do" và "can đảm" khi lặp đi lặp lại rằng mình không hề bị áp lực mà chỉ muốn lợi ích của Hội Thánh mà thôi, cho dù biết rằng một tuyên bố như thế sẽ không hợp với chờ đợi của một số thành phần ủng hộ ngài. Và quả thực có những người không bằng lòng. Nếu người ta yêu mến ngài, thiết tưởng phải tin vào ngài, thay vì chỉ nhấn mạnh những điều đúng với ý mình và nghi ngờ những điều khác... | ” |

Báo Tuyên giáo có đánh giá toàn bộ chuỗi sự kiện tranh chấp đất đai tại Hà Nội:
| “ | ...Đứng bên ông Tổng Giám mục Ngô Quang Kiệt, còn có một số vị chức sắc Thiên chúa giáo như Vũ Khởi Phụng, Nguyễn Văn Khải, Nguyễn Ngọc Nam Phong,... Họ phụ họa với nhau, "kẻ xướng, người tùy". Họ lợi dụng sự khoan dung của Nhà nước để từng bước lấn tới. Họ cố tình đẩy một sự việc thuần túy dân sự sang lĩnh vực chính trị, từ đó vừa tìm cách khuếch trương thanh thế, vừa vu cáo Nhà nước Việt Nam "đàn áp tôn giáo", "vi phạm nhân quyền"(!) | ” |

Anphongsô Hoàng Gia Bảo đánh giá con người Tổng giám mục Ngô Quang Kiệt:
| “ | Đức tính cương trực thẳng thắn nhìn thấy nơi Đức cha Kiệt cho phép tôi tin Ngài không thuộc hạng ham hố danh vọng. Vả lại một khi đã chọn cho mình con đường tu hành, hơn ai hết Ngài hiểu giáo hội không cho phép Ngài có thêm bất cứ danh hiệu chức tước gì khác ngay cả trong các tổ chức xã hội, huống chi là lãnh đạo, lãnh tụ chính trị. | ” |

Giám mục Lôrensô Chu Văn Minh, trong một buổi phỏng vấn, có đưa ra nhận định về Tổng giám mục Ngô Quang Kiệt:
| “ | Tôi may mắn được làm việc phụ giúp Đức Tổng Giám mục Giuse, Ngài lấy khẩu hiệu là "Chạnh lòng thương", đó là trái tim cảm nghiệm yêu thương. Ngài đã sống và thực hiện phương châm yêu thương đó đối với các thành viên trong hàng giáo sĩ của Tổng giáo phận Hà Nội. Từ những bậc cao niên đã nghỉ hưu như Đức Hồng y Phaolô Giuse, Đức cha Phaolô, những linh mục già cả đến những linh mục yếu đuối về khía cạnh nào đó, cả đến các chủng sinh, các ứng sinh và những người giúp việc trong nhà, mọi người đều được Ngài quan tâm săn sóc chu đáo. | ” |

## Tông truyền
Tổng giám mục Giuse Ngô Quang Kiệt được tấn phong giám mục năm 1999, dưới thời Giáo hoàng Gioan Phaolô II, bởi:
- Giám mục Chủ phong: Giám mục chính tòa Giáo phận Long Xuyên Gioan Baotixita Bùi Tuần
- Hai giám mục Phụ phong: Giám mục Emmanuel Lê Phong Thuận, giám mục chính tòa Giáo phận Cần Thơ và giám mục Phanxicô Xaviê Nguyễn Văn Sang, giám mục chính tòa Giáo phận Thái Bình.

Tổng giám mục Giuse Ngô Quang Kiệt là giám mục Chủ phong cho các giám mục:
- Năm 2007, giám mục Giuse Đặng Đức Ngân, hiện đang là Tổng giám mục phó Tổng giáo phận Huế.
- Năm 2008, giám mục Lôrensô Chu Văn Minh, hiện là cố Giám mục Phụ tá Tổng giáo phận Hà Nội.

Tổng giám mục Giuse Ngô Quang Kiệt là giám mục Phụ phong cho các giám mục:
- Năm 2001, giám mục Giuse Vũ Duy Thống, cố giám mục chính tòa Giáo phận Phan Thiết.
- Năm 2003, giám mục Stêphanô Tri Bửu Thiên, hiện là nguyên Giám mục chính tòa Giáo phận Cần Thơ.
- Năm 2003, giám mục Antôn Vũ Huy Chương, hiện là Nguyên Giám mục chính tòa Giáo phận Đà Lạt.
- Năm 2004, giám mục Giuse Nguyễn Chí Linh, hiện đang là Tổng giám mục Tổng giáo phận Huế.
- Năm 2006, giám mục Phêrô Nguyễn Văn Đệ, hiện đang là Nguyên Giám mục chính tòa Giáo phận Thái Bình.

Dưới đây là sơ đồ tính Tông truyền từ giám mục Việt Nam đầu tiên được giám mục ngoại quốc chủ phong cho đến đời Tổng giám mục Ngô Quang Kiệt.

## Câu nói
| “                           | Tự do tôn giáo là quyền, chứ không phải ơn huệ xin – cho | ” |
| — "TGM Giuse Ngô Quang Kiệt |                                                          |   |

Câu nói này sau khi được Tổng giám mục Kiệt sử dụng trong cuộc họp với ủy ban nhân dân thành phố Hà Nội ngày 20 tháng 9 năm 2008, đã được sử dụng khá phổ biến. Một số ví dụ là việc được giám mục Anphongsô Nguyễn Hữu Long sử dụng trong bài giảng ngày 23 tháng 8 năm 2016. Cụm từ này cụng được linh mục Giuse Nguyễn Văn Thành, quản xứ Lào Cai sử dụng trong thông cáo về việc giáo xứ bị ngăn trở cử hành lễ Giáng sinh. Giám mục Phó Tổng thư ký Phêrô Nguyễn Văn Khảm thay mặt Hội đồng Giám mục Việt Nam gửi đến Quốc hội những nhận định và góp ý cho Dự thảo 17 tháng 8 năm 2016 Luật Tín ngưỡng, Tôn giáo cũng sử dụng cụm từ này. Trong các góp ý về sửa đổi Luật tín ngưỡng tôn giáo vào năm 2015, giáo phận Bắc Ninh khẳng định:'Tự do tôn giáo là quyền chứ không phải là ân huệ'.. Không những trong hàng ngũ giáo sĩ Công giáo, giáo dân cũng ghi nhớ và sử dụng cụm từ này, điển hình là ông Trịnh Văn Thủy, một giáo dân dùng nhà của mình là nhà nguyện chung cho cộng đoàn Công giáo sơ khai tại vùng Tây Bắc, ông này cũng cho hay câu nói của Tổng giám mục Kiệt là động lực dấn thân của ông.. Ngoài các ví dụ kể trên, còn rất nhiều những ví dụ khác.